# 香港國際機場
香港國際機場（英語：Hong Kong International Airport），俗稱赤鱲角機場，位於香港離島區赤鱲角人工島，毗鄰大嶼山，是香港目前唯一的民航機場。機場佔地約1,905公頃，屬香港最具規模的基建項目之一，於1998年7月6日啟用，取代已關閉的啟德機場，現由香港機場管理局負責管理及運營。
機場於2024年11月28日完成三跑道系統的建設並全面運作。這項耗資1,415億港元的工程包括新建一條3,800米長的第三跑道、擴建二號客運大樓及升級相關設施，使機場每小時可處理航班量從70班增至102班。根據官方預測，至2035年，機場年客運量預計達1.2億人次，貨運量則可達1,000萬公噸，鞏固其作為全球重要航空樞紐的地位。
香港國際機場是多間本地航空公司，包括國泰航空、香港航空、香港快運航空、大灣區航空、香港貨運航空及香港華民航空的樞紐基地。機場自2001年起多次名列全球最佳機場前三位，並曾八次獲評為全球最佳機場，同時長期保持全球最繁忙貨運機場的地位。
在交通聯繫方面，乘客可透過機場快綫鐵路或公路網絡往返市區，由機場至中環商業核心區的鐵路車程約24分鐘。機場採取全天候運作模式，並透過「機場城市」發展計劃，整合商業、旅遊及航空產業。

## 概要
機場設有三條跑道以及215個停機位，其中77個停機位附有登機橋，包括位於一號客運大樓內的49個，T1衛星客運廊的9個，以及T1中場客運廊的19個。機場在2016年8月開始擴建第三條跑道（部份屬於屯門區），第三條跑道於2022年7月8日啟用，而中跑道也隨即暫時關閉以作整修，並於2024年11月28日重新啟用。
香港國際機場載客運輸數量位居全球機場前列，是來往歐洲、美洲、亞洲及大洋洲航班的轉機點。同時一直是東亞及東南亞國際客運及貨運的航空樞紐，亞洲第4位最繁忙的國際機場。香港國際機場連接全球約220個航點，超過100間航空公司在此營運，每天提供逾1100班航班。2010年起，其貨運流量連續9年位居世界第1位，客運流量則排名世界第8位，國際客運流量排名世界第3位。
香港國際機場被Skytrax評為「五星級機場」，於2001年至2012年一直躋身三甲，其中八度被評為「全球最佳機場」。此外，香港國際機場於2006年至2008年及2010年4度被知名商務旅遊雜誌《商旅》評為中國最佳機場，於2012年的《旅遊行業報》旅遊大獎選舉中，連續10屆獲選為最佳，並且在每年客運量逾4,000萬人次的機場類別中，獲国际机场协会推選為全球最佳。不過在2019年香港爆發反修例風波，以及2020年全球爆發2019冠狀病毒病疫情至2022年底，特區政府被指設立太嚴格的疫情管制措施，對香港的航空樞紐地位造成打擊。在2022年6月公佈的Skytrax全球機場排名，受疫情管制措施影響下，香港國際機場跌出全球十佳，跌至排第20名，到2023年更跌至第33位。2024年4月公布的Skytrax排名則顯示，在所有疫情隔離措施解除後，香港國際機場的排名則由2023年的第33位，大幅回升至第11名。
現時機場已逐步擴建，包括中場範圍發展計劃及香港國際機場2030規劃大綱以滿足增加的需求，及繼續發展為珠江三角洲區內旅客轉運中心，亞洲轉運機場。

## 歷史

### 籌劃興建
香港原本唯一的民航機場是位於九龍九龍城區的啟德機場。該機場原位處郊區，但隨著香港市區的擴張，機場逐漸被市街包圍，不但難以擴建（例如太子道曾與機場跑道形成平交道），且因機場緊鄰民居，多年來對居民造成了極大的噪音污染。加上跑道與滑行道距離過近，任何意外都足以使得整座機場癱瘓；航道下更為人口密集的住宅區，若遇上空難墜機時極有可能造成二次撞擊傷亡，後果堪虞，故此必須覓地興建新機場。
1994至96年之間，啟德機場的飛機架次升降量已經遠超其飽和程度，港英政府估計若然不興建新機場，香港將會直接蒙受時值4,200億港元的經濟損失。加上啟德機場只有一條跑道，每小時平均需要升降班機達36次，繁忙時間接近每分鐘一班，已經為安全考慮下之極限。
雖然港英政府就新機場選址及規劃完成研究，惟因為造價高昂而一直未落實。1989年，香港社會因為中国大陆發生六四事件而引起了信心危機；當時的香港總督衛奕信爵士隨即於同年10月11日在香港立法局透過《施政報告》宣佈《港口及機場發展策略》，決定興建新港口、機場和相關配套設施，包括被稱為「玫瑰園計劃」的《機場核心計劃》。
1990年5月，有香港與美國學者研究建議香港的新機場應選址於屯門稔灣，稱該處土地充足、人口稀少，且位置可配合珠江三角洲未來的發展，不過未獲得採納。

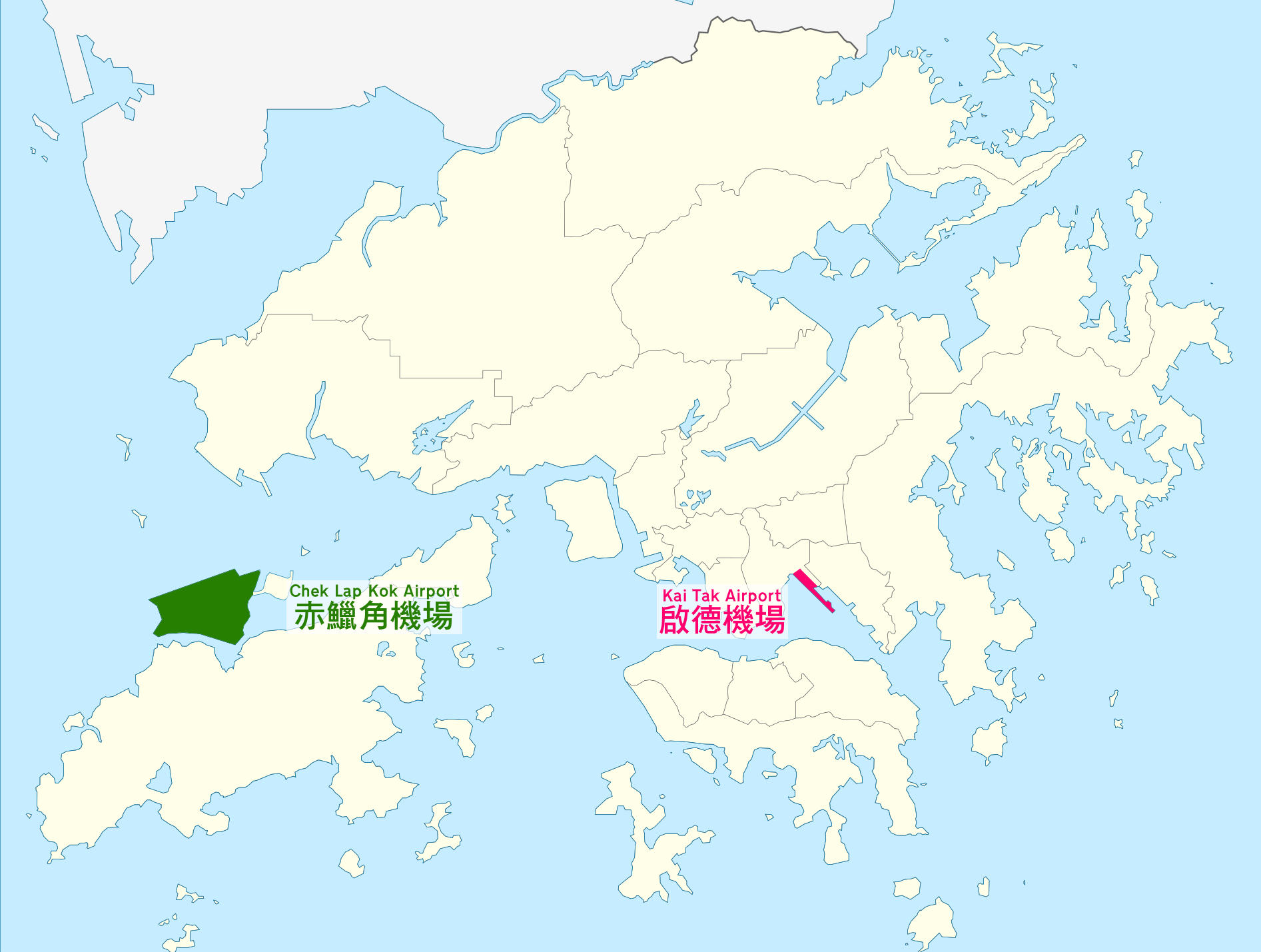
新舊機場位置

基於新機場最初設計時只有一條跑道，不能負擔成為重要機場樞紐后所需要起降的大量航班，為一條跑道的機場所建設的公路和大橋不符合經濟效益；同時機場建造的價格也非常昂貴，工程所需貸款無可避免會跨越1997年，即香港回歸的年份，中國政府強烈反對興建新機場的計劃，就此多次批評新機場工程將會對日後的香港特別行政區政府造成沉重的財政負擔，質疑目的是要燒光英屬香港的外汇储备，不留給1997年的特區政府。中英兩國透過中英聯合聯絡小組就新機場財務安排進行談判。1991年7月5日，中英兩國就香港新機場達成共識，中國同意興建新機場，同年9月3日，當時的英国首相约翰·梅杰與當時的中国国务院总理李鹏在北京人民大会堂簽署《關於香港新機場建設及有關問題的諒解備忘錄》，備忘錄主要申明：港英政府在其管理期間負責建設，並且在最大程度上完成機場核心計畫，留給未來特別行政區政府的儲備不少於250億港元；中國政府在立場上支持新機場建設，對需要在1997年6月30日以後償還的香港政府的舉債採取積極的態度，並且同意中国银行發揮適當的作用；中英兩國成立了一個由中英聯合聯絡小組領導的機場委員會，而香港政府則成立了機場管理局和諮詢委員會。實際上，於談判時期，臨時機場管理局已經於1990年4月成立，並且逐步批出新機場的工程合約。

### 建造過程
新機場的選址位於大嶼山以北的一座人工岛上，面積12.55平方公里，包括赤鱲角、欖洲及填海所得來的土地。根據初期的設計，原定的機場地形會是一個跟東涌北部連在一起的半島，即是東涌灣會被填平，後來經過重新設計，成為一個獨立的機場島。建造工程於1992年正式啟動，初期計劃原定於1997年年中完成。時任香港總督彭定康曾經表示希望在7月1日香港交接後能夠從新機場離開香港，不過機場於交接後一年的1998年才完工，彭定康於香港交接儀式後搭乘不列顛尼亞號英國皇家游艇經水路離開。
1995年6月，機場平台的開山及填海工程完成，翌年3月，第一條跑道鋪設瀝青。1997年2月20日，政府飛行服務隊編號VR-HZM的雙引擎“超級空中霸王”B-200C飛機在新機場著陸，完成新機場首次飛機著陸，為民航處新裝置的仪表着陆系统進行飛行校驗作出準備，標誌著機場核心工程已到達另一重要里程碑。1998年1月18日，機場管理局在客運大樓舉行第一次試運作，測試大樓的運作就緒情況，逾500名人士義務扮演旅客，另有950名來自機管局、政府部門和航空公司的職員參加。2月15日及3月28日，機管局再於客運大樓舉行第二次及第三次試運作，分別有逾1000和1200名人士義務參加。5月2日，在第四次機場試運作中，國泰航空派出不載客，髹上香港精神號97塗裝，編號B-HIB的747-200客機於新機場著陸，測試機場導航等相關系統，成為首架在新機場著陸的商用航機。旅客捷運系統亦於測試中首次投入運作。
新機場歷經6年建成，並且與新界西區的另一工程大欖隧道一併於1998年啟用，於1998年7月2日由時任中共中央总书记兼中国国家主席江泽民主持開幕儀式，7月6日正式啟用。連同其他相連基础设施，造價約為90億美元，佔《機場核心計劃》中成本的40%。
為了保育赤鱲角島上的文物，英皇御准香港賽馬會撥款資助香港考古學會在島上考古調查及發掘。保育項目於1990年展開，歷時16個月。首要任務就在該島上進行全面性調查，紀錄舊坟墓和舊建筑物，並且找出原來的耕作模式。考古人員在深灣村、虎地灣及蝦螺灣等多處考古遺址出土很多新石器时代中期至青铜时代的陶器。在赤鱲角亞媽灣一座約於1833年建成的天后廟於1990年被拆件，遷至東涌黃龍坑重組。另外，島上獨有的盧文氏樹蛙也在興建機場前被送往南丫島棲息。

### 開幕與啟用

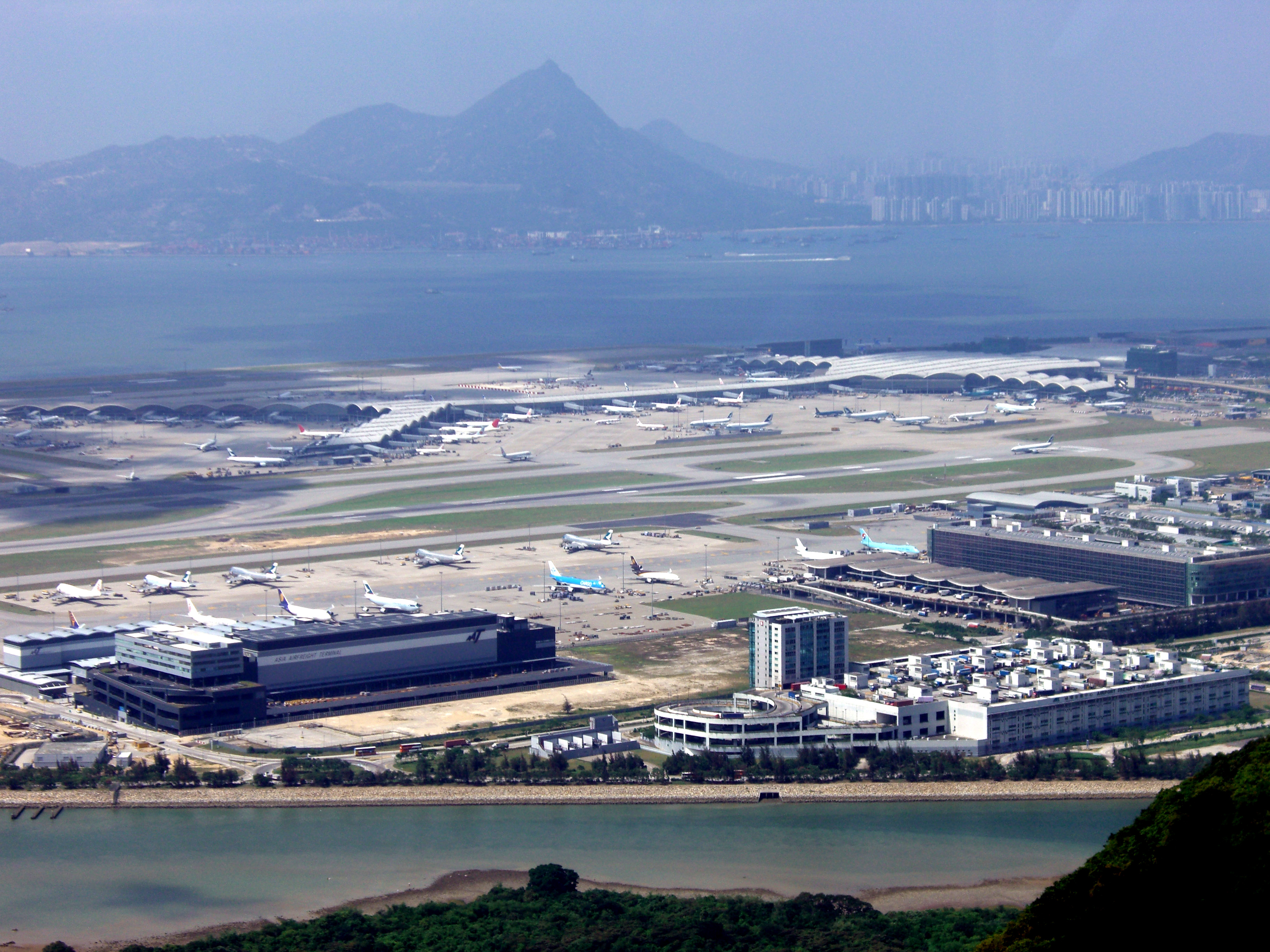
從大嶼山遠眺香港國際機場（2007年）

新機場原定在1998年4月啟用，不過，由於公共交通未準備就緒，行政長官會同行政會議於1998年1月決定延遲新機場的啟用日期至1998年7月6日，啟德機場將同時關閉。
1998年6月30日，香港交接一周年在即，中共中央总书记兼国家主席江泽民第二度來港準備出席翌日的慶祝活動，专机抵達時降落於啟德機場。7月2日，江澤民主持位於赤鱲角的香港國際機場開幕典禮，出席儀式的嘉賓超過3000人。內地主禮嘉賓包括国务院副总理钱其琛、解放军总参谋长傅全有、国务院港澳事务办公室主任廖暉等。香港高級官員如行政長官董建華，政務司司長陳方安生、財政司司長曾蔭權及機場管理局主席黃保欣等亦有出席。賓客們在欣賞席娜·伊斯頓及张学友等歌手的演出後，出席場內所設的酒會。儀式後江澤民及其夫人和部分內地高級官員由新機場乘搭飛機於中午12時左右離開香港，行政長官和政務司司長在場送行，這是從新機場離港的首班機。晚上約八時半，美国空军一号總統專機首度降落香港，克林顿总统伉儷亦成為首批抵達新機場之乘客。翌日晚上八時許，克林頓一家搭入空軍一號，成為首批離開新機場的國際乘客。
7月5日傍晚新機場空管中心及控制塔啟用，停泊在啟德機場的飛機亦需要飛往新機場，不少設備及器材等在當晚午夜後隨即沿海、陸、空三路，由十多艘駁船、過千輛貨車、三十餘架飛機從啟德機場搬遷往新機場。
7月6日早上6時30分，機場完成中期遷移工程，新機場正式運作。首班抵達香港國際機場的商業航班為由美国纽约甘迺迪國際機場起飛的國泰航空航班CX889，於7月6日清晨6時27分順利降落在機場南跑道上。該航班被稱為“極道一號”（Polar One），由編號B-HUJ的波音747-400客機執飛，載有137名旅客，並在一夜之間成就多項創舉，包括：首個從紐約飛往香港的不停站客運航班；首架在赤鱲角新機場降落的商用航班；國泰首架飛越北极上空的新航線。飛行時間共15小時35分鐘，飛行距離長達7,465海里（約13,825公里），創下不停站商用航班最長的飛行紀錄。首班飛離新機場的商業航班是前往菲律宾首都马尼拉的CX907，載有207位乘客，於上午7時19分起飛。同日珠江三角洲空域的新空中交通管制准则启用。空域调整方案先前已由香港、澳門、内地民航部门及中国人民解放军相关部门经协商确定；同时深圳进近启用雷达管制。
至同年8月5日，最後一批物資才送達新機場，而舊機場正式騰空。機場啟用初期一度出現混亂，客運大樓發生電腦故障，以致航班資料無法顯示，行李輸送系統亦出現了錯誤，客運大樓亦多次發生過供電及供水停頓等問題；機場快綫亦出現過班次延誤及未能夠成功靠站的問題；貨運服務更一度臨近中斷，超級一號貨站的交收系統停頓，大量貨物積壓在貨站。香港政府及後需要重新開啟原啟德機場的二號空運貨運站，有商人更直接將貨物調度到鄰近機場交收。新機場的混亂其後逐步解決，並且逐漸被公眾所接受。香港特區政府委任了胡國興法官及鄭維健博士成立獨立的新機場調查委員會，徹查事件，而立法會及申訴專員公署亦先後就事件進行調查及發表報告。
1999年5月26日，香港國際機場第二條跑道啟用，由政務司司長陳方安生主持啟用儀式。

### 擴建

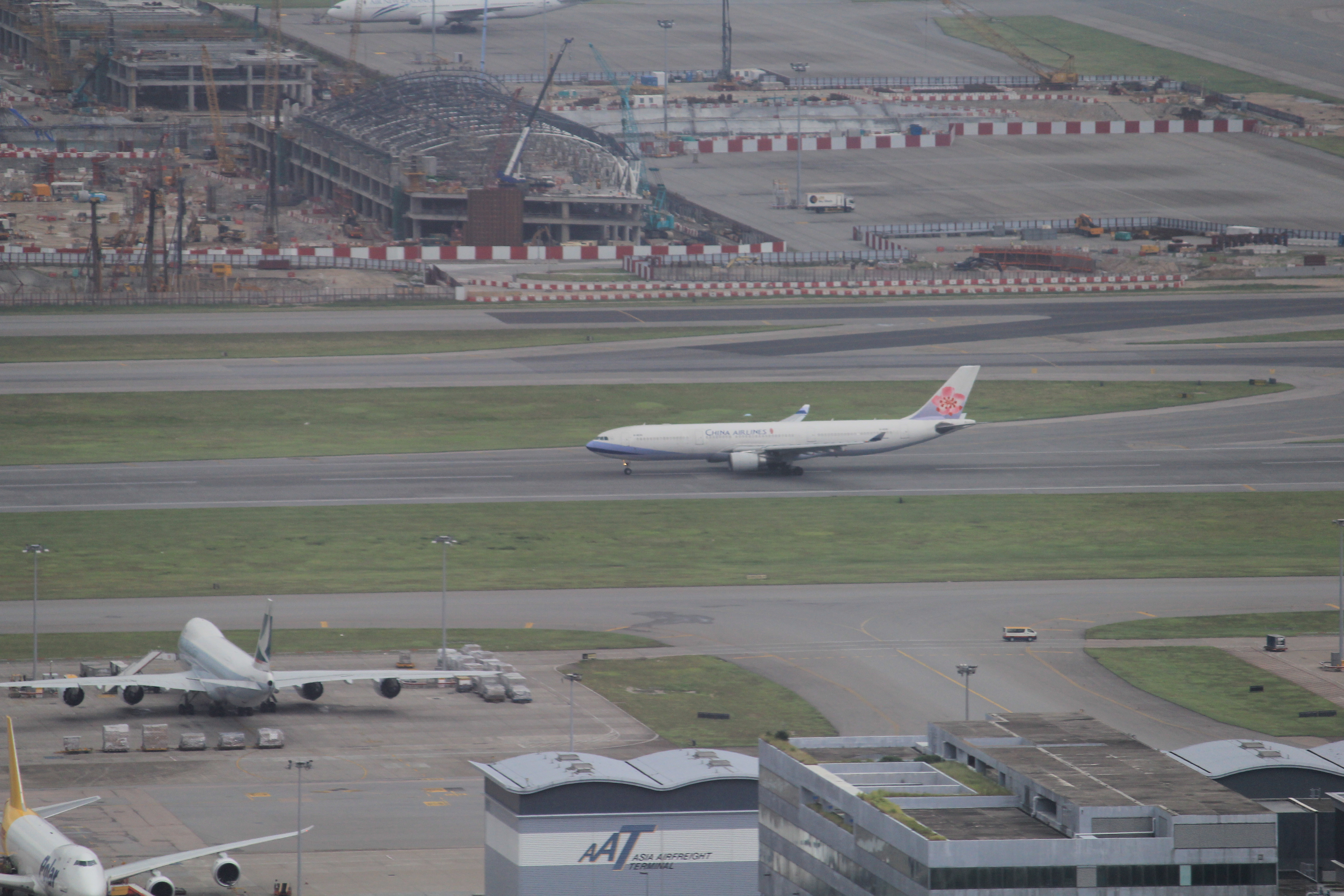
南跑道及建设中的T1中場客運廊（2013年）

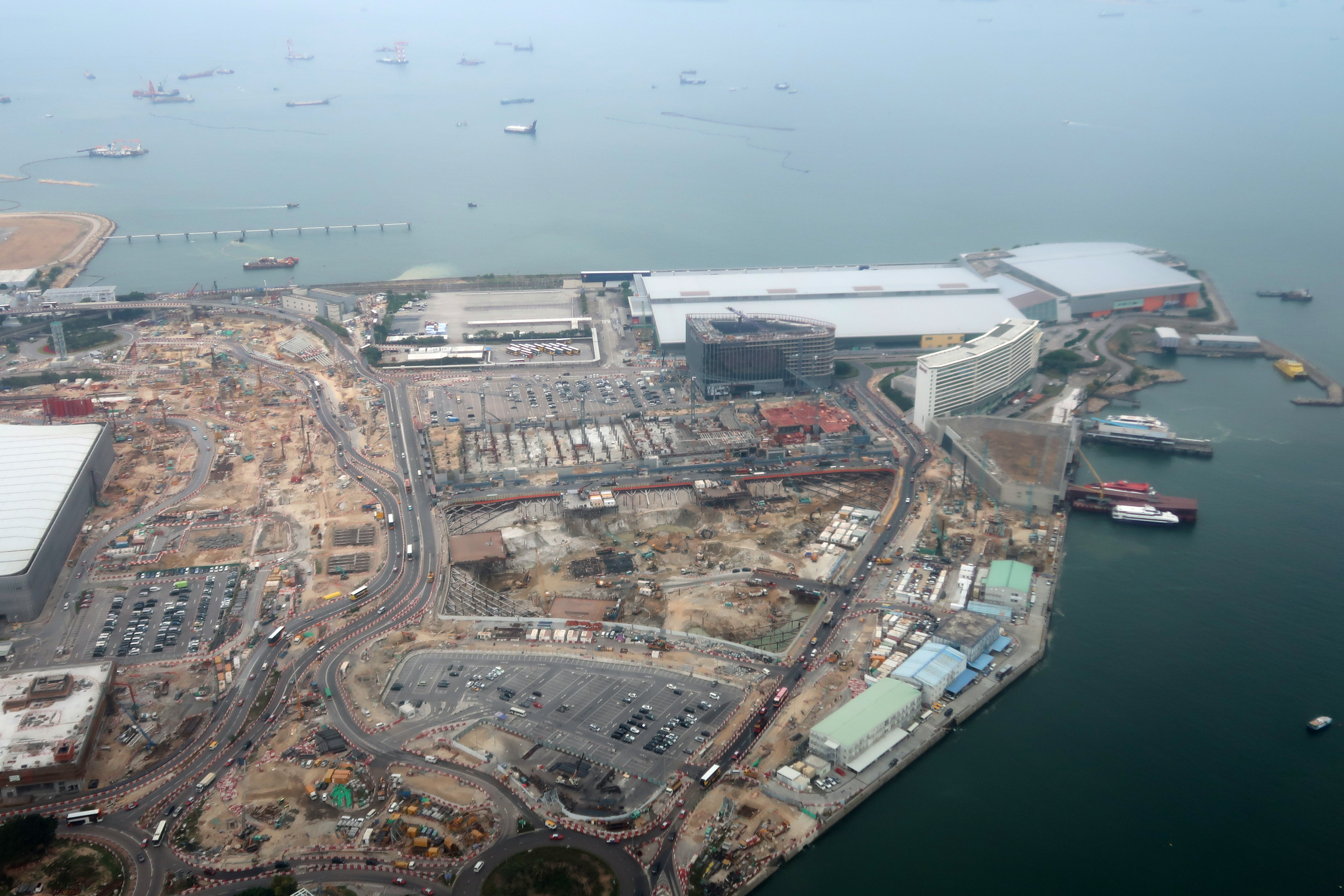
興建中的航天城（2019年11月）

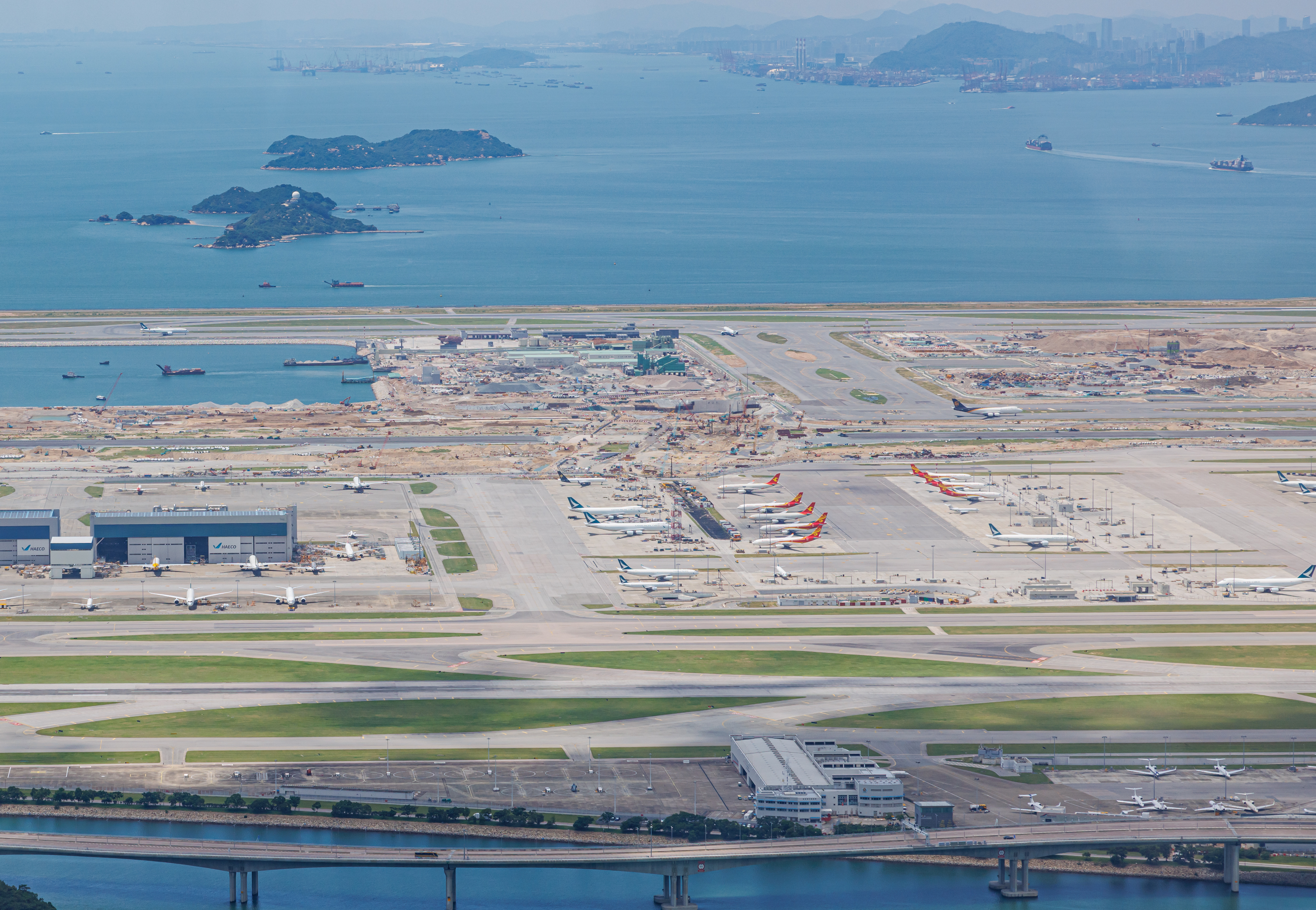
第三跑道（2023年）

香港機場管理局自2001年起，每5年發表《香港國際機場發展藍圖》，該藍圖是1992年《新機場總綱計劃》後的發展方針，以《機場大型發展策略總綱研究》為基礎，預測了香港國際機場在2020年以後的需求，並且提出相應的發展規劃及策略，發展及研究項目涵蓋客運、貨運、飛行區、附屬設施等方面。
香港機場管理局於2006年至2010年投資了45億港元以提升客運大樓和停機坪的設施，將兩座入境大堂合併，並且增加了櫃位數目。中央客運廊部分辦公室被拆除，走廊擴闊至12米及將外牆改為玻璃幕牆。此外，增添了轉乘飛機設施，抵港層的櫃枱由44個增加至70個。與此同時，海关程序、出入境及檢疫手續簡化，引入智能卡和辨識系統，用以識別員工及旅客身份的電子保安系統、電子票據、地理信息系统及旅客信息系统等。2012年1月，機場管理局推出手機登機證服務。乘客可以透過手提電話下載由航空公司發出的電子登機證，在安全檢查站及登機閘口以掃描器進行登機。
因應中国大陆制造业的崛起，香港國際機場將成為珠三角的貨物转运中心，透過使用機場本身的設施及貨運碼頭；利用空運、海運及陸運的優勢，把貨物運往珠三角及世界各地。發展藍圖建議發展速遞業，使香港成為速遞貨運樞紐、也成為國際及地區的貨運樞紐。配合未來發展，以香港作為基地的國泰航空也正在繼香港空運貨站（Hactl）的超級一號貨站和亞洲空運中心（AAT）後，投資57億港元興建專屬空運貨站。同時，亞洲空運中心的擴建工程已經於2007年投入運作，DHL的中亞樞紐中心二及三期擴建計亦也提前於2007年落成啟用。為配合貨運業的發展，未來將會機場將利用貨運區的剩餘土地，擴建機場空運中心及商貿港物流中心，而機場也在中場範圍的西部預留空間增建貨運停機坪。
2001年的《二零二零年發展藍圖》 宣佈航天城計劃的第一期，工程於2008年落成。
為了滿足中期航空客貨運需求，並且配合民航處逐步提升每小時飛機升降量，機場管理局宣布了斥資22億港元擴建位於機場島西端的停機坪，佔地43萬平方米，包括興建16座停機位，供客、貨及商營飛機混合使用，工程將會分兩階段，於2014年底竣工。新貨運站亦於2013年年初竣工。
2011年，香港國際機場開始更換客運大樓的傳統照明設施為81,000個發光二極管裝置，估計每年可節省約1,250萬度電力及減少逾7,000公噸碳排放量；及提升設於停機位的固定地面供電系統及預調空氣系統，可以期望減少85%的飛機碳排放量，有助紓緩温室效应。

#### 2030規劃大綱
從2001年至2011年間，機場管理局共發表了3份發展藍圖預計需求量而訂立相應的發展策略，2001年發表《二零二零年發展藍圖》（页面存档备份，存于）；2005年再發表《香港國際機場2025》（页面存档备份，存于）；而2011年發表的《香港國際機場2030規劃大綱》則著力探討興建第三條跑道的計劃。
2008年，機場管理局研究提升現有兩條跑道的容量及興建第三條跑道的可行性。行政總裁許漢忠指出，當局斥資了45億港元提升機場運力，其中設有小型及窄体飞机停機位的北衞星客運廊已經落成啟用，預計每年可以多接待500萬名旅客。當局亦重新配置一號客運大樓出境檢查大堂，提升疏客速度；並且重新鋪設南北兩跑道及增設兩條快速出口滑行道，又增建了10個貨運停機位至34個。
《香港國際機場2030規劃大綱》為由機場管理局於2010年代所發表的計劃，當中最為矚目的項目包括了為香港國際機場興建第三條跑道，及其他大量相關及配套設施等。上述計劃工程需要填海約650公頃，相當於現時半座機場的面積，造價逾800億港元。計劃內容包括興建全長3.8公里的第三跑道、滑行道系統、100座停機坪、航空交通控制塔及可以連接可連接60座登機橋的Y形客運廊、擴建行李處理系統、延展旅客捷運系統，同時改建二號客運大樓成為無人駕駛列車車站等。當局亦考慮於填海範圍興建新的航站楼，並且設立過關口岸。法定環境影響評估程序已經展開，工程於2024年落成。
2015年11月底，機管局向立法會交代興建機場三跑道系統工程範圍及成本估算，當中填海工程估算由2010年的368億，增至2014年的562億元。而二號客運大樓的改建費用由2010年估算的95億，增至2014年的165億，較4年前估算新設計僅需95億元高逾七成。委員謝偉銓認同近年建築成本上升，令工程造價增加，但促請機管局交代二號客運大樓造價飈升的原因。
香港國際機場第三條跑道於2022年7月8日啟用，而啟用儀式則延至同年11月25日舉行，由政務司司長陳國基、中聯辦副主任尹宗華、外交部駐港特派員公署副特派員潘雲東、香港機場管理局主席蘇澤光主持開幕禮。

## 設計及佈局
香港國際機場是以公開召募設計形式，由香港機場管理局組成的專家小組和工程顧問公司，對各個建築師所提交的設計選寫評估報告及工程造價估算後，交由民航處及相關政府部門作進一步評審，最後從多個國際建築師提交的眾多設計中選出英國著名建築大師诺曼·福斯特的設計。
香港國際機場佔地達1,255公頃，機場管理局對機場島上的設施作出了完善的規劃，對各項客運、貨運、商業及地勤支援等設施，在機場島上劃分了專用的地帶，以方便於集中管理。目前，機場管理局按照各項機場設施的類型，在機場島劃分為以下的區域：
| 區域               | 位置                   | 有關的機場設施 | 道路 |
| ------------------ | ---------------------- | --- | --- |
| 客運區             | 機場島東部             | 香港國際機場一號客運大樓 香港國際機場二號客運大樓 地面運輸中心 機場站 停車場 富豪機場酒店 機場行政大樓 機場世貿中心 機場管理局維修總部 機場員工綜合大樓 | 暢航路 暢達路 暢順路 暢運路 暢旺路 暢業路 暢連路 暢榮路 暢匯路 暢興路 暢景路 機場路 翔天路 翔天北路 翔天中路 翔天徑 機場南交匯處 機場北交匯處 |
| 飛行區             | 機場兩條跑道之間的位置 | T1中場客運廊 T1衛星客運廊 T2客運廊（正在興建） 「天際走廊」 民航處航空交通管制中心 民航處精密跑道監察系統及備用航空交通管制塔 機場中消防局 | 北環路 跑道南路 中翔路 管制塔路 |
| 北商業區（航天城） | 機場島東北部           | 香港天際萬豪酒店 亞洲國際博覽館 11SKIES 海天中轉大樓 海運貨站 機場海上救援東局 | 航展道 航天城路 航天城東路 航天城交匯處 |
| 東岸路商業區       | 機場島東岸             | 國泰坊 中航大廈 民航處總部 | 東岸路 東輝路 |
| 航膳區             | 南跑道東端             | 國泰航空飲食服務廠房 香港氧氣 大昌/港龍機場地勤設備服務大樓 佳美航空膳食大樓 空郵中心 地勤工程設備有限公司 機場警署 漢莎航膳廠房 赤鱲角南消防局 軍事運輸中心                                                                                               | 航膳東路 航膳中路（禁區內） 航膳西路 |
| 貨運區             | 南跑道南面、觀景山以北 | 國泰城（國泰飛行培訓中心、逸泰居酒店） 香港國際機場古窯公園、香港國際機場古物園 機場倉庫大樓 赤鱲角電話機樓 商貿港物流中心 飛機燃料儲存庫 香港航空訓練大樓 機場空運中心 香港空運貨站 國泰航空貨運站 亞洲空運中心 DHL中亞區樞紐中心 機場南消防局 菜鳥智慧港 | 赤鱲角南路 觀景路 過路灣路 駿運路交匯處 駿運路 駿運南路 駿運北路 駿群路 駿明路 駿裕路 駿坪路                                                  |
| 商用航空區         | 南跑道西南面           | 香港商用航空中心 政府飛行服務隊總部 | 南環路 |
| 飛機維修區         | 機場島西岸             | 香港飛機工程機庫 赤鱲角西面碼頭 中國飛機服務有限公司機庫 機場地面維修大樓 機場維修設備倉庫 機場海上救援西局 | 南環路（末端） 北環路（禁區內） |

為了令駕駛人士更方便前往機場不同非禁區範圍，路政署在2014年把除航天城外其他非禁區範圍舊有帶顏色標籤的路牌統一為現有路牌，與香港大部分路牌一致。

## 航空客運設施
香港國際機場擁有兩座航站楼，其中一個正在擴建中，目前總平方面積達660,000平方米。

### 一號客運大樓

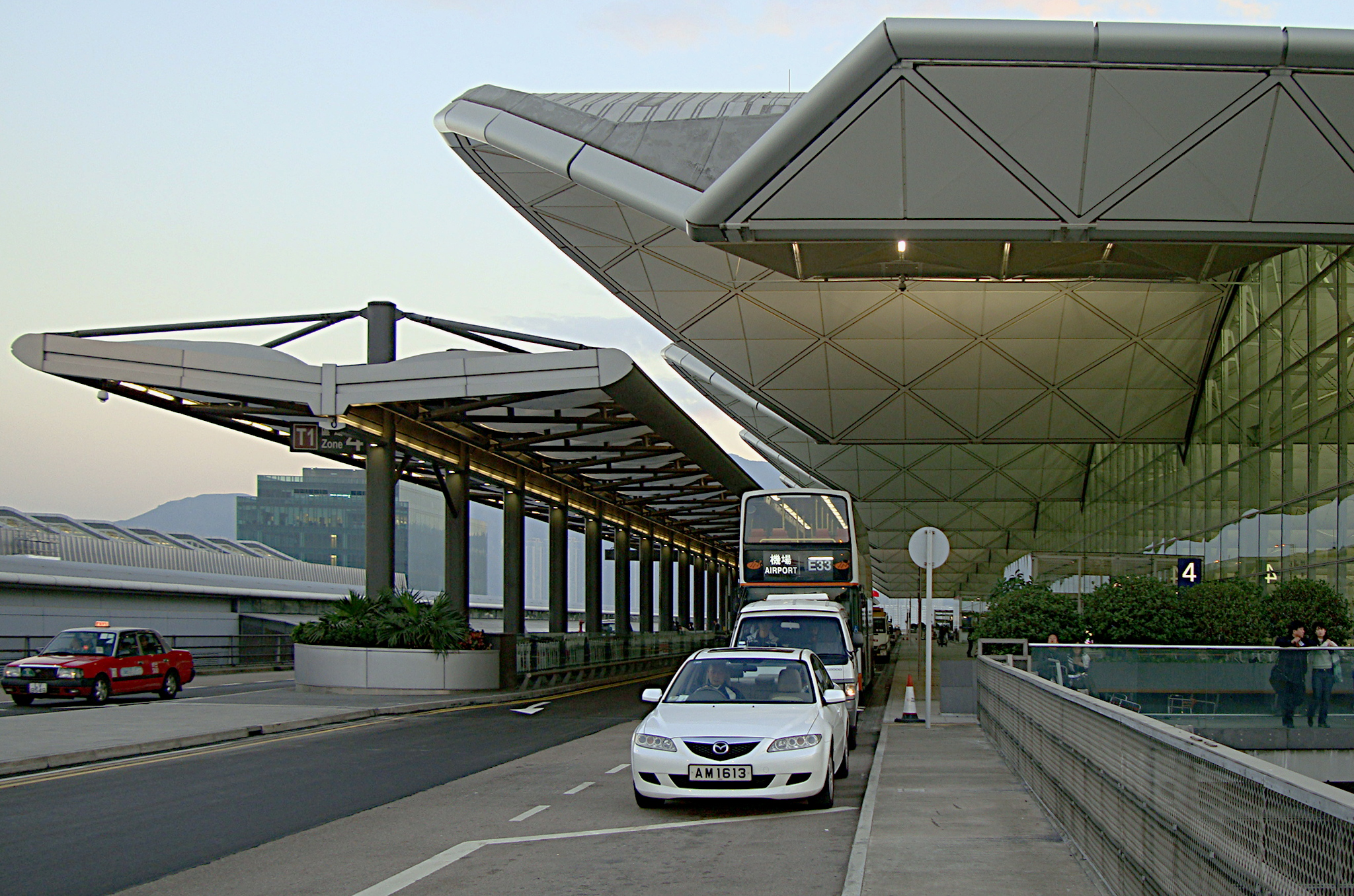
一號客運大樓離境大堂入口（2008年）

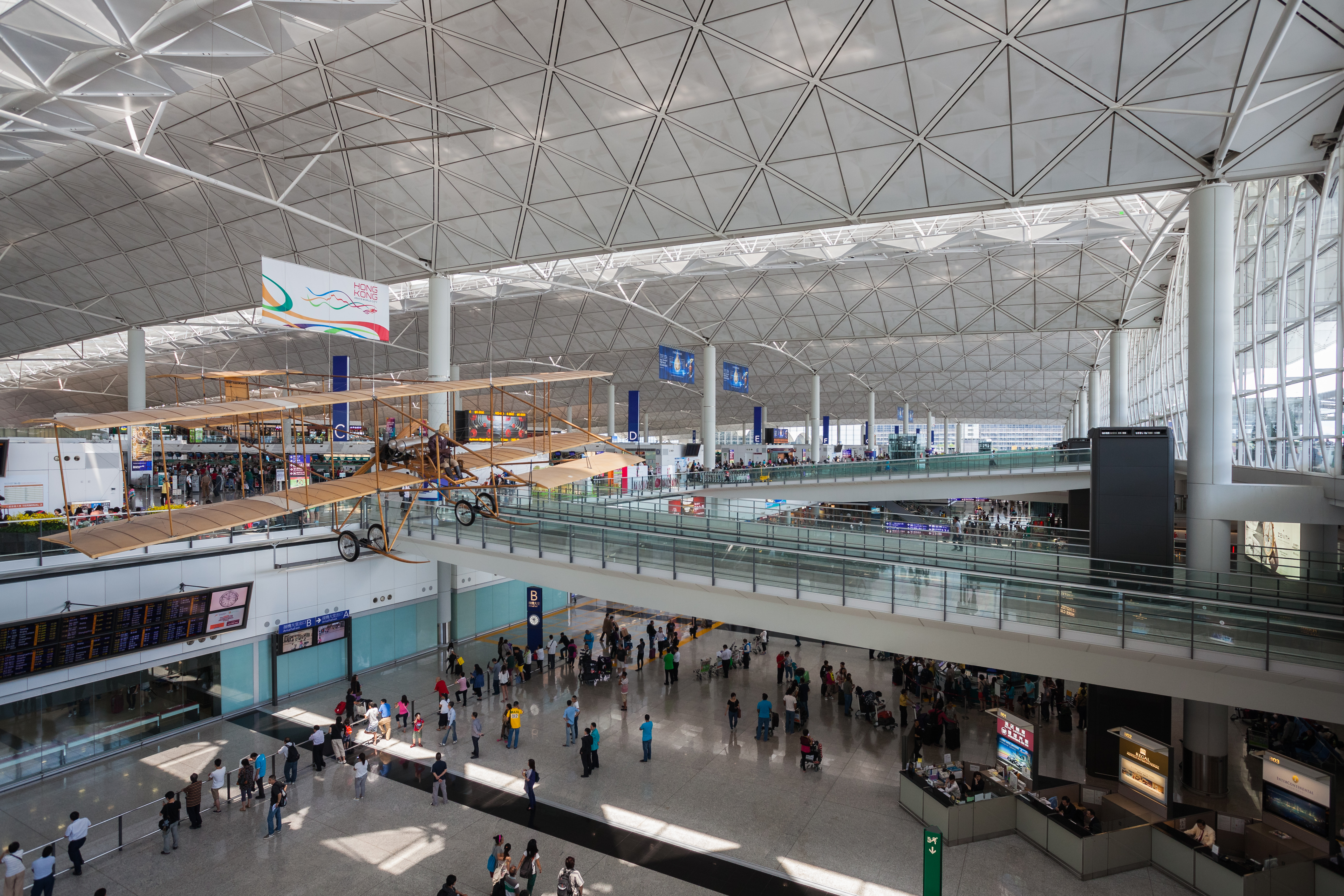
一號客運大樓南面大堂的沙田精神號（2013年）

一號客運大樓為香港國際機場首座客運大樓。大樓佔地570,000平方米，曾經是世界上最大的機場航空大廈建築的世界纪录保持者（該紀錄於2008年被面積達980,000平方米的北京首都国际机场三号航站楼打破）。大樓內設登機櫃位（A—L區，其中L區於2019年11月29日啟用）、接機區及香港機場購物廊。機場客運廊（即登機閘1—80及機閘511—530）也位於一號客運大樓的建築內。

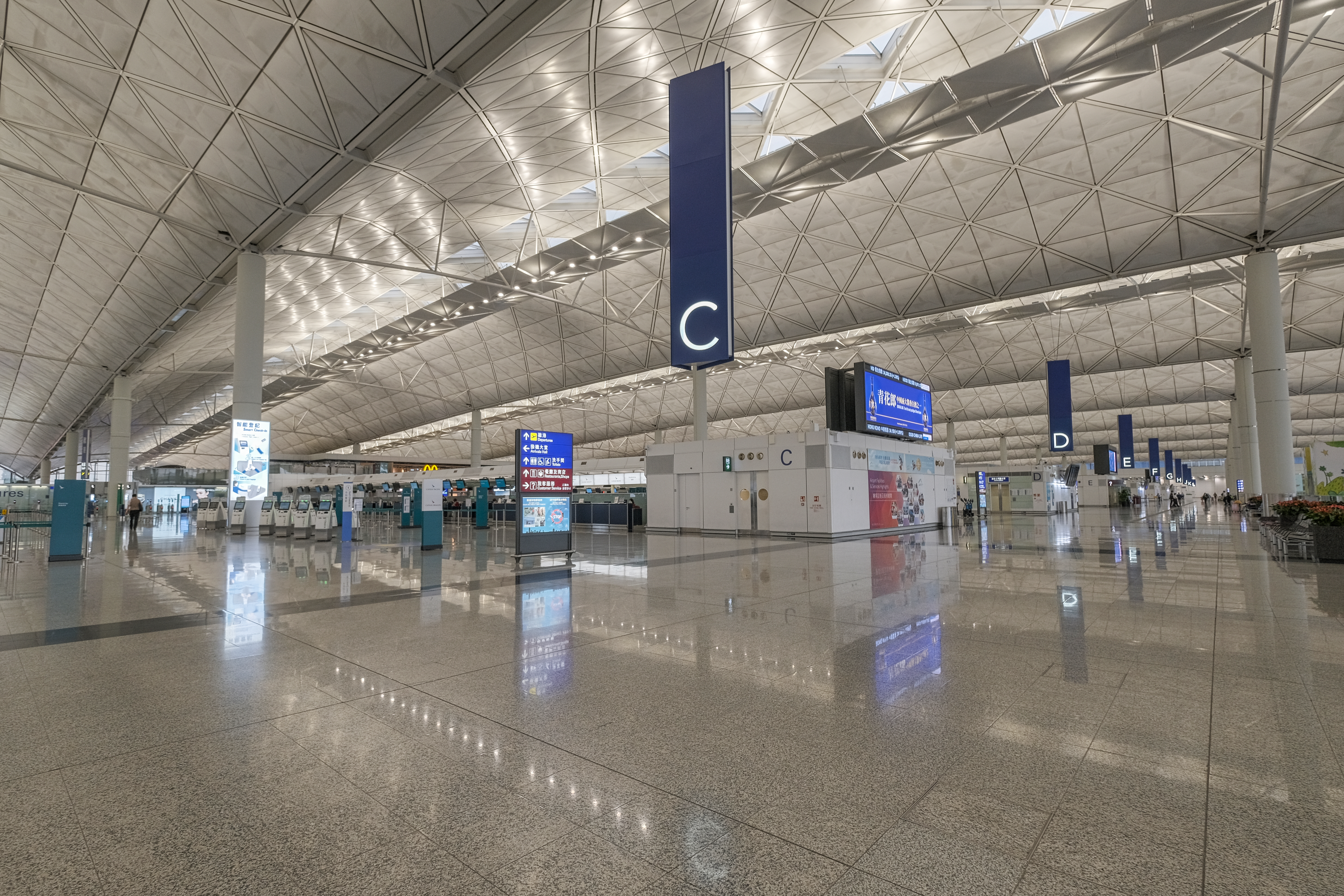
T1旅客登記大堂
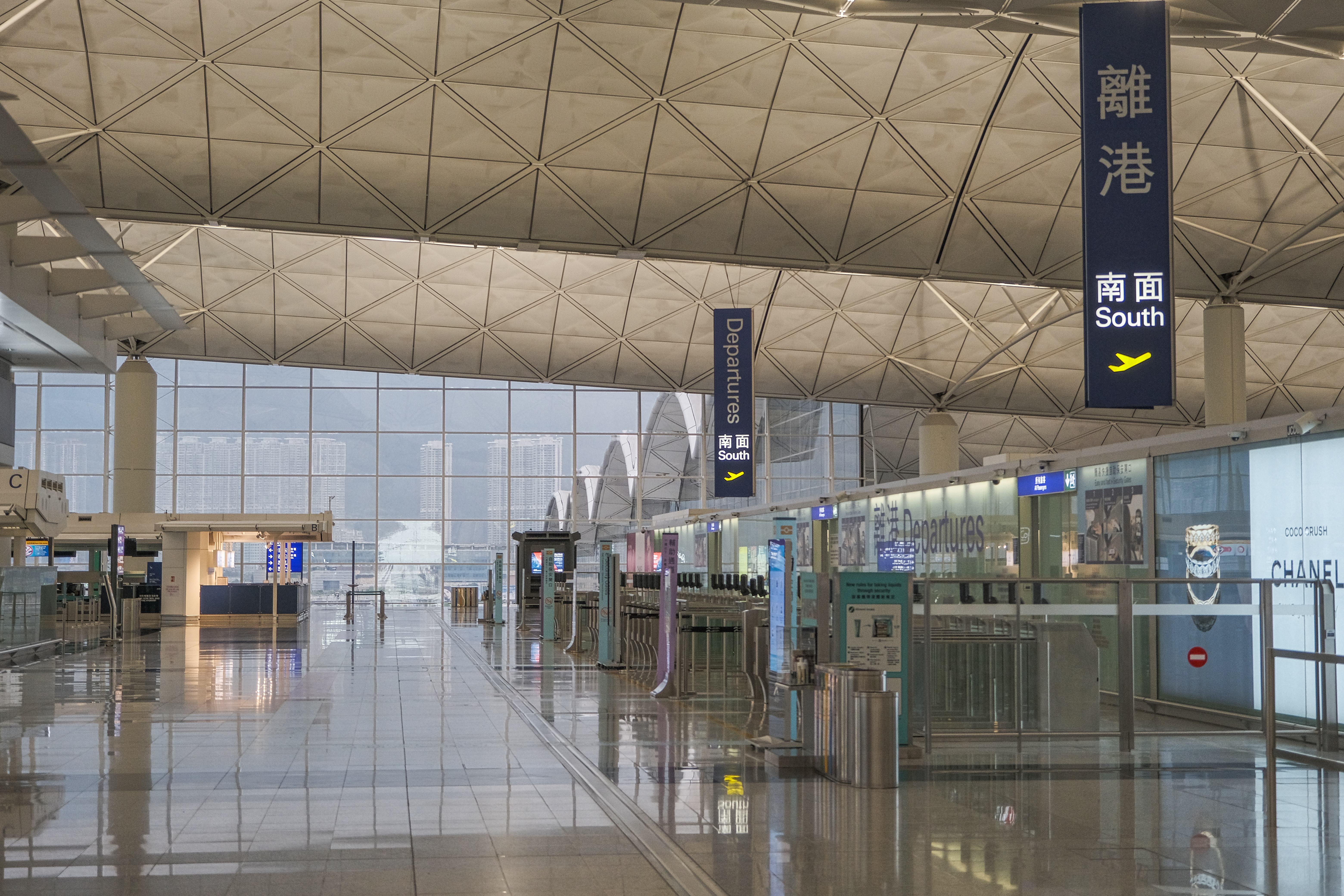
離境區
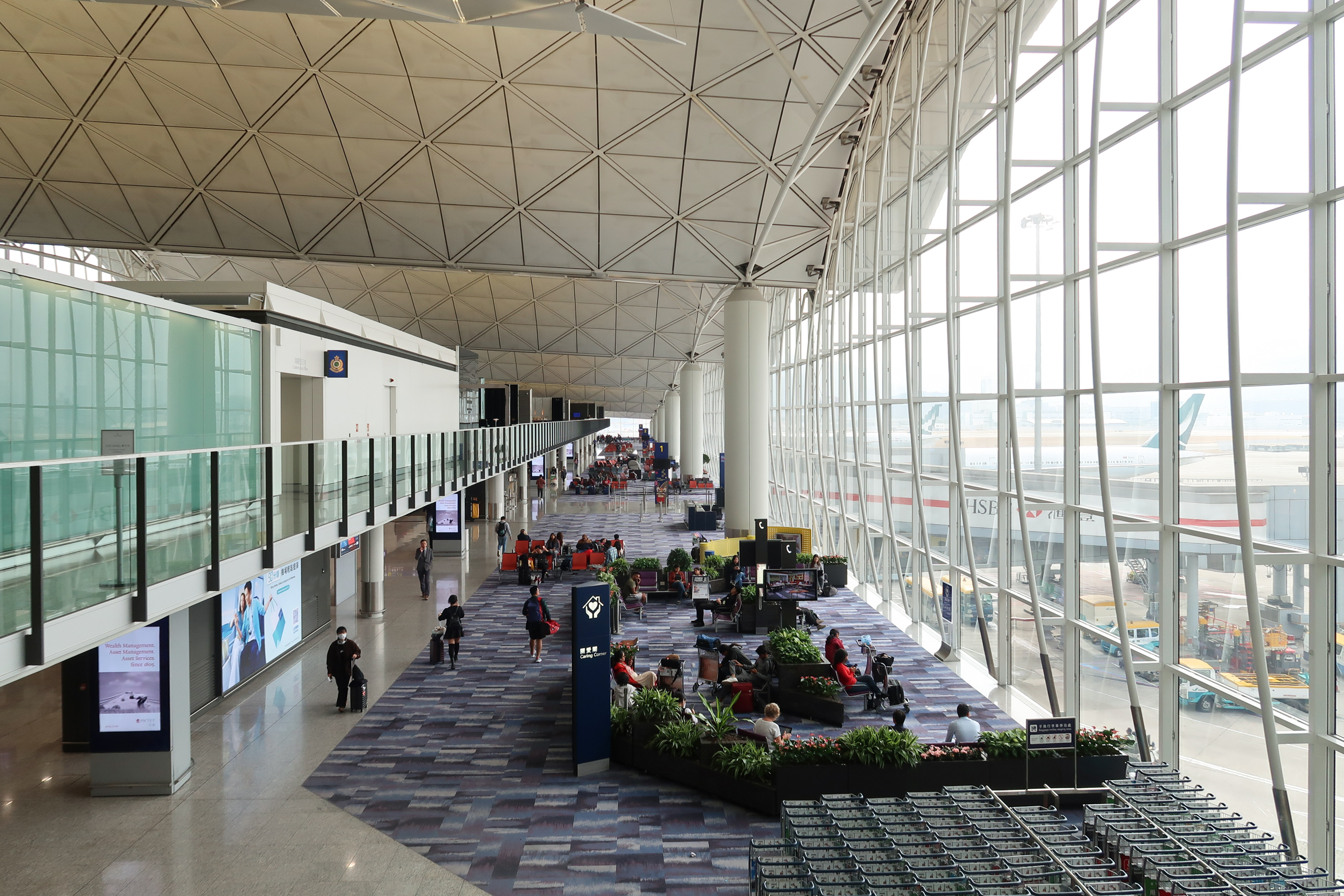
南客運廊
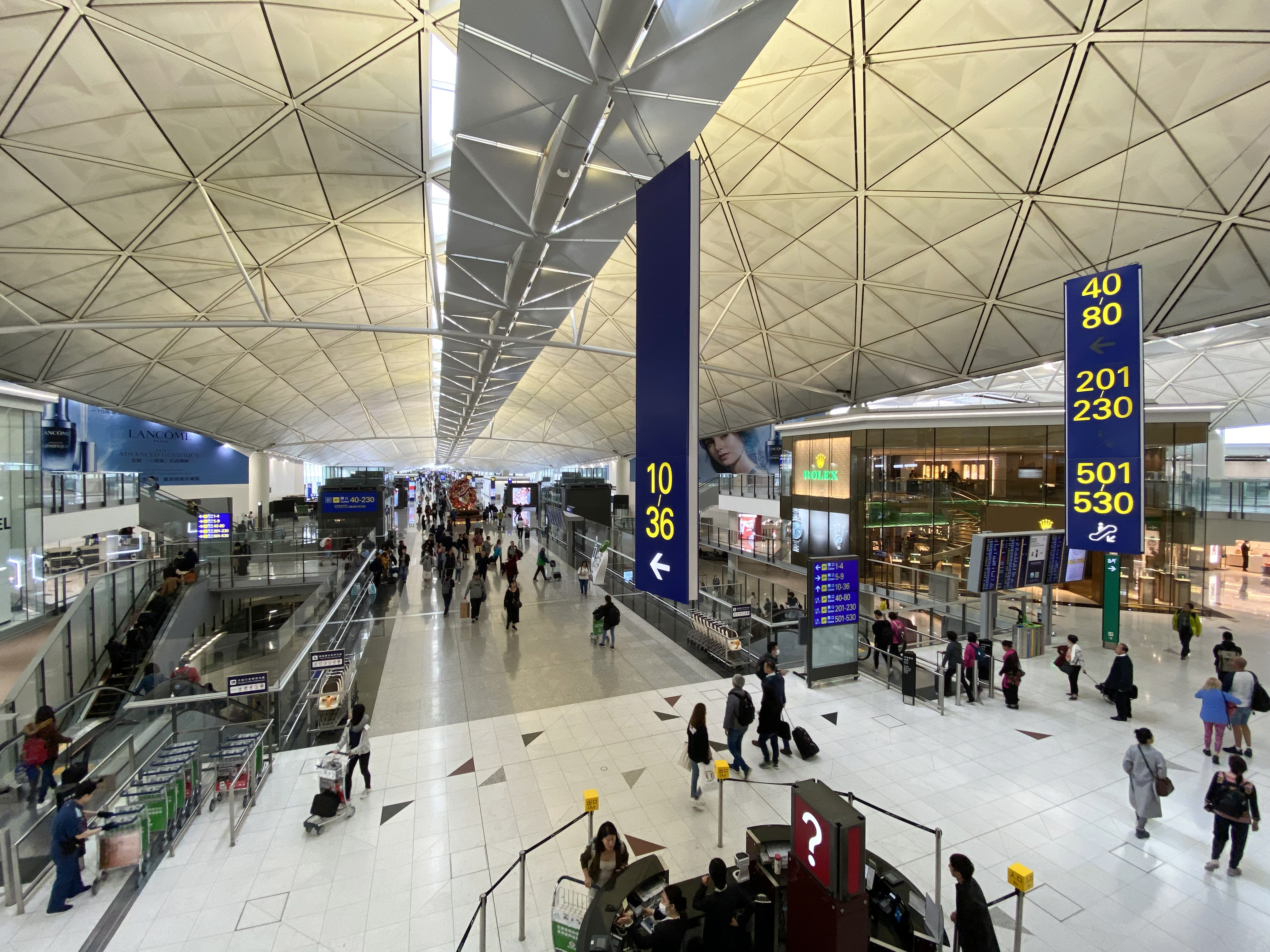
中央客運廊
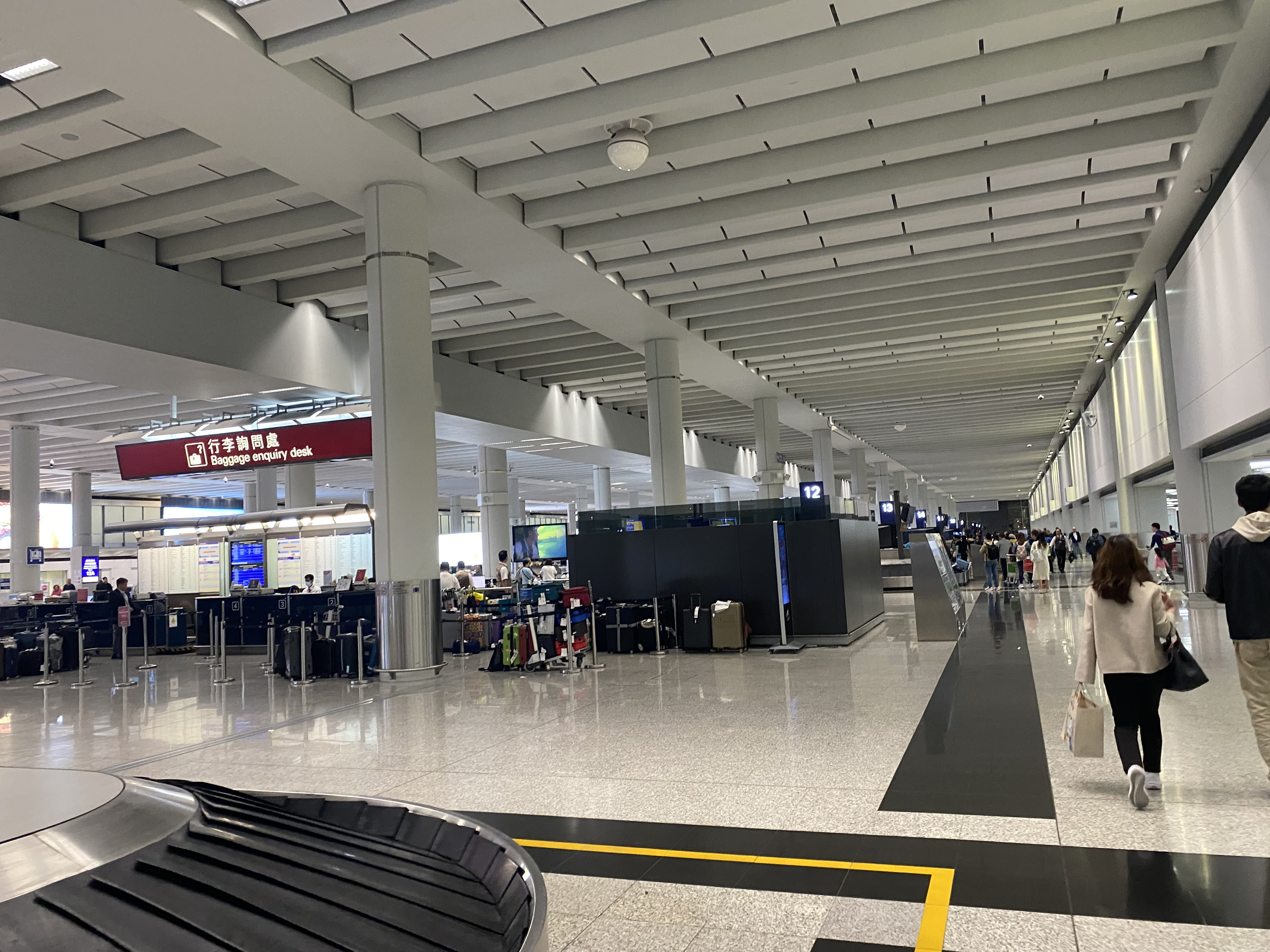
行李認領处

### 二號客運大樓（改建中）

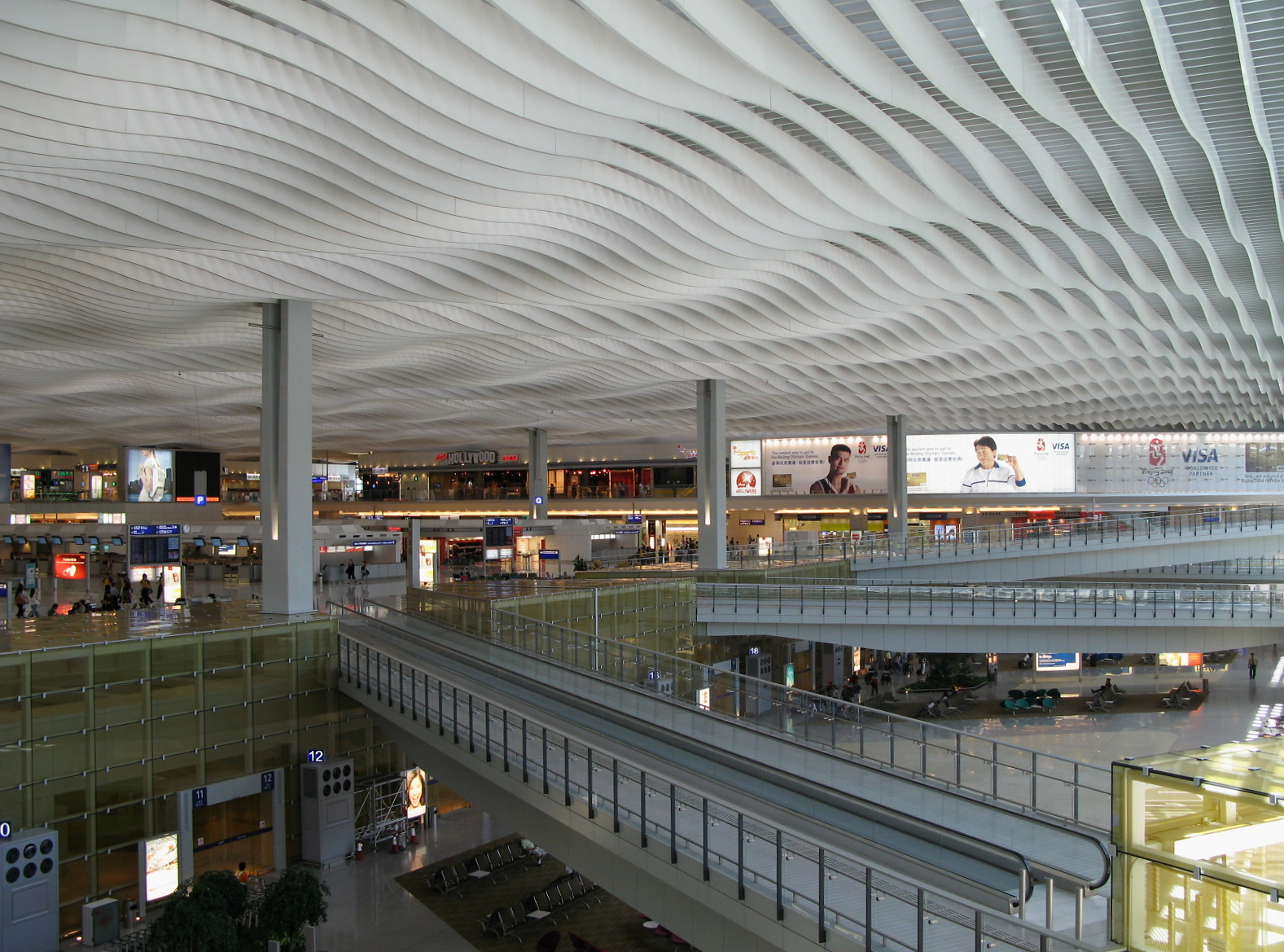
第一代二號客運大樓翔天廊（2007年）

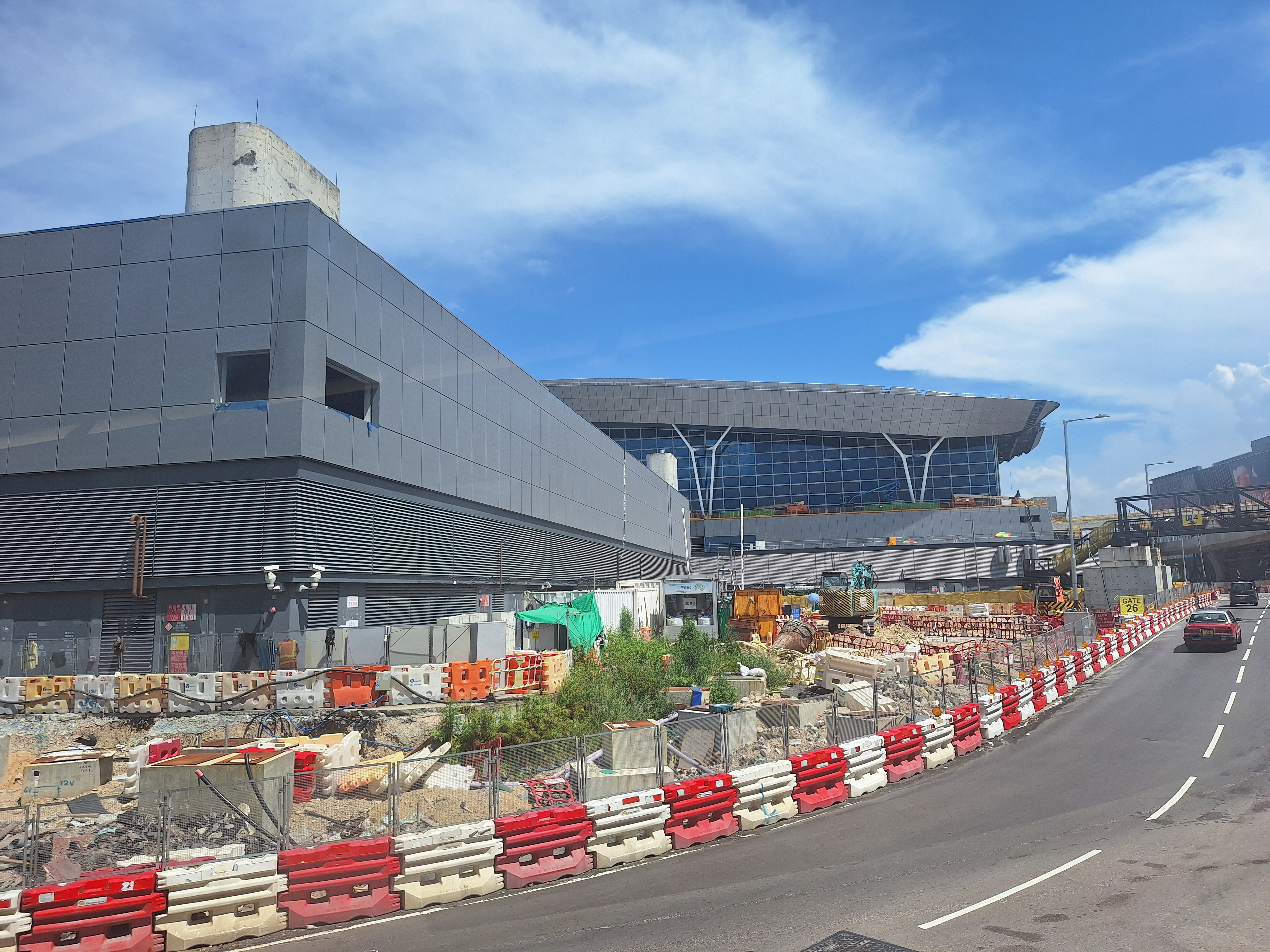
從暢連路附近俯視的第二代二號客運大樓（大致封頂，2024年8月）

二號客運大樓是香港國際機場第二座客運大樓，原有大樓於2007年2月初開始投入服務，同年6月1日舉行正式開幕典禮，於2019年11月28日下午十時停用改建配合三跑道系統。新二號客運大樓預計於2025年投入服務，作為第三條跑道客運廊的出入境設施，讓之成為連接目前機場客運廊、第三條跑道客運廊、海天中轉大樓及港珠澳大橋香港口岸的樞紐。
翔天廊是位於第一代香港國際機場二號客運大樓6樓的綜合消閒娛樂中心，是航天城內的兩座大型商場之一，2007年2月初啟用。翔天廊設有多道行人天橋及行人通道相連至被港鐵機場快綫機場站隔開的一號客運大樓。翔天廊的商舖面積達35,000平方米，其中逾90%面積為非禁區，包括110間商舖及23間食肆設有機場UA IMAX影院及航空探知館和觀景台等娛樂設施。

### T1衛星客運廊

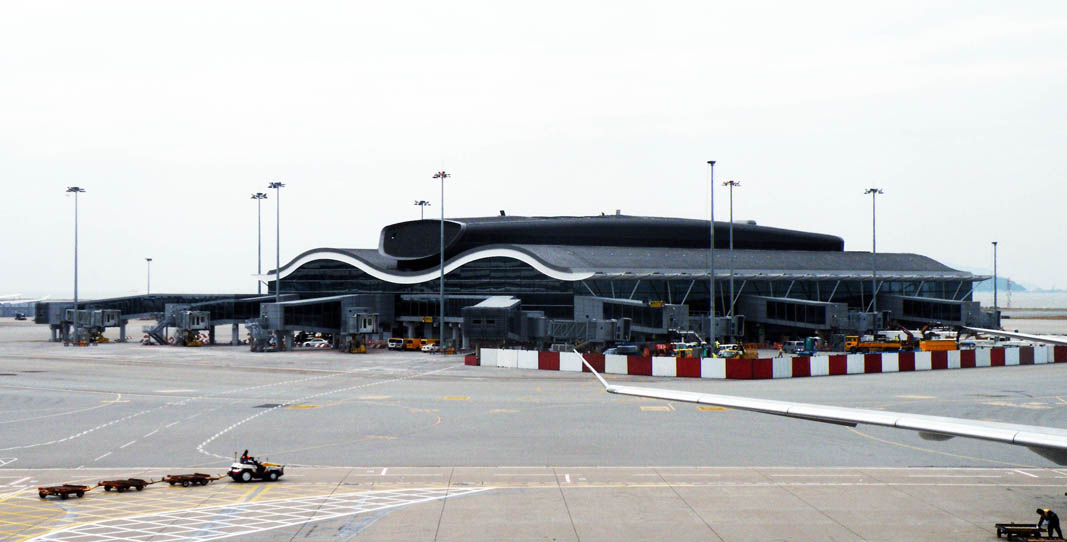
T1衛星客運廊（2010年）

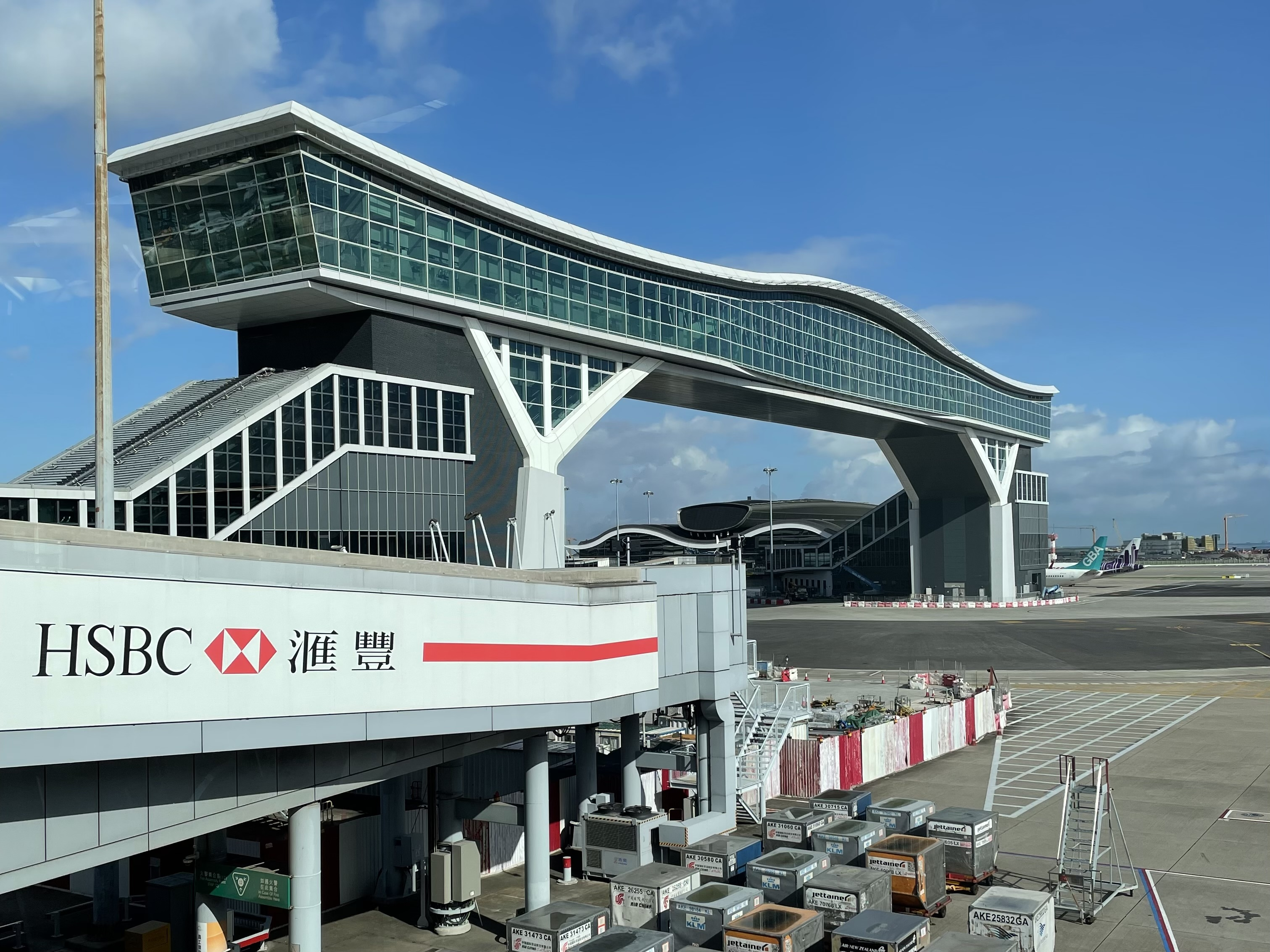
「天際走廊」（2022年）

T1衛星客運廊坐落於一號客運大樓以北，樓高兩層，面積達20,000平方米，2009年12月中開始投入服務。T1衛星客運廊設有9個供窄体飞机停放的廊前停機位（閘口13至21），天際走廊工程開始前曾有10個停機位（此為閘口507），候機區設有10間商舖及2間食肆。客運廊於營運初期，每年可以接待逾500萬人次的旅客。
連接一號客運大樓及T1衞星客運廊的「天際走廊」於2022年11月1日對外開放，全長200米，跨距超過130米，最大的民航機A380亦也可從下通過，號稱全球機場禁區最長的行人天橋。走廊部分地板採用玻璃設計，讓旅客可透過玻璃欣賞在腳下經過的飛機。對外開放後，旅客來往兩座大樓只需徒步8分鐘，無需像以往需要花費十多分鐘時間等候和乘搭接駁巴士。走廊原預計在2020年暑假啟用，但最後延期兩年。而機場管理局工程及科技總監梁永基亦不便透露「天際走廊」的造價。

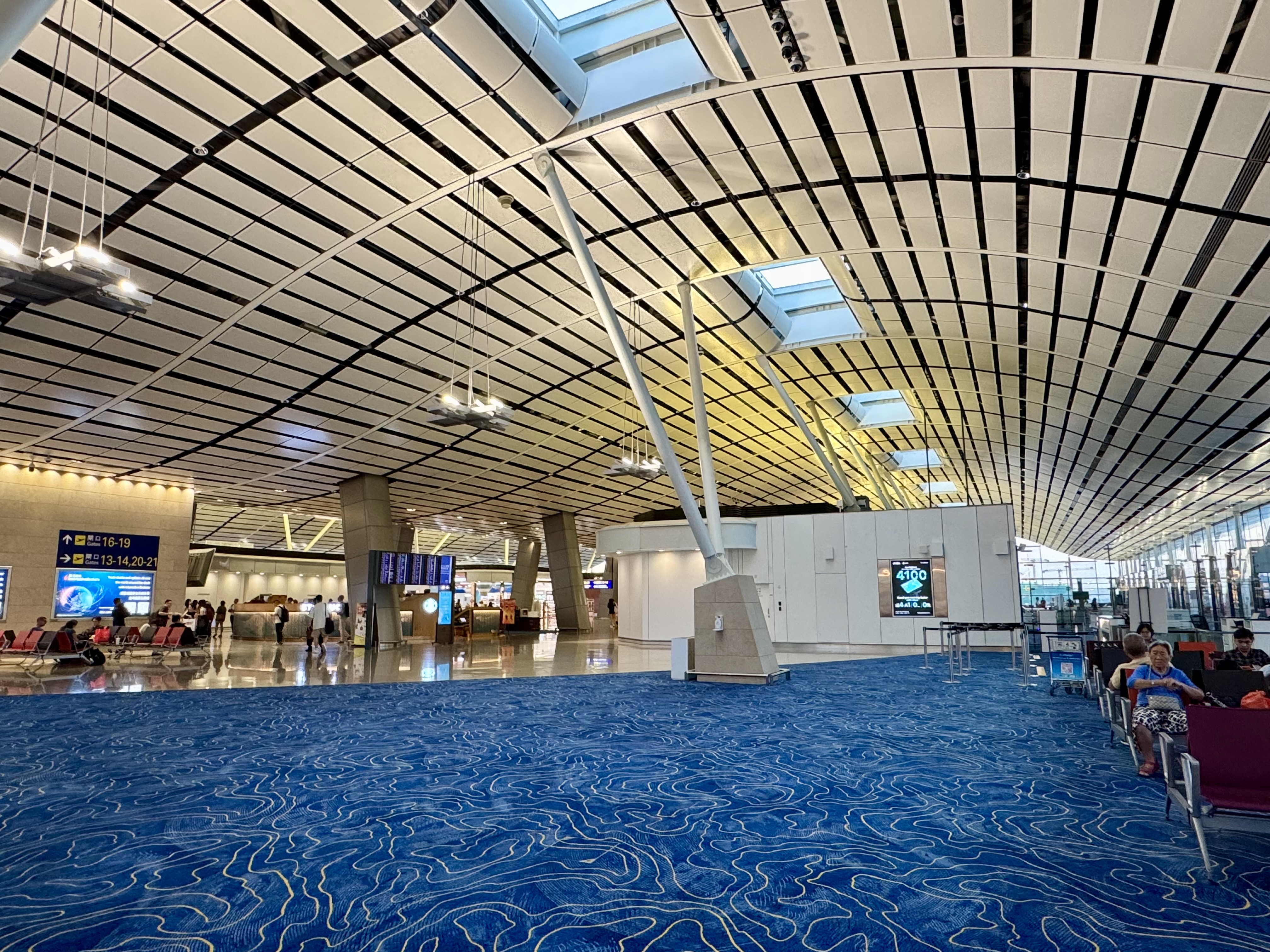
T1衛星客運廊內部
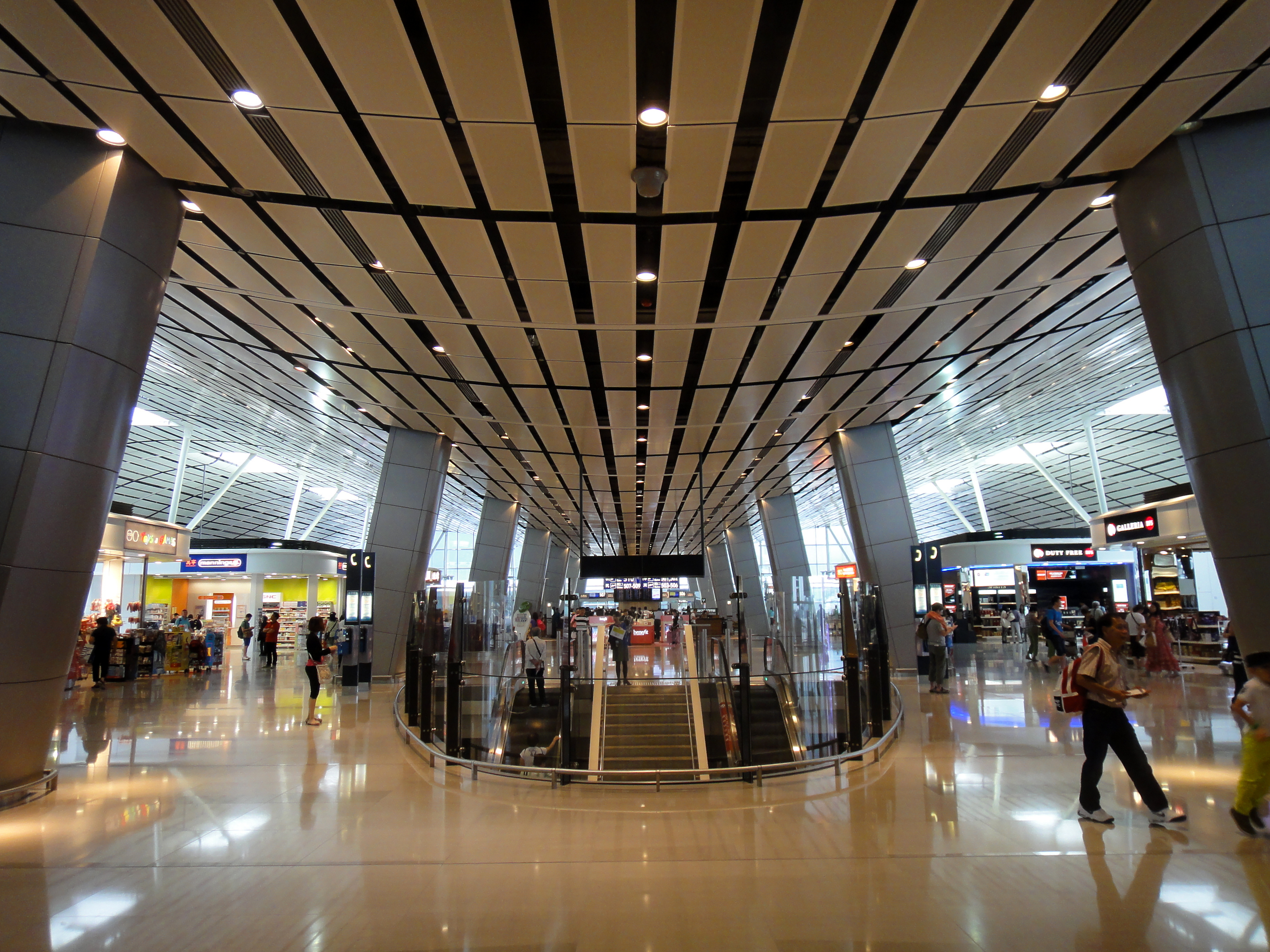
T1衛星客運廊商舖
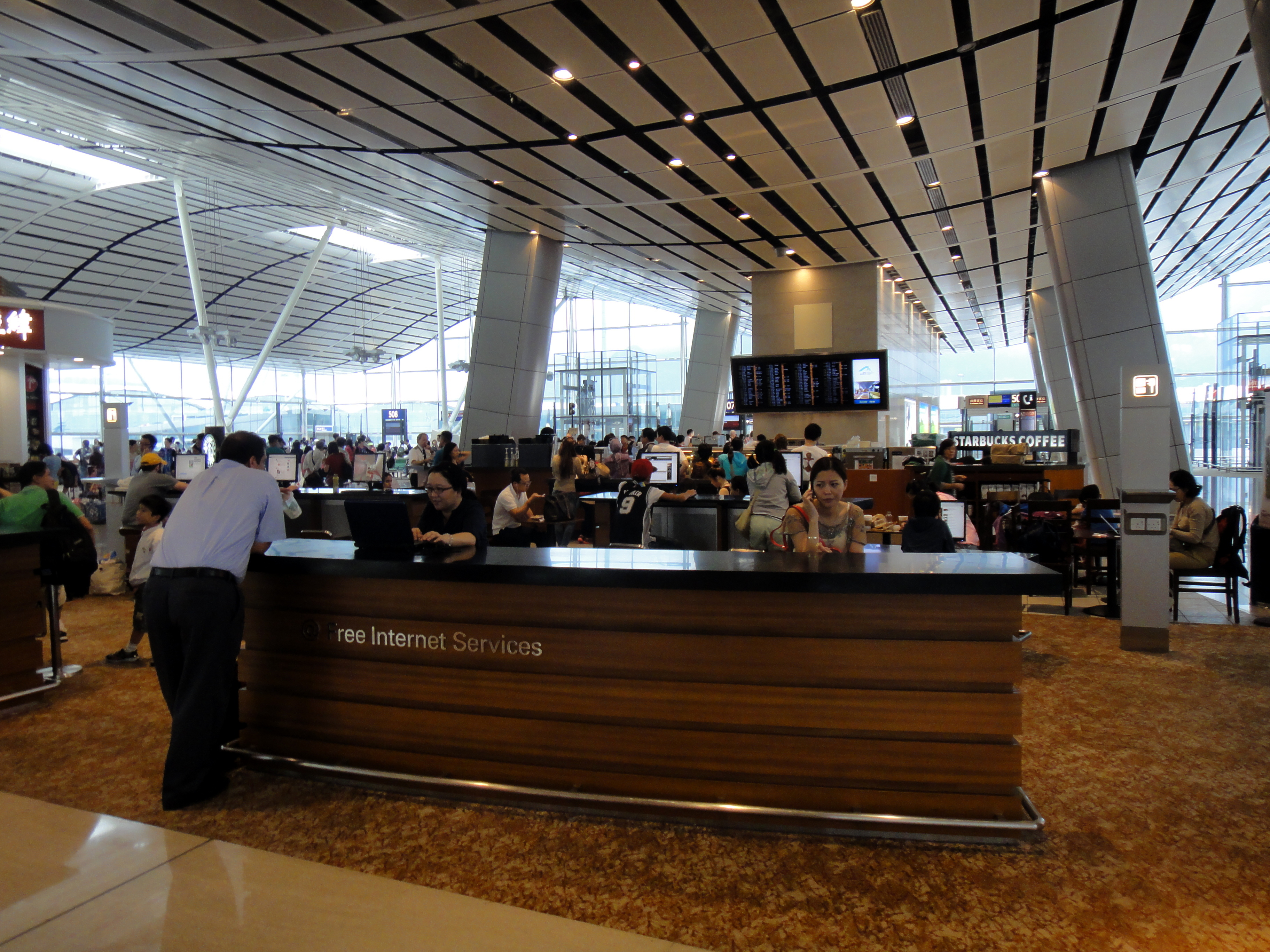
上網區

### T1中場客運廊

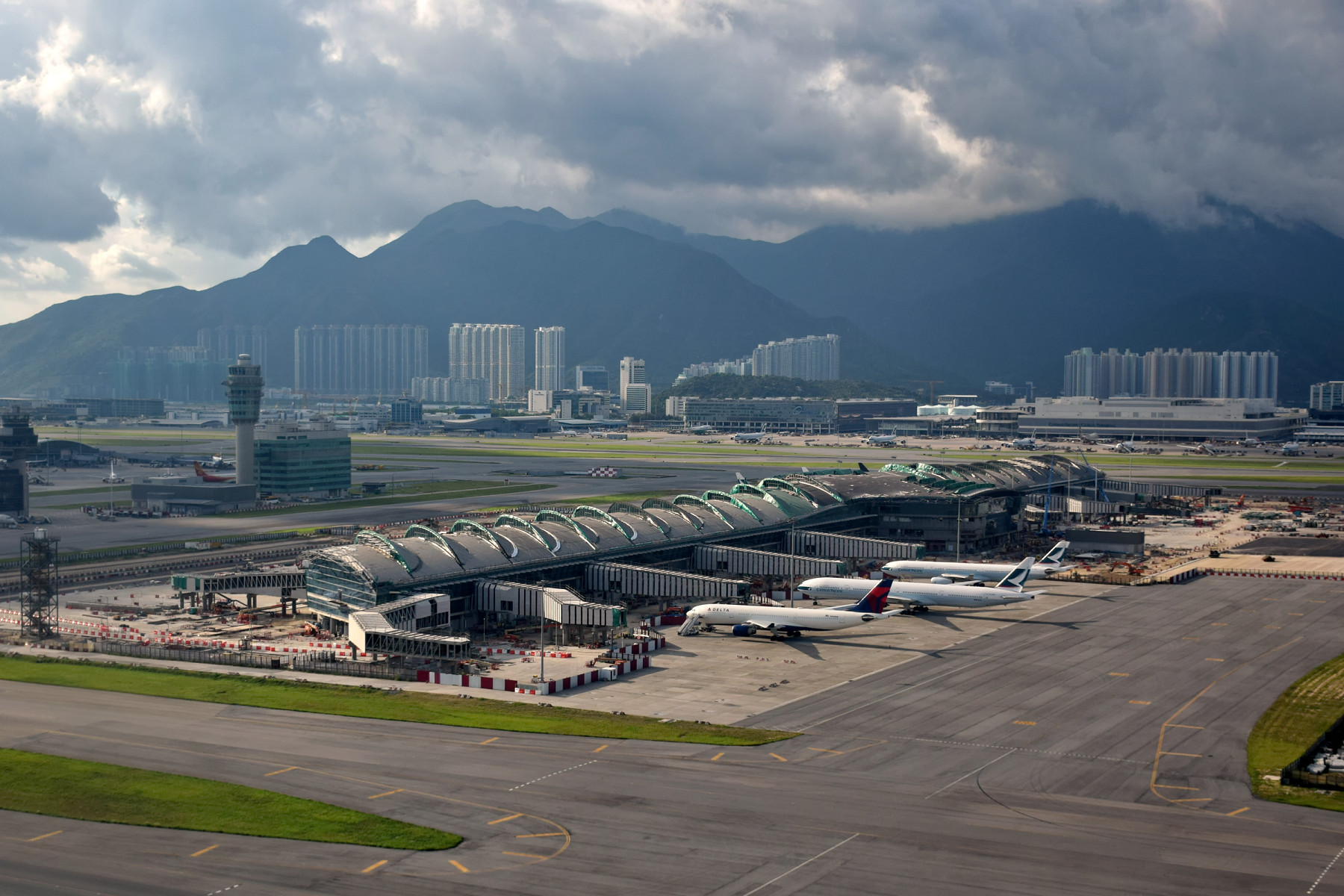
T1中場客運廊

T1中場客運廊（201—219、228—230閘口）位於香港國際機場中場範圍之內，樓高5層，面積達78,000平方米，於2015年12月28日開始投入服務。T1中場客運廊分為南北兩翼，南翼設有9道登機橋及3個遙距停機位登機閘口，北翼則設有10道登機橋；共19個廊前停機位及3個遙距停機位登車處，其中19個廊前停機位設登機橋（閘口201至219），包括兩個可容納代碼F（空中客车A380）的停機位。候機區設有商舖、食肆及航空公司貴賓室。客運廊於營運初期，每年可以接待1,000萬人次的客運量。

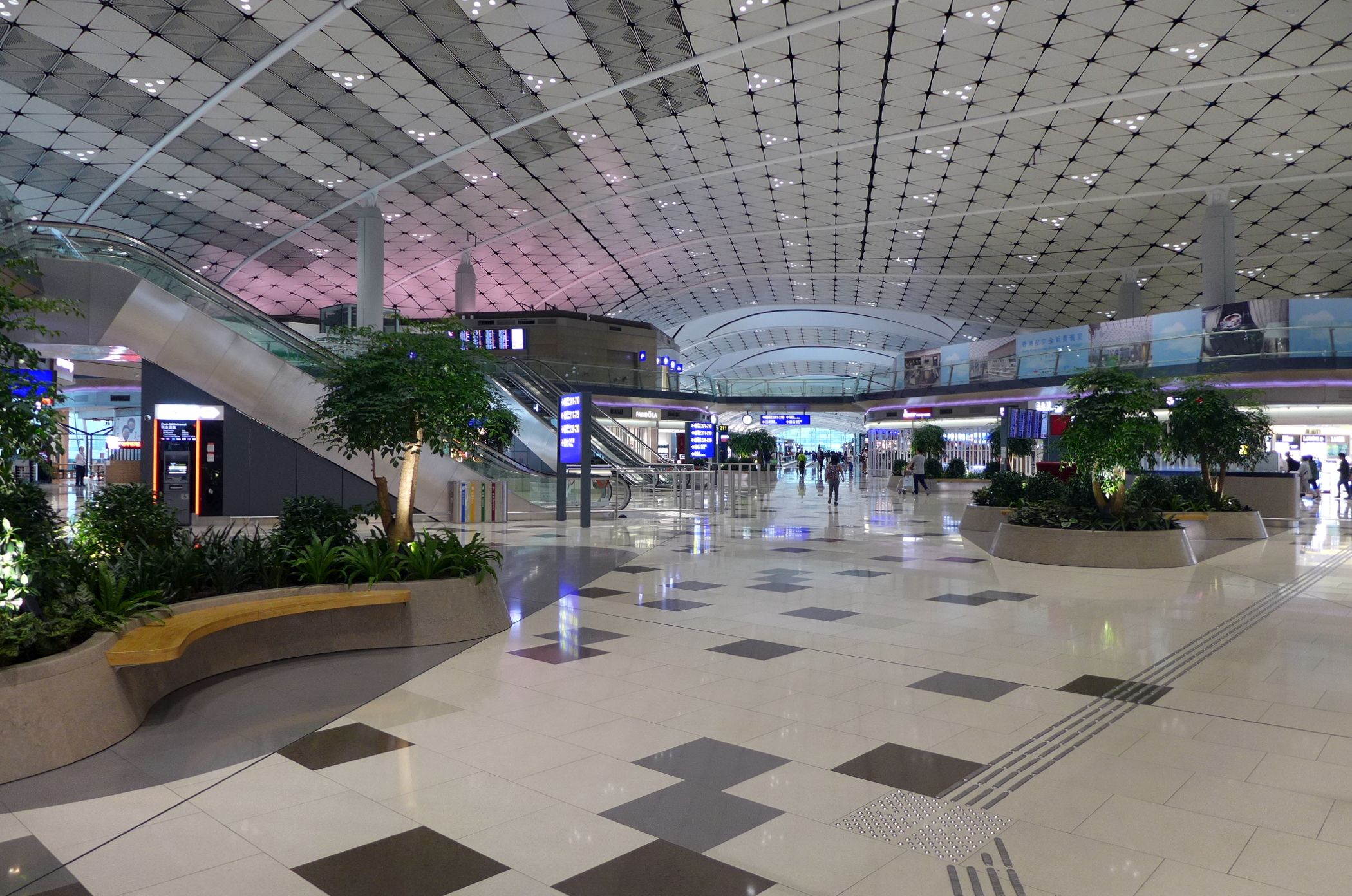
中場客運廊主中庭
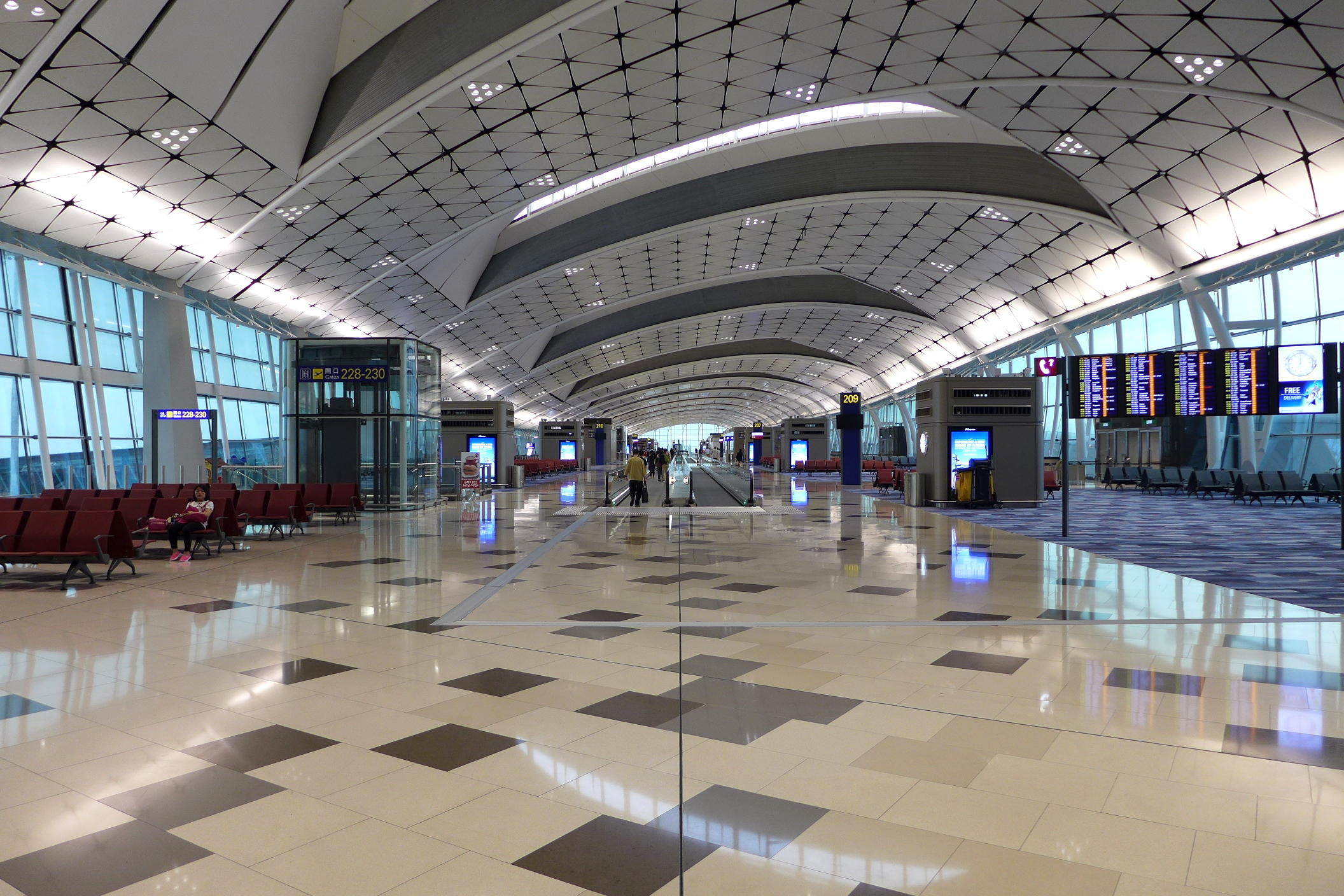
中場客運廊離港層候機廳
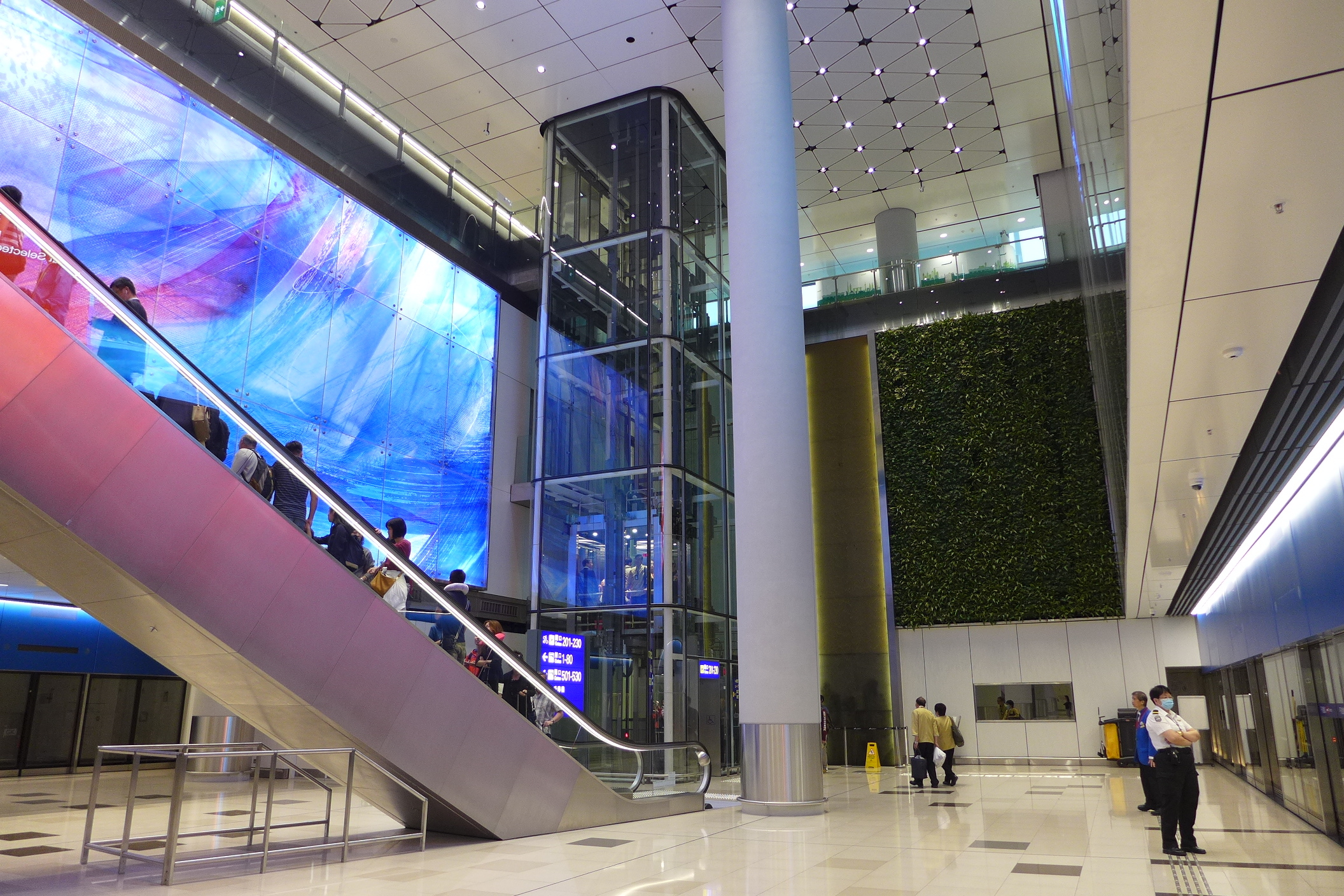
旅客捷運系統中場客運廊車站，外牆設垂直綠化及Graham Jones創作，寬8米、長達40米的巨幅藍色鑄造玻璃藝術牆
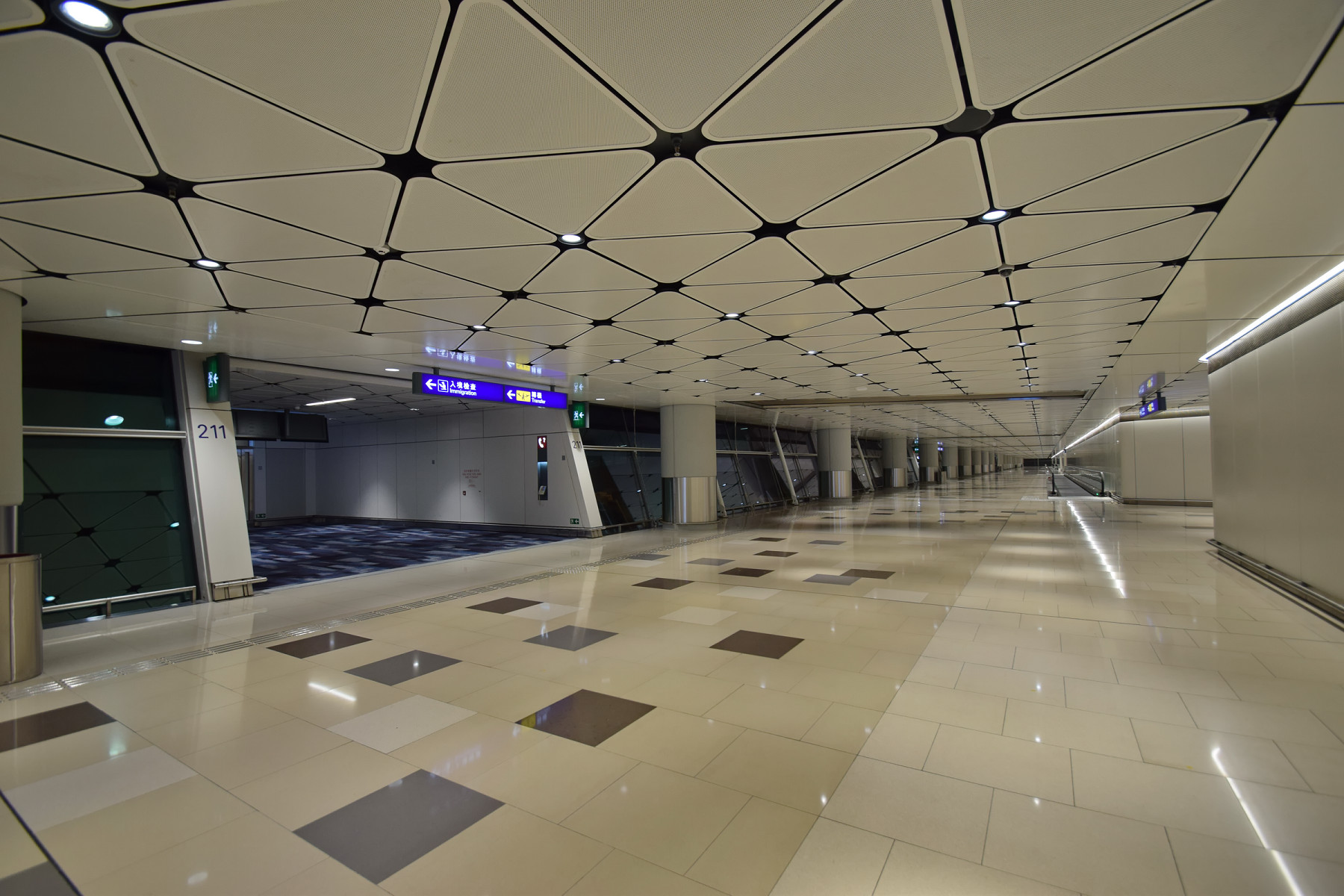
抵港層

### 旅客捷運系統

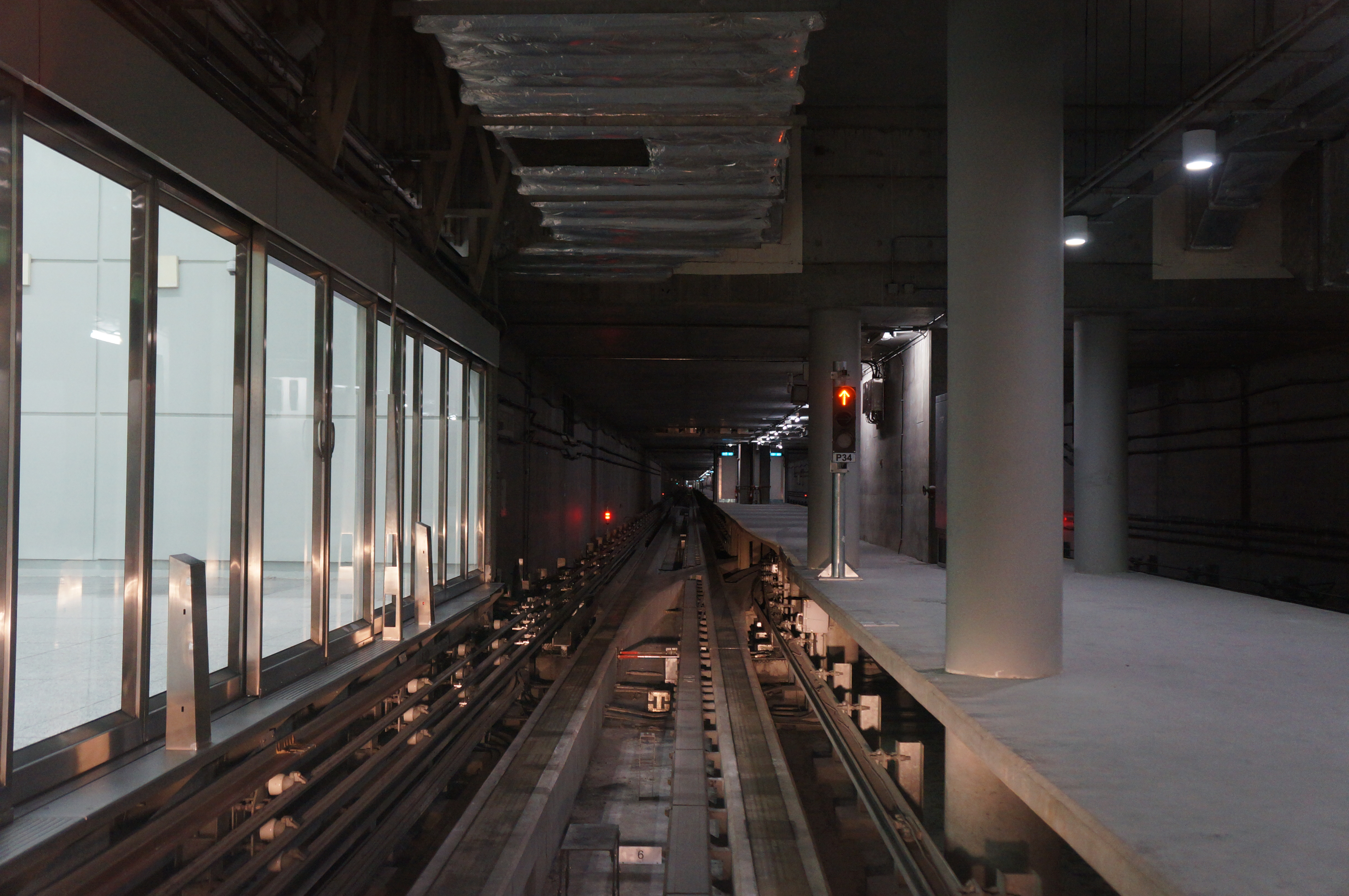
旅客捷運系統路軌

香港國際機場旅客捷運系統是香港首個無人駕駛的旅客捷運系統及膠輪捷運系統，設於香港國際機場客運大樓地庫（第一層），共設兩條路線，分別接載乘客往返一號客運大樓的東大堂與西大堂以及連接一號客運大樓與二號客運大樓，提供單向由二號客運大樓往一號客運大樓東大堂的捷運服務。2010年，海天客運碼頭永久化工程正式完成，連接一號及二號客運大樓的捷運系統亦同時伸延至海天客運碼頭，令到抵達香港的旅客可以於一號客運大樓東大堂乘坐捷運前往海天客運碼頭，轉乘渡輪抵達珠三角沿岸城市。2015年，為配合中場客運廊計劃，連接一號客運大樓的東大堂與西大堂的捷運系統亦同時伸延至中場客運廊為終點站。另加設一條單線往來中場的客運廊及一號客運大樓西大堂（離境）的捷運系統，以避免遊客錯誤前往中場客運廊。

### 香港商用航空中心

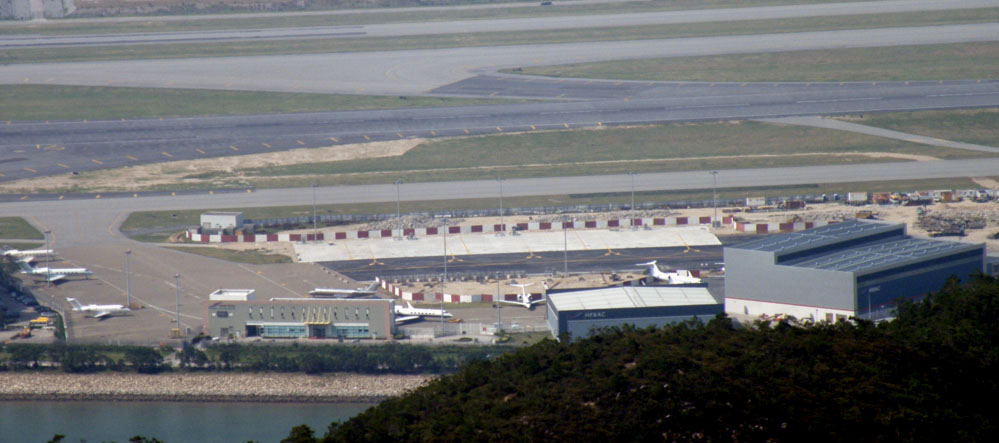
香港商用航空中心

香港商用航空中心位於機場南方，擁有獨立的設施及專門的航運中心，為私人旅客和貴賓提供全面的服務，包括休息室、獨立房間連同淋浴設備、商用會議設施、地勤和行李運輸服務、加油服務、香港出入境事務、保安服務及提供管理飛行計劃等設備。香港商用航運中心亦提供專門使用的空間和登機閘予使用的私人飛機。香港商用航運中心的主要使用者為私人包機和貴賓接持。

## 貨運設施

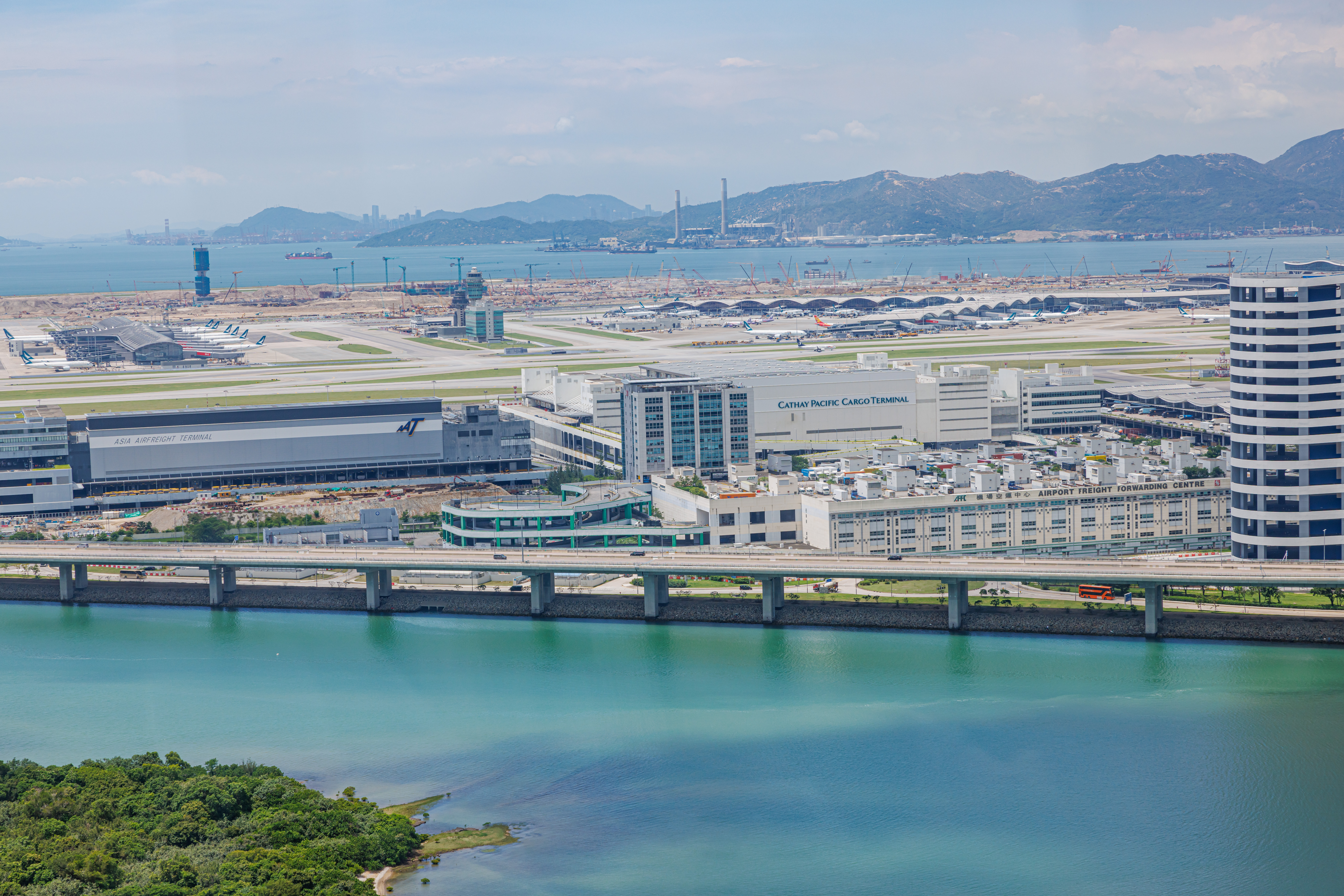
亞洲空運中心、國泰貨運站和機場空運中心（2023年）

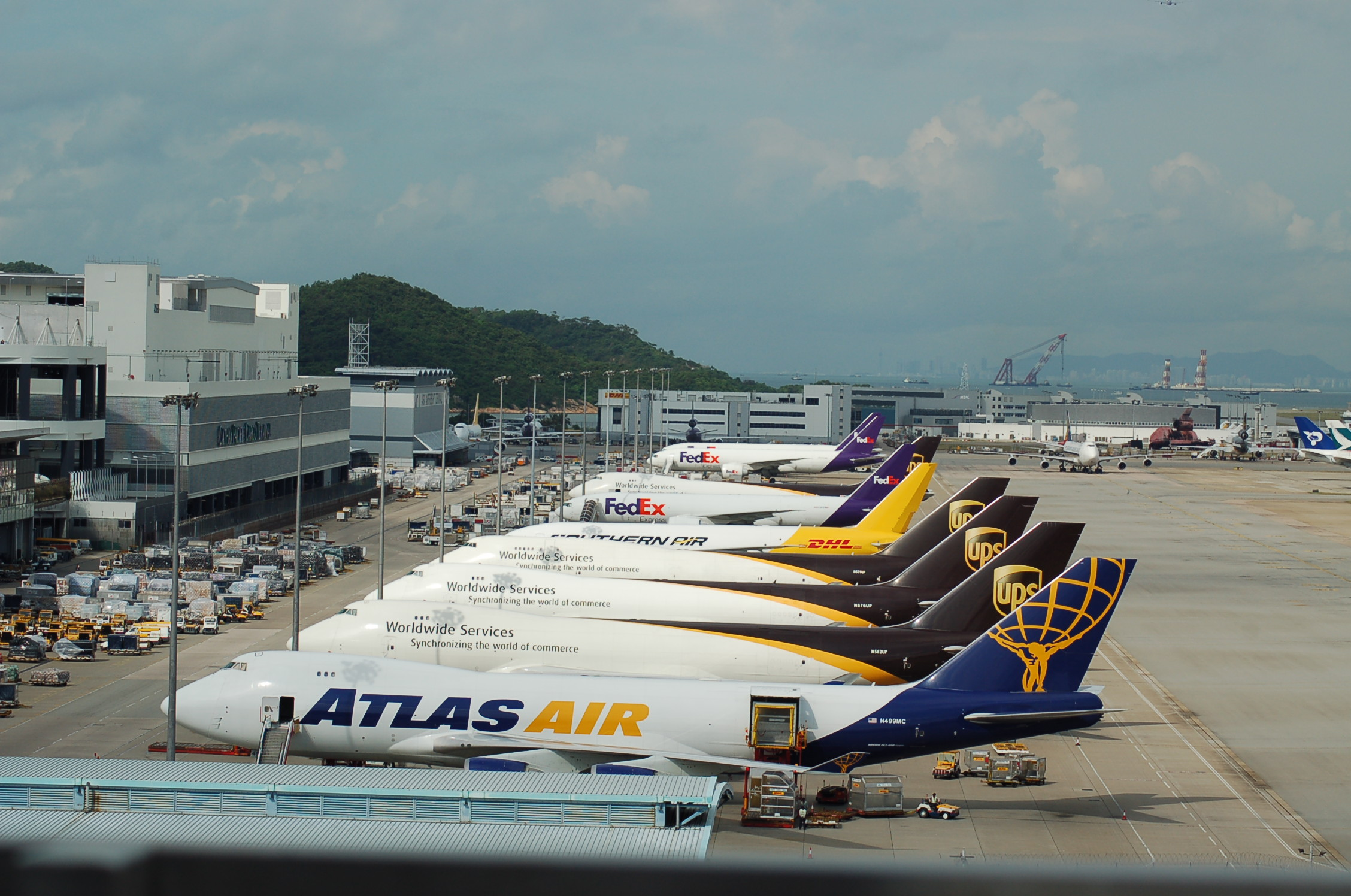
香港國際機場的貨運停機坪

香港國際機場擁有完善的貨運設施，每年能夠處理300萬噸貨物，最終達至處理每年900萬公噸的目標。而這些貨運設施均以專營權或特許經營牌照方式批授予第三方服務商經營。現時機場設有兩層的貨運服務。

### 第一層貨運服務（航空貨運服務）
- 香港空運貨站：目前能處理機場中約一半的貨物量。而香港空運貨站的總部超級一號貨站佔地27萬平方米，耗資10億美元興建，由全自動化的航空貨箱貯存系統控制，每年能容納350萬噸貨物，是世界單一最大的空運貨站。
- 亞洲空運中心：目前一年能處理150萬噸貨物（包括擴建後的一號及二號貨運站），並正擴建以應付更龐大的空運貨物數量，打算興建第三個空運貨站。
- 國泰貨運站：由國泰航空投資55億興建的空運貨站，每年能容納260萬噸貨物
- DHL中亞區樞紐中心（DHL Central Asia Hub）：是香港國際機場第一座快遞貨運站，每小時處理量超過35,000個包裹及40,000件快遞文件。
- 空郵中心（Air Mail Centre），由香港郵政營運，佔地2公頃，耗資5.66億港元興建。中心設有郵件機械處理系統，郵件分類、包裝、裝箱及運上航機的所有工序，均全部自動化[62]。每天可處理郵件量為700,000件。

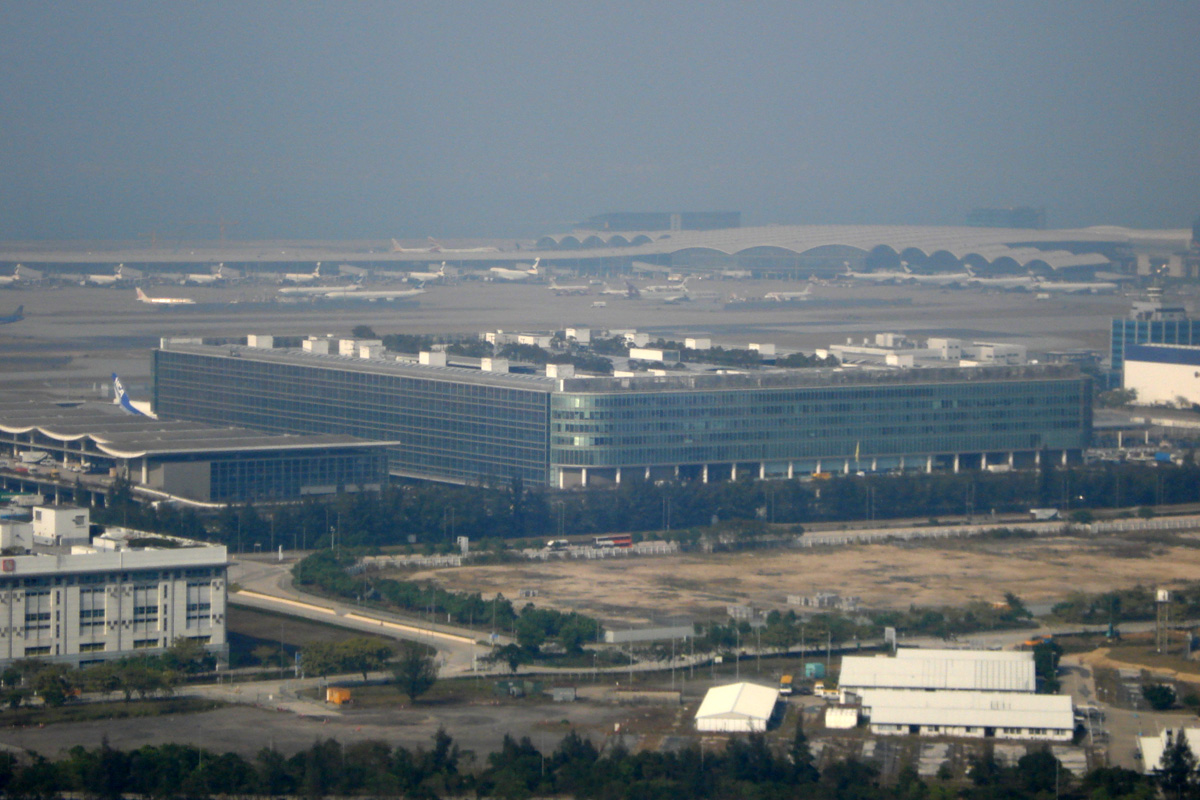
超級一號貨站
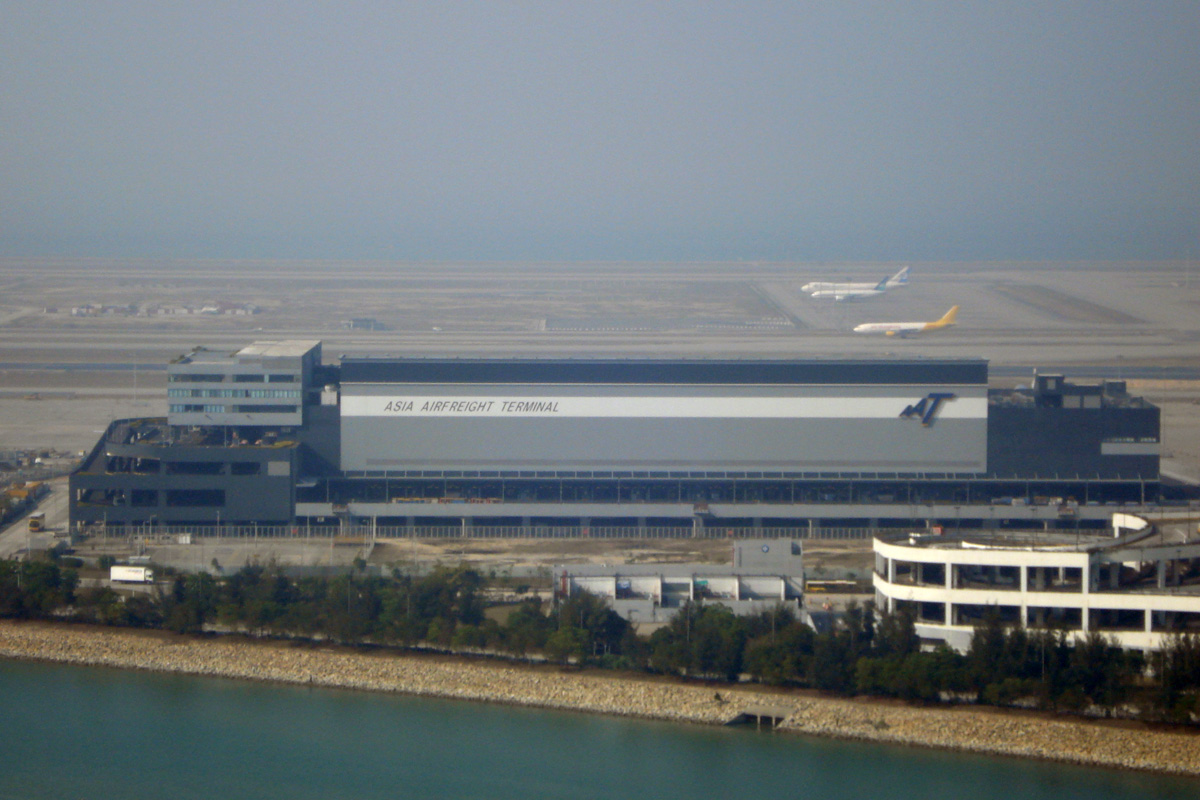
亞洲空運中心
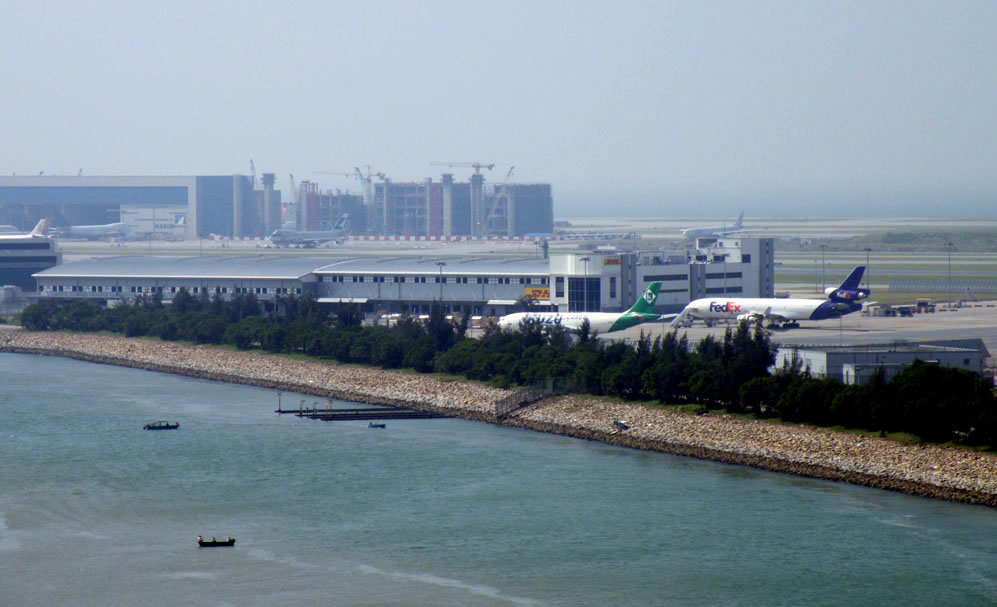
DHL中亞區樞紐中心
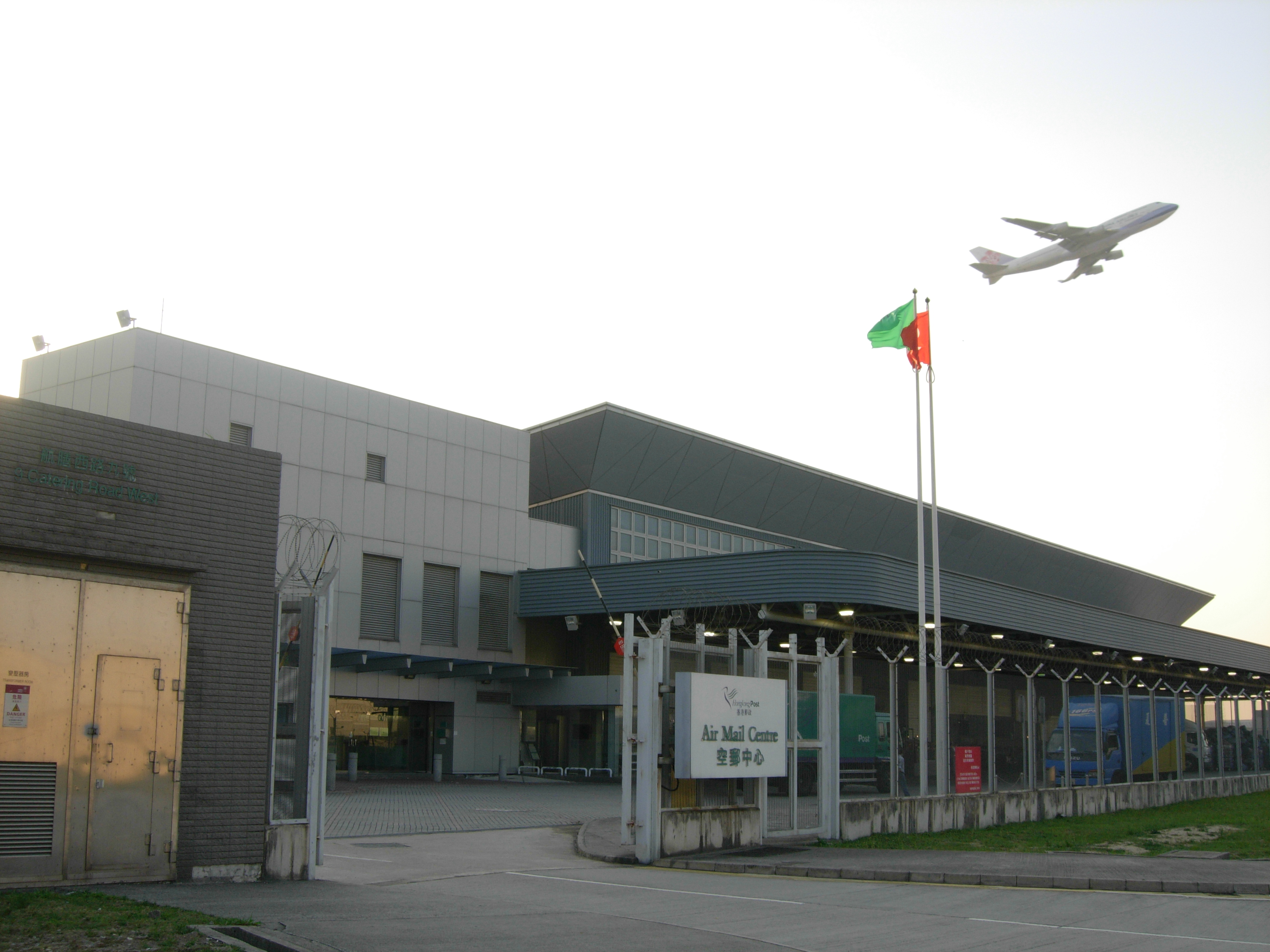
空郵中心

### 第二層貨運服務（空運貨物倉存及物流服務）
- 香港國際機場海運碼頭：24小時運作，年貨運可達15萬公噸，由珠江海空聯運有限公司營運。
- 機場空運中心：佔地6公頃，總樓面面積為139,000平方米，提供貨物倉儲設施和物流服務。
- 商貿港物流中心：由商貿港香港有限公司（新鴻基地產子公司）營運，佔地1.38公頃總樓面面積為31,400平方米，位於機場島的南商業區，提供物流服務。

## 跑道、滑行道及停機坪

### 跑道

香港國際機場佈局，三條黑綫由上至下為：北跑道（07L/25R）、中跑道（07C/25C）及南跑道（07R/25L）

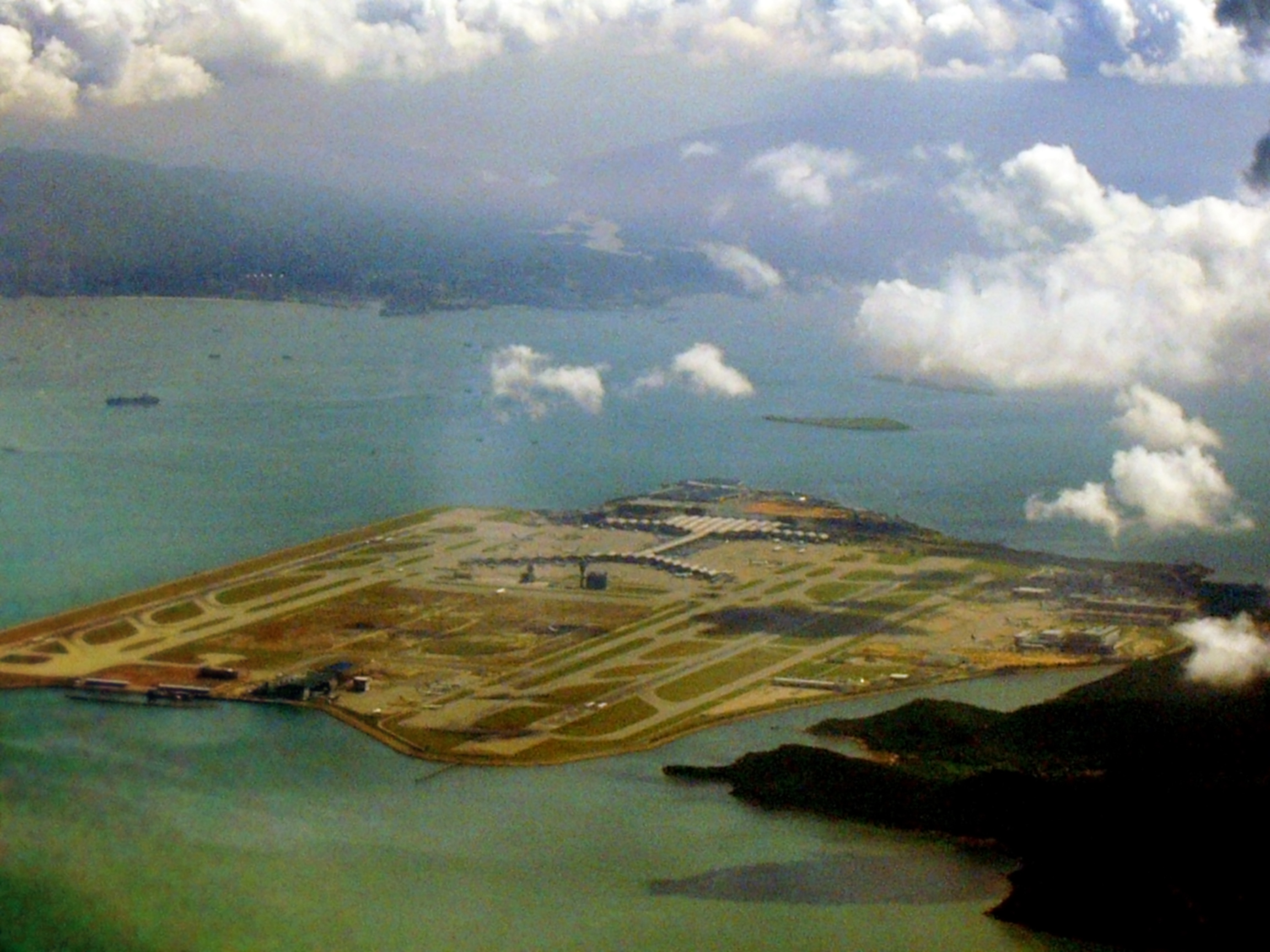
俯瞰香港國際機場人工島，左起：中跑道（07C/25C）、客運大樓及南跑道（07R/25L）（2009年雙跑道時期）

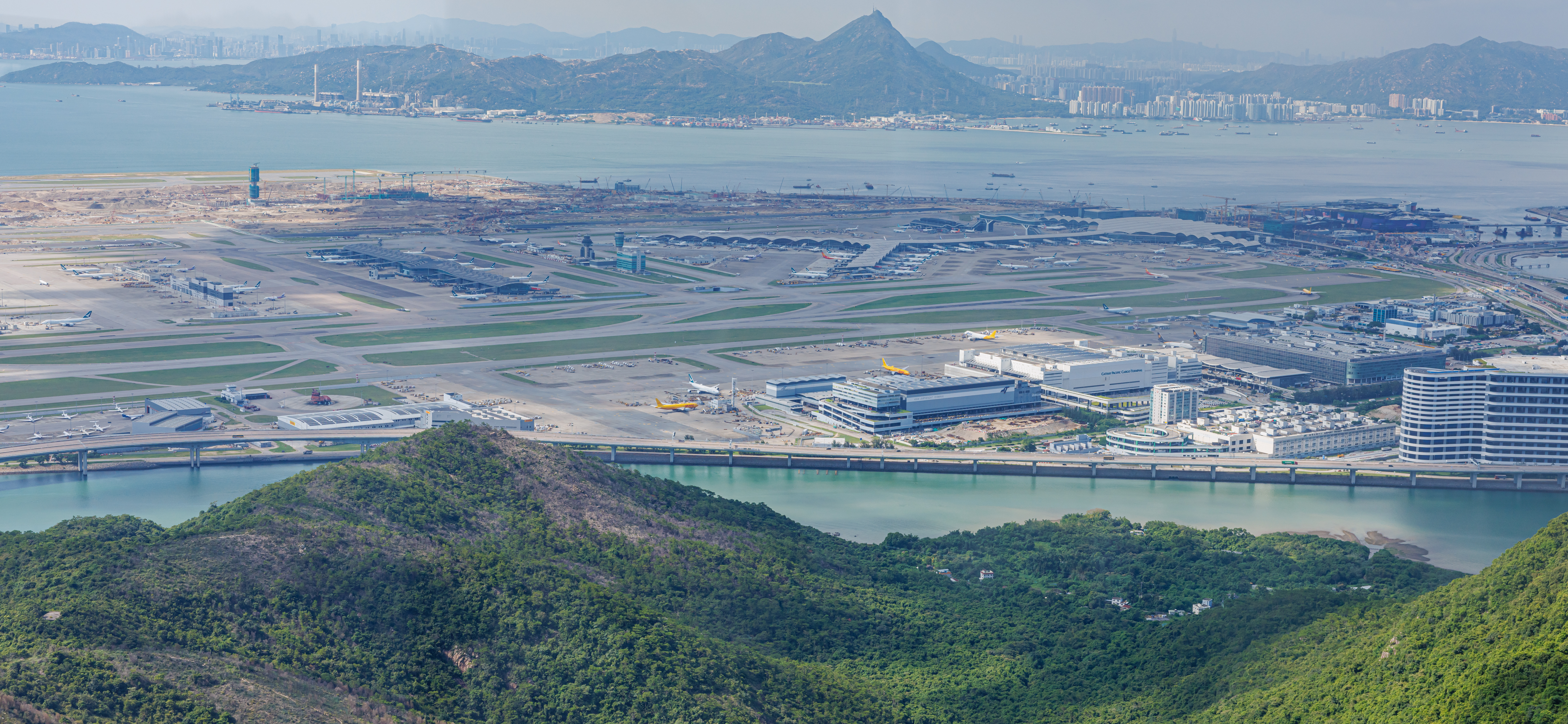
另一角度俯瞰香港國際機場，由近至远：南跑道（07R/25L）、客運大樓、中跑道（07C/25C）及北跑道（07L/25R）（2023年）

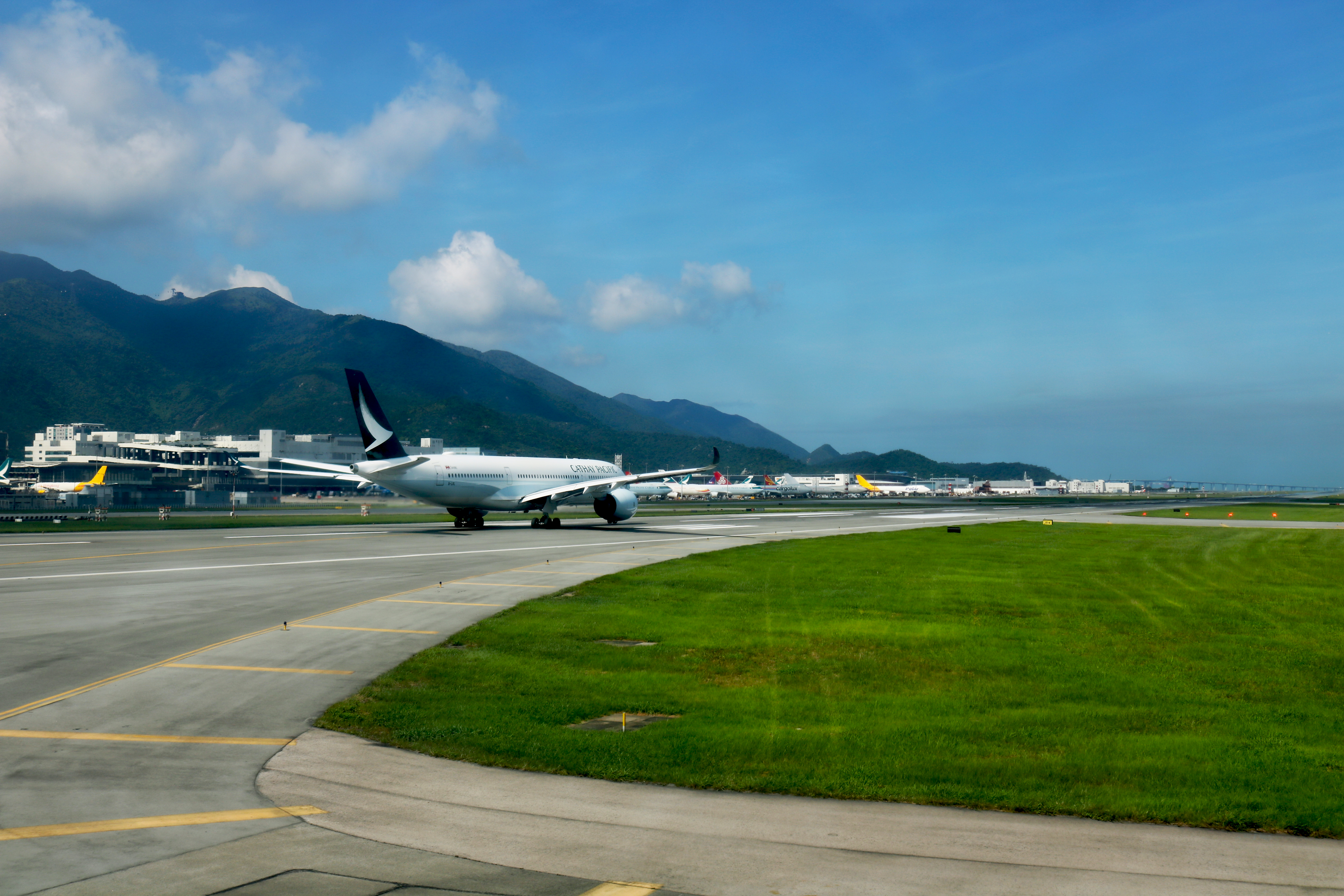
國泰航空的一架空中客车A350客機正於跑道25L起飛

香港國際機場有南、中、北三條跑道，均長3,800米，闊60米，可以容納新一代大型飛機升降。至於仪表着陆系统精確進場類別，25R屬第I類，跑道07R、25L、07C屬第II類，07L、25C屬第IIIA類，可供飛行員在跑道視程（RVR）只有200米的情況下著陸。在正常情況下，北跑道（07L/25R）主要給飛機降落，中跑道（07C/25C）主要給飛機起飛，而南跑道（07R/25L）會以混合模式運作。若其中一條跑道需定期維修保養，飛機起降則會安排在單一跑道上進行。
機場南跑道於1998年7月6日與機場同日啟用，首班抵達航班為纽约甘迺迪國際機場起飛的國泰航空CX889；中跑道則於1999年5月26日正式啟用，原名北跑道，首班抵達航班為港龍航空由上海起飛的KA807，2021年12月2日更名為中跑道（07C/25C）；而三跑道（07L/25R）工程於2016年8月動工，2022年7月8日起開始試運，首班降落航班為政府飛行服務隊飛機（B-LVA），於早上8時24分降落。至於首班在第三跑道降落的商業航班為從上海到香港的國泰貨機（B-LIF，航班編號︰CX3251），於上午8時27分着陸。同日，中跑道（07C/25C）暫時關閉，新中跑道將加長425米，以在跑道兩端建設環端滑行道，供北跑道降落的飛機可在中跑道兩端滑行，並於2024年11月28日啟用。2022年11月25日，第三跑道正式啟用，首班降落的航班為由澳洲珀斯機場起飛的國泰航空CX170。
| 跑道                           | 國際民航組織建議的 最少分隔距離 | 最高跑道容量 |
| ------------------------------ | ------------------------------- | ------------ |
| 北跑道（只給飛機降落）         | 3海里                           | 每小時33架次 |
| 中跑道（只給飛機起飛）         | 90秒（註）                      | 每小時35架次 |
| 南跑道（受限制的混合起降模式） | 降落分隔8海里                   | 每小時34架次 |

（註：所有離港航班相隔90秒，但在適當情況下有兩分鐘的尾流間隔。）
香港國際機場在2015年2月開始安裝外來物自動探測系統，2年後試行，2018年正式啟用系統，南、中跑道各設11個建於樓高約3至4層的塔台上的感應器，具有夜視功能，能24小時監視跑道小如高爾夫球大小的外來物，確保飛機升降安全。
香港国际机场的起降航班航道一边和五边位于机场三条跑道的以東北至西南方向的延长线上、龍鼓水道的上空。當機場普遍受偏西風影響時，进场飞机通常會被安排從東北方向經將軍澳、西貢、馬鞍山、沙田、葵涌、青衣、荃灣及屯門（小欖/大欖）地方降落機場；当使用北跑道进场时，会飛越大帽山、大欖及小欖上空，离海拔957米大帽山顶最近垂直距离将不足200米。航空公司飞行员协会国际联合会在跑道起启用后發出安全通知，提醒航機機師在東北方降落到香港机场三跑时要採取保守設定，以符合降落要求，並避免觸及地面迫近警告系統。离场飛機會從機場向西南方向起飛至離開跑道大約七海里時轉左绕过大嶼山后继续转向前往目的地。
當機場普遍受偏東風影響時（一般在冬、春季），进场航機則從机场西南方珠江口洋面上空、经大澳降落機場；离场飞机则沿龍鼓水道一边爬升至大嶼山東北角时转向前往目的地：往南方目的地航班会右转經西博寮海峽離港，往东方目的地航班则飛越青衣、九龍半島及香港島上空，往北方目的地的航班則會北轉在較高的飛行高度飛越新界上空。

### 滑行道
雖然香港國際機場的三條跑道都屬於F级，但並非所有滑行道都是F級。由於寬度不足，部分滑行道屬於E級，無法供A380使用。同屬F級的747-8只需E級滑行道，因此可使用所有滑行道，但仍需要F級跑道和停機坪。
飛行區設有多條滑行道及滑行支道供飛機來往跑道及各停機坪，實際情況如下：
| 0          | 滑行道 | 位置                 | 附註 |
| ---------- | ------ | -------------------- | --- |
| 横向滑行道 | 北跑道 | 北跑道               | 北跑道 |
| 横向滑行道 | C      | 北跑道南面           | 與北跑道平行，為降落北跑道的飛機盡快離開跑道而設 下設滑行道C1—C12連接北跑道、C滑行道及D滑行道                                                                         |
| 横向滑行道 | D      | C滑行道南面          | 與北跑道、C滑行道平行 下設滑行支道D1、D4—D5連接C滑行道 |
| 横向滑行道 | E      | F滑行道北面          | 與中跑道、F滑行道平行 下設滑行支道E3連接F滑行道 |
| 横向滑行道 | F      | 中跑道北面           | 與中跑道平行，為降落中跑道的飛機盡快離開跑道而設 |
| 横向滑行道 | 中跑道 |                      | |
| 横向滑行道 | A      | 中跑道南面           | 與中跑道平行，為降落中跑道的飛機盡快離開跑道而設 下設滑行道A1—A12連接中跑道、A滑行道及B滑行道                                                                         |
| 横向滑行道 | B      | A滑行道南面          | 與中跑道、A滑行道平行 下設滑行支道B7—B9貫穿北客運停機坪 |
| 横向滑行道 | H      | J滑行道北面          | 與南跑道、J滑行道平行 下設滑行道H2連接維修基地N2、H3及H6連接J滑行道 另設滑行支道H7—H9貫穿南客運停機坪                                                                 |
| 横向滑行道 | J      | 南跑道北面           | 與南跑道平行，為降落南跑道的飛機盡快離開跑道而設 滑行道J與滑行支道H9連接，下設滑行道J1—J11將南跑道與J滑行道連接 滑行道J1、J2、J3、J6、J9、J10及J11延長至連接及H滑行道 |
| 横向滑行道 | 南跑道 |                      | |
| 横向滑行道 | K      | 南跑道南面           | 與南跑道平行，為通往貨運及商用停機坪而設 下設滑行道K1—K7連接南跑道 |
| 横向滑行道 | L      | 貨運停機坪           | 為滑行支道、貫穿貨運停機坪 下設滑行支道L1—L3連接K滑行道，滑行支道L7連接貨運停機坪南端盡頭                                                                             |
| 横向滑行道 | Q1/Q2  | 政府飛行服務隊停機坪 | 連接K滑行道及政府飛行服務隊停機坪 |
| 横向滑行道 | Q3     | 商用停機坪           | 為滑行支道、連接K滑行道及商用停機坪 |
| 纵向滑行道 | M      | 維修基地             | 貫穿維修基地，連接B滑行道 |
| 纵向滑行道 | N      | 維修基地             | 貫穿維修基地，連接B滑行道及H滑行道 下設滑行支道N1、N2連接維修停機位                                                                                                   |
| 纵向滑行道 | P      | 中場                 | 連接B滑行道 將貫穿連接B滑行道及H滑行道 |
| 纵向滑行道 | R      | 中場                 | 連接滑行道B、H |
| 纵向滑行道 | S      | 中場                 | 連接滑行道A、B、H、J |
| 纵向滑行道 | T      | 中場                 | 連接滑行道A、B、F、H、J 下設滑行支道T1及T2連接S滑行道 |
| 纵向滑行道 | U      | 中場                 | 為滑行支道、連接B滑行道 下設滑行支道U1—U3連接V滑行道、滑行支道V1、滑行支道V4                                                                                          |
| 纵向滑行道 | V      | 控制塔西面           | 連接滑行道A、B、H、J 下設滑行道V1及V4連接V滑行道、滑行支道U1、滑行支道U3及V滑行道                                                                                     |
| 纵向滑行道 | W      | 控制塔東面           | 連接滑行道A、B、H、J 下設滑行支道W1及W2貫穿西客運停機坪 |
| 纵向滑行道 | Y      | T2客運廊（建设中）   | 連接滑行道C、D、E、F |
| 纵向滑行道 | Z      | T2客運廊（建设中）   | 連接滑行道C、D、E、F 下設滑行支道Z1—Z3連接Y滑行道 |

### 停機坪

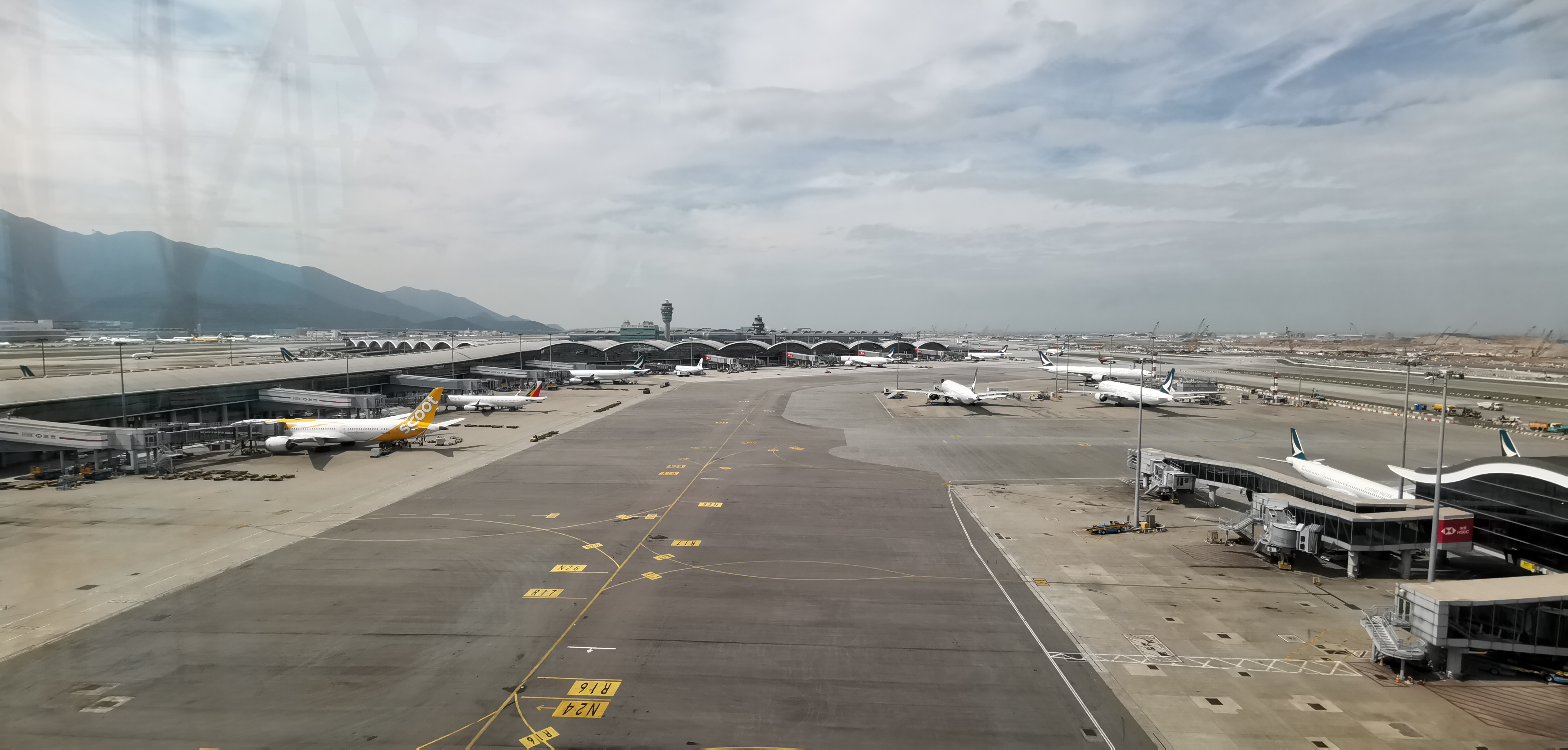
北客運停機坪

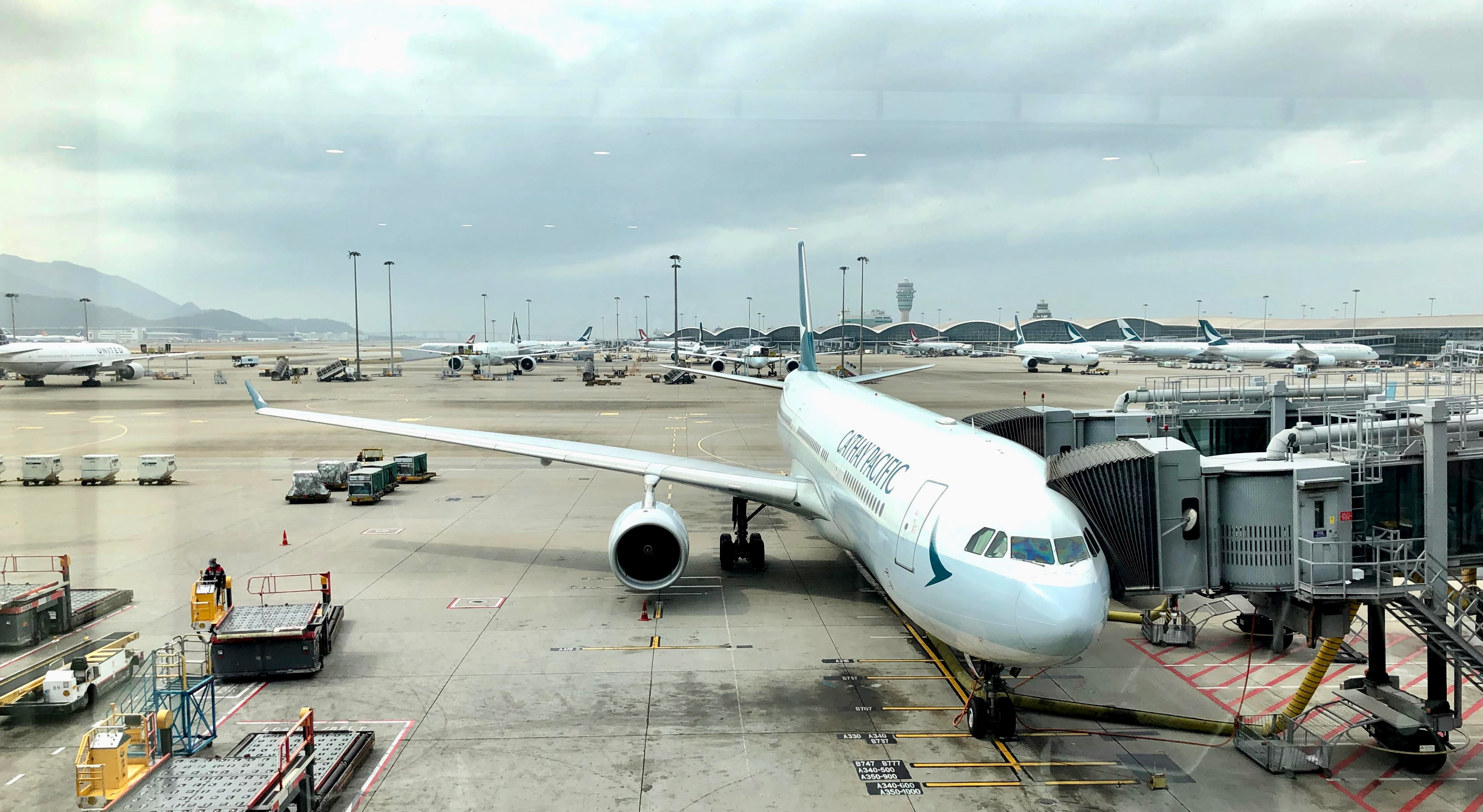
南客運停機坪

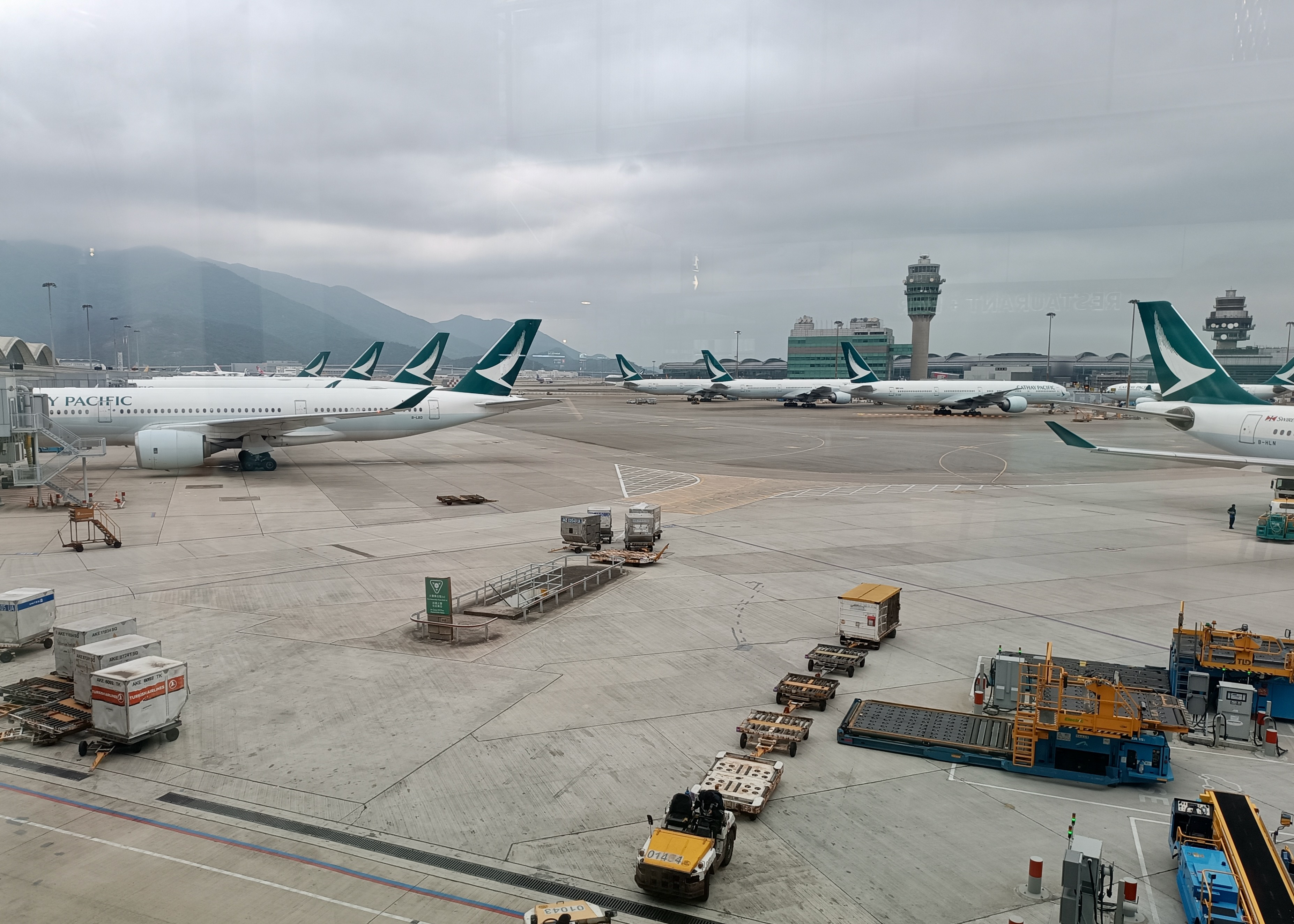
國泰航空飛機于西客運停機坪

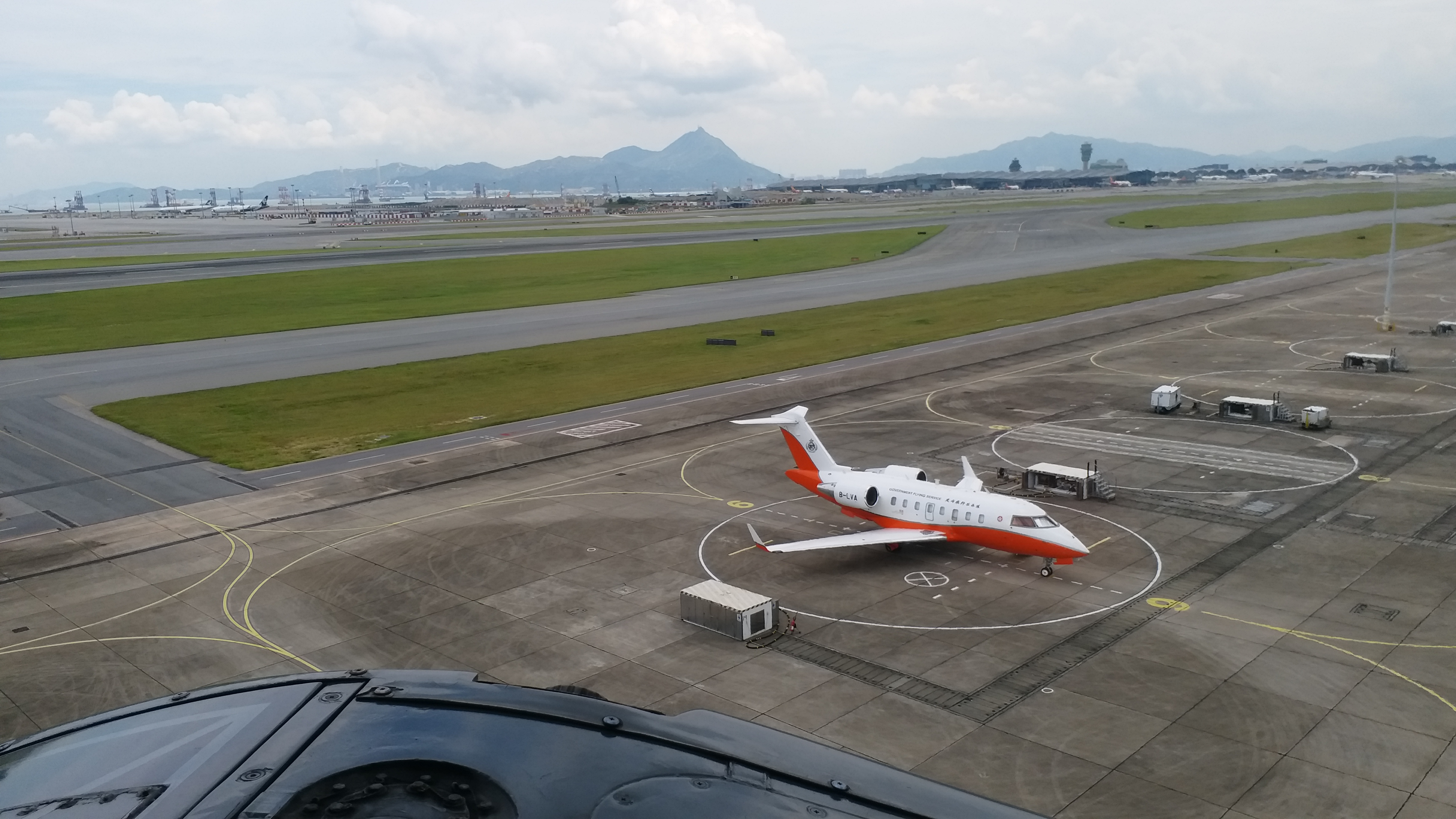
香港政府飛行服務隊停機坪

香港機場的停機坪位於南跑道和中跑道之間及南跑道的南面，共分為客運停機坪、貨運停機坪、長期停機坪、維修停機坪及商用航空停機坪五個部分。其中連接登機橋的客運停機坪編號刻意安排與登機閘口號碼一致，方便進行航班調動。詳細的停機坪資訊如下：
| 停機坪         | 停機位編號               | 附註                                                         |  |
| -------------- | ------------------------ | ------------------------------------------------------------ |  |
| 北客運停機坪   | N5—N9                    | 連接北客運廊（5—9號閘口）                                    |  |
| 北客運停機坪   | N10—N12、N24—N36（雙數） | 連接中央客運廊（10—12、24—36號雙數閘口）                     |  |
| 北客運停機坪   | N60—N70（雙數）          | 連接西北客運廊（60—70號雙數閘口）                            |  |
| 北客運停機坪   | R13—R21                  | 連接T1衛星客運廊（13—21號閘口）                              |  |
| 北客運停機坪   | N141—N145                | 遙距停機位，旅客需乘坐穿梭巴士登機（511—513號閘口）          |  |
| 南客運停機坪   | S1—S4                    | 連接南客運廊（1—4號閘口）                                    |  |
| 南客運停機坪   | S11、S23—S35（單數）     | 連接中央客運廊（11、23—35號單數閘口）                        |  |
| 南客運停機坪   | S41—S49（單數）          | 連接西南客運廊（41—49號單數閘口）                            |  |
| 南客運停機坪   | S101—S111                | 遙距停機位，旅客需乘坐穿梭巴士登機（520—525號閘口）          |  |
| 西客運停機坪   | W40—W50（雙數）          | 連接西南客運廊（40—50號雙數閘口）                            |  |
| 西客運停機坪   | W61—W71（單數）          | 連接西北客運廊（61—71號單數閘口）                            |  |
| 西客運停機坪   | W121—W126                | 遙距停機位，旅客需乘坐穿梭巴士登機（228—230、520—525號閘口） |  |
| 西客運停機坪   | TW1—TW2                  | 臨時停機位，只限小型商用噴射機使用                           |  |
| 中場停機坪     | D201—D219                | 連接T1中場客運廊（201—219號閘口）                            |  |
| 中場停機坪     | D301—D310                |                                                              |  |
| 中場停機坪     | D311—D319                |                                                              |  |
| 中場停機坪     | D321—D328                |                                                              |  |
| 暫泊停機坪     | L411—L416                | 飛機暫泊機位                                                 |  |
| 暫泊停機坪     | L421—L435                | 飛機暫泊機位                                                 |  |
| 西貨運停機坪   | X451—X456                | 貨機停機位                                                   |  |
| 西貨運停機坪   | X458—X459                | 貨機停機位                                                   |  |
| 貨運停機坪     | X1—X31                   | 貨機停機位                                                   |  |
| 貨運停機坪     | X33—X35                  | 貨機停機位                                                   |  |
| 貨運停機坪     | TC1                      | 貨機停機位                                                   |  |
| 維修停機坪     | M1—M10、M1A              |                                                              |  |
| 維修停機坪     | M21—M27                  |                                                              |  |
| 維修停機坪     | M31—M38                  |                                                              |  |
| 維修停機坪     | NB21—40                  | 只限小型商用噴射機使用                                       |  |
| 商用航空停機坪 |                          | 位於機場南方的商用航空區                                     |  |

此外，在機場島南方的政府飛行服務隊總部，則設有政府飛行服務隊專用停機坪、停機庫及直升機場。

## 航空公司與航點

### 客運
截至2024年，以香港國際機場為基地的航空公司为太古集團的國泰航空和香港快運航空、方大集团的香港航空及東海集團的大灣區航空。香港空運牌照局允许香港的航空公司运营以下航点上限：
- 国泰航空330个[71]
- 香港航空257个[72]
- 香港快运航空230个[73]
- 大灣區航空176个[74]

以航班数量计算，香港国际机场最繁忙的目的地为台北，每日超过30对航班，亦為全球最繁忙的國際航線。其余每日超过10对的目的地依次为东京、上海、曼谷、北京、马尼拉、大阪、首尔、新加坡、高雄。洲際航線最繁忙分別为香港——伦敦、悉尼和洛杉磯，每日平均分别为6对、5对和4对。
香港國際機場因其位于東西向、南北向航線的必經之地，也是亚太地区中转旅客量最大的机场。根据2017年数据，香港机场中转旅客主要中转方向依次为東南亞中轉中國大陸、東南亞中轉北美、紐澳中轉北美、東南亞中轉東北亞、臺灣中轉中國大陸、以及中國大陸中轉北美等，年中轉航線旅客人數均超過50萬人次。
| 航空公司         | 目的地 | 航廈 |
| ---------------- | --- | ---- |
| 國泰航空         | 大中華地區：北京-首都、上海-浦东、上海-虹桥、厦门、杭州、福州、广州、武汉、青岛、重庆、成都-天府、郑州、南京、温州、寧波、西安、海口、乌鲁木齐、台北-桃園、高雄 亞洲：东京-成田、東京-羽田、大阪-关西、名古屋、札幌-新千歲、福岡、首爾-仁川、新加坡、吉隆坡、檳城、曼谷-蘇凡納布、布吉、胡志明市、河內、雅加達、登巴薩、泗水、马尼拉、宿霧、金邊（2025年9月9日停辦）、金邊-德崇（2025年9月9日開辦）、德里、孟買、班加罗尔、金奈、海得拉巴、科伦坡、達卡、加德滿都、迪拜、利雅得 大洋洲：悉尼、墨爾本、布里斯班、珀斯、奧克蘭 歐洲：倫敦-希思羅、曼徹斯特、巴黎-戴高乐、法兰克福、慕尼黑、布鲁塞尔、阿姆斯特丹、米蘭-馬爾彭薩、蘇黎世、马德里 北美洲：紐約-甘迺迪、洛杉磯、舊金山、芝加哥-奥黑尔、波士顿、达拉斯、溫哥華、多倫多 非洲：約翰尼斯堡 季節性：巴塞罗那、羅馬-菲烏米奇諾、阿德萊德（2025年11月11日復辦）、凱恩斯、基督城 | 1    |
| 香港航空         | 大中華地區：北京-首都、北京-大兴、上海-浦东、上海-虹桥、杭州、南京、重庆、成都-天府、麗江（2025年9月8日開辦）、海口、三亚、海拉尔、台北-桃園 亞洲：东京-成田、大阪-关西、札幌-新千歲、福岡、沖繩、首爾-仁川、曼谷-蘇凡納布、布吉（2025年11月14日復辦）、峴港、登巴薩、永珍 大洋洲：悉尼、墨爾本（2025年12月12日開辦） 北美洲：溫哥華 季節性：西安、西宁、馬累、黄金海岸、塞班島 包機：敦煌、帛琉 | 1    |
| 香港快運航空     | 大中華地區：北京-大兴、寧波、义乌、常州、贵阳、三亚、台北-桃園、台中、高雄、花蓮 東北亞：东京-成田、東京-羽田、大阪-关西、名古屋、福岡、高松、广岛、仙台、靜岡、沖繩、小松、首爾-仁川、釜山、濟州、大邱、清州 東南亞：檳城、吉隆坡-梳邦 、亞庇（2025年11月27日復辦）、曼谷-蘇凡納布、布吉、清邁、河內、峴港、芽莊、富國島、马尼拉、克拉克 季節性：石垣、宮古-下地島 | 1    |
| 大灣區航空       | 大中華地區：舟山、黃山、宜昌、张家界、桂林、大同、泉州、徐州、台北-桃園 東北亞：东京-成田、大阪-关西、札幌-新千歲（2025年12月17日開辦）、米子（2025年9月1日停辦）、仙台、德島（2025年9月1日停辦） 東南亞：曼谷-蘇凡納布、马尼拉、富國島（2025年10月27日開辦） 季節性：武汉、恩施、首爾-仁川 包機：敦煌、重庆、哈爾濱、浮羅交怡、帛琉 | 1    |
| 中国东方航空     | 北京-大兴、上海-浦东、上海-虹桥、杭州、南京、合肥、太原、西安、无锡、寧波、武汉、昆明、兰州 季節性：呼和浩特（經昆明）、鄂尔多斯（經西安） | 1    |
| 中国南方航空     | 北京-大兴、沈阳、乌鲁木齐、哈尔滨 季節性：武汉 | 1    |
| 中国国际航空     | 北京-首都、北京-大兴、重庆、成都-天府、杭州、天津、大连、银川 | 1    |
| 深圳航空         | 南京、无锡、成都-天府 | 1    |
| 长龙航空         | 杭州 季節性：长春、临沂、烟台 | 1    |
| 廈門航空         | 杭州、福州 | 1    |
| 上海航空         | 上海-浦东、上海-虹桥 | 1    |
| 山东航空         | 济南、青岛 | 1    |
| 青岛航空         | 青岛（2025年9月2日復辦） | 1    |
| 吉祥航空         | 上海-浦东 | 1    |
| 海南航空         | 海口 | 1    |
| 春秋航空         | 上海-浦东 | 1    |
| 西部航空         | 包機：大理 | 1    |
| 四川航空         | 成都-天府 | 1    |
| 河北航空         | 石家庄 | 1    |
| 西藏航空         | 拉萨（經成都-天府）、成都-天府、运城 | 1    |
| 烏魯木齊航空     | 乌鲁木齐 | 1    |
| 中華航空         | 台北-桃園、高雄 | 1    |
| 長榮航空         | 台北-桃園、高雄 | 1    |
| 星宇航空         | 台北-桃園 | 1    |
| 日本航空         | 东京-成田、東京-羽田 | 1    |
| 全日本空輸       | 东京-成田、東京-羽田 | 1    |
| 樂桃航空         | 大阪-关西 | 1    |
| 大韓航空         | 首爾-仁川 | 1    |
| 韓亞航空         | 首爾-仁川 | 1    |
| 德威航空         | 首爾-仁川 季節性：釜山 | 1    |
| 濟州航空         | 首爾-仁川、濟州 | 1    |
| 普莱米娅航空     | 首爾-仁川 | 1    |
| 釜山航空         | 釜山（2025年10月2日復辦） | 1    |
| 蒙古民用航空     | 烏蘭巴托 | 1    |
| 新加坡航空       | 新加坡 | 1    |
| 酷航             | 新加坡 | 1    |
| 馬來西亞國際航空 | 吉隆坡 | 1    |
| 亞洲航空         | 吉隆坡、亞庇 | 1    |
| 峇迪航空         | 吉隆坡 | 1    |
| 全亞洲航空       | 季節性：吉隆坡 | 1    |
| 汶萊皇家航空     | 汶萊 | 1    |
| 泰國國際航空     | 曼谷-蘇凡納布 | 1    |
| 泰国亚洲航空     | 曼谷-廊曼、沖繩 | 1    |
| 泰國獅子航空     | 曼谷-廊曼 | 1    |
| 曼谷航空         | 蘇梅 | 1    |
| 越南航空         | 胡志明市、河內 | 1    |
| 越捷航空         | 胡志明市、富國島、峴港 | 1    |
| 嘉鲁达印尼航空   | 雅加達 | 1    |
| 印尼亞洲航空     | 雅加達、登巴薩 | 1    |
| 菲律賓航空       | 马尼拉 | 1    |
| 宿霧太平洋航空   | 马尼拉、宿霧、克拉克、伊洛伊洛、達沃 | 1    |
| 菲律宾亚洲航空   | 马尼拉 | 1    |
| 柬埔寨国家航空   | 金邊 | 1    |
| 柬埔寨航空       | 金邊 | 1    |
| 印度航空         | 德里 | 1    |
| 靛蓝航空         | 德里 | 1    |
| 尼泊尔航空       | 加德满都 | 1    |
| 不丹航空         | 季節性包機：帕羅 | 1    |
| 阿聯酋航空       | 迪拜、曼谷-蘇凡納布 | 1    |
| 阿提哈德航空     | 阿布扎比（2025年11月4日復辦） | 1    |
| 卡塔尔航空       | 多哈 | 1    |
| 土耳其航空       | 伊斯坦堡 | 1    |
| 澳洲航空         | 悉尼、墨爾本 | 1    |
| 新西蘭航空       | 奧克蘭 | 1    |
| 新畿內亞航空     | 莫爾茲比港 | 1    |
| 斐濟航空         | 楠迪 | 1    |
| 英國航空         | 倫敦-希斯路 | 1    |
| 法國航空         | 巴黎-戴高乐 | 1    |
| 荷蘭皇家航空     | 阿姆斯特丹 | 1    |
| 汉莎航空         | 法兰克福 | 1    |
| 瑞士國際航空     | 蘇黎世 | 1    |
| 芬兰航空         | 赫尔辛基 | 1    |
| 聯合航空         | 洛杉磯、舊金山、曼谷-蘇凡納布（2025年10月26日復辦）、胡志明市（2025年10月26日復辦） | 1    |
| 達美航空         | 洛杉磯（2026年6月8日復辦） | 1    |
| 加拿大航空       | 溫哥華 | 1    |
| 埃塞俄比亞航空   | 亚的斯亚贝巴、曼谷-蘇凡納布 、马尼拉 | 1    |

### 貨運
| 航空公司           | 目的地 |
| ------------------ | --- |
| 國泰貨運           | 上海-浦东、厦门、成都-双流、重庆、郑州、台北-桃園、东京-成田、大阪-关西、首爾-仁川、新加坡、檳城、胡志明市、河內、雅加達、金邊、科伦坡、德里、孟买、金奈、班加罗尔、達卡、杜拜-阿勒馬克圖姆、利雅得、悉尼、墨爾本、圖文巴、倫敦-希思羅、巴黎-戴高乐、法兰克福、阿姆斯特丹、米蘭-馬爾彭薩、紐約-甘迺迪、洛杉磯、芝加哥-奥黑尔、安克雷奇、波特兰、达拉斯、侯斯頓、哥伦布-里肯巴克、亚特兰大、邁亞密、多倫多、卡尔加里、墨西哥城、瓜達拉哈拉 |
| 香港華民航空       | 北京-首都、上海-浦东、成都-双流、台北-桃園、东京-成田、大阪-关西、名古屋、首爾-仁川、新加坡、檳城、曼谷-蘇凡納布、胡志明市、马尼拉、宿霧 |
| 香港貨運航空       | 上海-浦东、台北-桃園、曼谷-蘇凡納布、河內、马尼拉、德里、金奈、達卡、阿拉木图、塔什干、伊斯坦堡、倫敦-史坦斯特、列日、布達佩斯 |
| 中國國際貨運航空   | 上海-浦东 |
| 中國貨運航空       | 上海-浦东 |
| 顺丰航空           | 寧波、鄂州 |
| 中華航空貨運       | 台北-桃園、马尼拉 |
| 長榮航空貨運       | 台北-桃園 |
| 全日空貨運         | 东京-成田 |
| 日本貨物航空       | 东京-成田 |
| 大韓航空貨運       | 首爾-仁川 |
| 韓亞航空貨運       | 首爾-仁川 |
| 新加坡貨運航空     | 新加坡、奧克蘭、沙迦、阿姆斯特丹、布鲁塞尔、洛杉磯、安克雷奇、达拉斯、西雅圖 |
| 馬來西亞航空貨運   | 吉隆坡、古晉 |
| 拉亞航空           | 吉隆坡-梳邦 |
| 凱邁爾航空         | 曼谷-蘇凡納布、河內 |
| 阿联酋货运航空     | 杜拜-阿勒馬克圖姆、悉尼 |
| 阿提哈德貨運       | 阿布扎比 |
| 卡塔尔航空貨運     | 多哈、阿拉木图、曼谷-蘇凡納布、德黑兰、大阪-关西、馬斯喀特、新加坡 |
| 沙特航空貨運       | 利雅得、吉达 |
| 以色列國際貨運航空 | 杜拜-阿勒馬克圖姆、阿拉木图、特拉维夫 |
| 丝绸之路航空       | 巴库、安克雷奇、比什凯克 |
| 土耳其航空貨運     | 伊斯坦布尔、阿拉木图、納沃伊 |
| 澳洲航空貨運       | 悉尼、珀斯 |
| 達飛貨運航空       | 巴库 |
| 邏輯航空           | 莱比锡 |
| ASL比利時航空      | 杜拜-阿勒馬克圖姆、列日、阿拉木图、莱比锡 |
| 卢森堡国际货运航空 | 巴林、雅加達、东京-成田、科威特、卢森堡、杜拜-阿勒馬克圖姆、科威特、吉隆坡、檳城、馬斯喀特、多哈、达曼、新加坡、杜拜-阿勒馬克圖姆、河內、胡志明市、維也納、巴库、布達佩斯、瓜達拉哈拉、墨西哥城、安克雷奇、芝加哥、达拉斯-沃思堡、紐約-甘迺迪、洛杉磯 |
| 意大利盧森堡貨運   | 东京-成田、科威特、巴库、卢森堡、米蘭、列日、杜拜-阿勒馬克圖姆、芝加哥、达拉斯-沃思堡、邁亞密 |
| 指南針貨運航空     | 沙迦 |
| 亞特拉斯航空       | 巴林、沙迦、列日、巴库、法兰克福、莱比锡、布達佩斯、德里、东京-成田、首爾-仁川、檳城、阿拉木图、卡拉干達、阿姆斯特丹、马斯特里赫特、熱舒夫、安克雷奇、达拉斯-沃思堡、檀香山、洛杉磯 |
| 博立貨運航空       | 巴林、阿拉木图、莱比锡、东京-成田、首爾-仁川、台北-桃園、曼谷-蘇凡納布、安克雷奇 |
| 联合包裹服务航空   | 安克雷奇、關島、檀香山 |
| 联邦快递航空       | 安克雷奇、悉尼 |
| 卡利塔航空         | 安克雷奇、檀香山 |
| 美國國家航空       | 安克雷奇 |
| 埃塞俄比亞航空貨運 | 列日、亚的斯亚贝巴、卡拉干達、首爾-仁川、河內 |
| Astral Aviation    | 杜拜-阿勒馬克圖姆、内罗毕 |

### 過往航空及航點
註：暫時只列出部分航空及航點，請有心人士繼續編輯
| 航空公司             | 目的地 |
| -------------------- | --- |
| 國泰航空             | 成都-双流、小松、馬累、卡拉奇、阿布扎比、多哈、巴林、吉達、莫斯科-多莫傑多沃、伊斯坦堡、哥本哈根、杜塞爾多夫、倫敦-格域、都柏林、路易港、開普敦、紐約-紐瓦克、華盛頓、西雅圖 |
| 國泰港龍航空         | 北京-首都、上海-浦東、上海-虹橋、廣州、重慶、成都-雙流、福州、廈門、南京、杭州、寧波、溫州、青島、濟南、武漢、昆明、長沙、西安、海口、三亞、鄭州、桂林、南寧、瀋陽、大連、天津、台北-桃園、高雄、台中、東京-成田、東京-羽田、大阪-關西、福岡、沖繩、新潟、仙台、德島、鹿兒島、釜山、濟州、吉隆坡、檳城、亞庇、古晉、布吉、曼谷、清邁、金邊、暹粒、河內、峴港、馬尼拉、克拉克、達沃市、仰光、登巴薩、棉蘭、班加羅爾、加爾各答、達卡、加德滿都、關島 |
| 香港航空             | 汕頭、昆明、長沙、廈門、徐州、合肥、青島、濟南、太原、石家莊、哈爾濱、蘭州、長春、鹽城、遵義、呼和浩特-白塔、福州、南寧、天津、貴陽、南昌、成都-雙流、桂林、鄭州、高雄、台中、宮崎、岡山、米子、函館、仙台、鹿兒島、熊本、大邱、亞庇、古晉、喀比、清邁、金邊、胡志明市、新加坡、帕勞、塞班、凱恩斯、奧克蘭、莫斯科-謝列梅捷沃、莫斯科-伏努科沃、倫敦-格域、三藩市、洛杉磯                                                                          |
| 香港快運航空         | 銀川、鄭州、無錫、昆明、黃山、蘭州、包頭、大同、張家界、長崎、熊本、鹿兒島、新加坡、清萊、曼谷-廊曼、長灘島、暹粒、仰光、曼德勒、關島、塞班 |
| 大灣區航空           | 海口、胡志明市、新加坡 |
| 甘泉香港航空         | 倫敦-格域、溫哥華 |
| 中国南方航空         | 长沙、长春、大连、广州、贵阳、揭阳-潮汕、梅州-梅县、三亞、义乌、张家界、郑州 |
| 中華航空             | 雅加達、台南、曼谷-蘇凡納布、新加坡、吉隆坡 |
| 華信航空             | 台中-清泉崗、高雄 |
| 遠東航空             | 馬公 |
| 復興航空             | 高雄、台北-桃園 |
| 日本航空             | 鹿兒島、大阪-關西、福岡、沖繩、札幌-新千歲 |
| 全日空航空           | 大阪-關西、名古屋-中部 |
| 香草航空             | 东京-成田 |
| 樂桃航空             | 沖繩 |
| 日本亞細亞航空       | 东京-成田、大阪-關西 、台北-桃園 |
| 日本佳速航空         | 大阪-關西 |
| 捷星日本航空         | 東京-成田、大阪-關西 |
| 大韓航空             | 釜山、濟州 |
| 韓亞航空             | 釜山 |
| 濟州航空             | 釜山 |
| 馬來西亞國際航空     | 亞庇 |
| 泰國國際航空         | 布吉、首爾-仁川、台北-桃園 |
| 泰國東方航空         | 曼谷-蘇凡納布、布吉 |
| 泰國都市航空         | 曼谷-廊曼、布吉 |
| 暹邏航空             | 曼谷-廊曼 |
| 太平洋航空           | 峴港 |
| 捷星太平洋航空       | 河內、胡志明市、峴港、芽莊 |
| 柬埔寨吳哥航空       | 暹粒 |
| 暹粒國際航空         | 金邊、暹粒 |
| 柬埔寨皇家航空       | 金邊 |
| 景成柬埔寨国际航空   | 暹粒、金邊 |
| 瀾湄航空             | 西哈努克 |
| 新加坡航空           | 拉斯維加斯、檀香山、三藩市 |
| 欣豐虎航             | 新加坡 |
| 惠旅航空             | 新加坡 |
| 匈奴航空             | 烏蘭巴托 |
| 宿翱航空             | 馬尼拉 |
| 亞航飛龍航空         | 馬尼拉 |
| 緬甸航空             | 仰光 |
| 印度航空             | 首爾-仁川、大阪-關西、金奈 |
| 印度捷特航空         | 孟買 |
| 翠鳥航空             | 孟買、德里 |
| BB航空               | 加都滿德 |
| 孟加拉航空           | 達卡 |
| 巴基斯坦国际航空     | 伊斯蘭堡、拉合爾、曼谷-蘇凡納布 |
| 斯里蘭卡航空         | 科倫坡、曼谷-蘇凡納布 |
| 美佳航空             | 甘島、馬累、帛琉 |
| 探索航空             | 帛琉 |
| 阿斯塔納航空         | 阿拉木圖 |
| 沙特阿拉伯航空       | 利雅得、吉達、杜拜、馬尼拉 |
| 海灣航空             | 曼谷-蘇凡納布、阿布扎比、馬斯喀特、巴林 |
| 約旦皇家航空         | 安曼、曼谷-蘇凡納布 |
| 以色列航空           | 特拉維夫 |
| 土耳其航空           | 曼谷-蘇凡納布 |
| 維珍航空             | 倫敦-希斯路、悉尼 |
| 奥林匹克航空         | 雅典 |
| 汉莎航空             | 慕尼黑 |
| 北歐航空             | 哥本哈根 |
| 奧地利航空           | 維也納 |
| 勞達航空             | 維也納、曼谷 |
| 比利時航空           | 布魯塞爾 |
| 意大利航空           | 米蘭、羅馬 |
| 澳亞航空             | 凱恩斯 |
| 澳洲安捷航空         | 悉尼、墨爾本 |
| 維珍澳洲航空         | 悉尼、墨爾本 |
| 澳洲航空             | 布里斯班、珀斯、倫敦-希斯路 |
| 瑙魯航空             | 諾魯、馬尼拉 |
| 聯合航空             | 东京-成田、紐華克、芝加哥-奧黑爾、新加坡、哈特福德、休士頓、關島 |
| 美國航空             | 達拉斯、華盛頓-國家、洛杉磯 |
| 達美航空             | 东京-成田、安克雷奇、底特律、檀香山、阿特蘭大、西雅圖 |
| 美國大陸航空         | 紐華克 |
| 美國西北航空         | 明尼阿波利斯、聖保羅、底特律、东京-成田 |
| 密克羅尼西亞大陸航空 | 關島、塞班 |
| 動力航空             | 塞班島 |
| 加拿大航空           | 多倫多 |
| 加拿大國際航空       | 溫哥華、馬尼拉、曼谷-蘇凡納布 |
| 俄羅斯全祿航空       | 莫斯科-多莫杰多沃 |
| 西伯利亞航空         | 海參崴、伯力、新西伯利亞、伊爾庫茨克 |
| 埃塞俄比亞航空       | 東京-成田、首爾-仁川 |
| 毛里裘斯航空         | 路易港 |
| 肯雅航空             | 內羅比、曼谷-蘇凡納布 |
| 塞席爾航空           | 馬埃、阿布扎比 |
| 南非航空             | 約翰內斯堡 |
| 埃及航空             | 開羅、曼谷-蘇凡納布 |
| 悠閒風行航空         | 開羅、亞斯文 |
| 里約格朗德航空       | 里約熱內盧、聖保羅、曼谷-蘇凡納布、約翰內斯堡 |

## 綜合商業設施
香港國際機場的東北部分被規劃為商業區，香港機場管理局將該區命名為航天城。航天城設有以機場為中心的綜合商業設施，為旅客提供消閒娛樂、展覽、酒店等一站式商業服務。

### 機場酒店

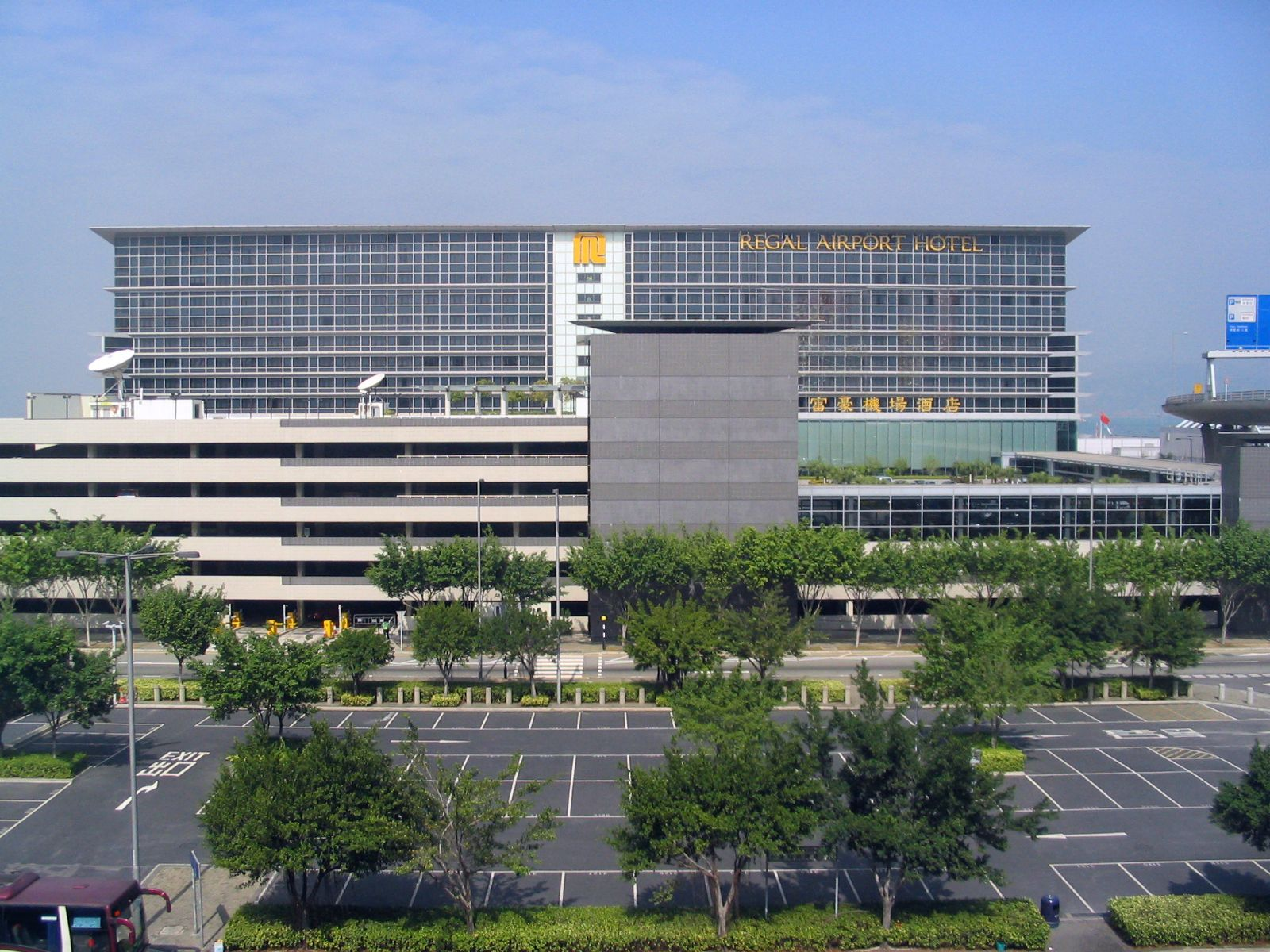
富豪機場酒店

香港機場範圍內設有兩間五星級酒店及一間四星級酒店，其中富豪機場酒店於1999年落成，設有1,104間客房，當時全港最大無柱式的宴會廳及其他會議、餐廳及康樂設施等。酒店與一號客運大樓之間有一條行人通道連接。而第二間酒店——香港天際萬豪酒店於2008年投入服務，坐落於亞洲國際博覽館附近，比鄰海天中轉大樓。第三間酒店麗豪航天城酒店於2021年投入服務，是香港機場範圍內唯一一間四星级酒店。

### 機場行政大樓
機場行政大樓（HKIA Tower）位於二號客運大樓西北面，為機場管理局的總部，於2007年2月26日正式開幕，是一座8層高的玻璃幕牆樓宇，總樓面面積為19,000平方米。大樓天台闢為機場展望台，與航空探知館連接。

### 機場行政大樓2座
機場行政大樓2座（HKIA Tower 2）位於富豪機場酒店東面。

### 機場商業大樓

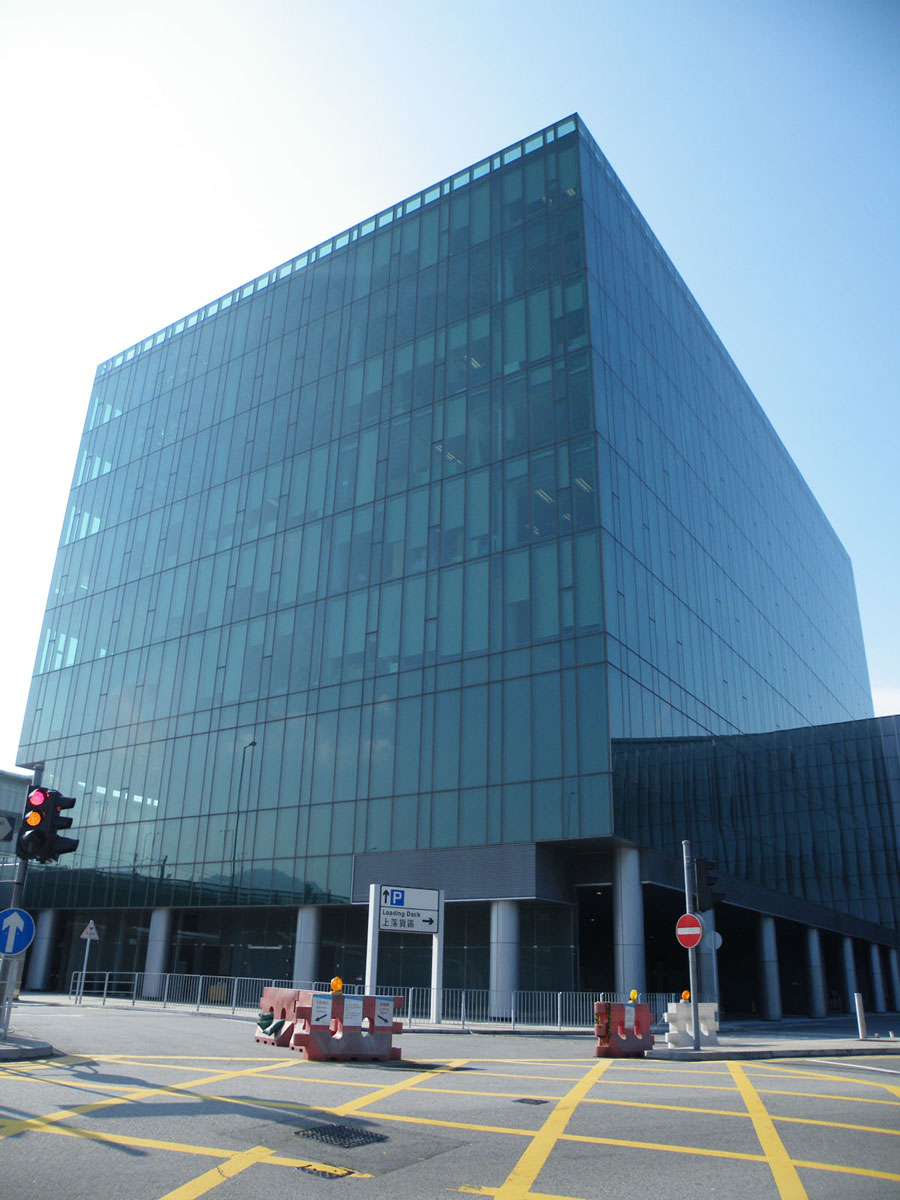
機場商業大樓

機場商業大樓（HKIA Commercial Building）位於二號客運大樓東南面，樓高7層，為一甲級商業大樓，除了設有供出租的寫字樓外，同時設有商務中心及會議中心等設施。大樓七樓亦附設一高級會員會所——機場世貿中心會所，為旅客提供餐飲及會議場地。
2021年2月1日前名為機場世貿中心（Airport World Trade Centre）。

### 機場員工綜合大樓
機場員工綜合大樓毗鄰一號客運大樓和四號停車場，於2022年12月1日正式啟用，供機場各機構所有員工使用，設有機場員工會所，香港國際航空學院，機場幼兒園校舍及機場員工餐廳。其中會所設有健身室、卡拉OK室、閱讀室、休息室、羽毛球場、籃球場、瑜伽室、乒乓球室，燒烤場及空中花園等設施。

### 11 SKIES
預計於2022年至2025年分階段落成的一站式零售、娛樂、旅遊景點、地標及專業服務的綜合發展項目。

### 亞洲國際博覽館
亞洲國際博覽館於2005年12月落成，面積約有70,000平方米，設有十個單層無柱式展館，包括一個適合舉辦大型表演的多用途場館，另設有不同的商店及食肆。

### 已結業設施
- 航天城高爾夫球場（Skycity Nine Eagles Golf Course）位於北商業區的中央部分，東臨海天客運碼頭，西接二號客運大樓。球場為一九洞高爾夫球場，供旅客及機場使用者享用。球場同時設有一會所，內設餐廳提供餐飲及宴會服務。

## 運作

### 保安

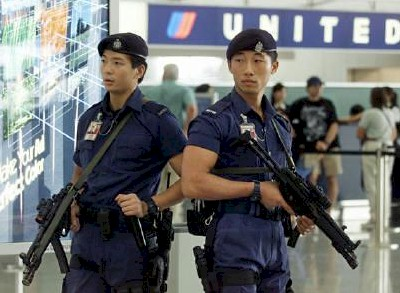
駐守於香港國際機場的特種警察部隊——機場特警組，人員均佩帶「機場禁區通行證」（見右衣领）

香港國際機場的保安事務由香港警務處的機場警區及香港機場管理局和香港政府合作營運的機場保安有限公司負責，當中機場警區設有機場特警組，為香港的特種警察部隊之一，其任務包括了机场安保、反恐及緊急事故應變。消防事務由香港消防處的機場消防隊負責，救護事務由救護總區負責。機場消防隊的佈局、裝備以及水準符合「10級機場滅火救援」（ARFF Category 10）國際標準，即消防車輛可以於2分鐘之內抵達跑道上任何範圍，或者於3分鐘之內抵達其他的飛機活動區。
另外，由於安全要求，香港國際機場的內部保安同樣嚴格，機場的內部工作人員有分顏色區域制度，因此不同顏色區域要求的工作人員不能進入別種顏色區域，例如黃色區域的工作人員不能進入藍色區域，反之，藍色區域的工作人員不能進入黃色區域。

### 出入境
基於一國兩制的政策，任何停泊香港的航班均會作国际航班處理，各國的旅客需要於機場入境事務處櫃檯辦理出入境手續以及通過香港海關的行李及貨物檢查。因此，香港國際機場的所有設施均明確地分為禁區與公眾區域。除了在海天中轉大樓轉乘高速客輪來往珠三角地區、轉乘港珠澳大橋直達機場禁區巴士及轉乘其他國際航班的過境旅客外，所有離港/抵港旅客均需持有有效旅遊證件辦理香港出入境手續。

### 登機、貨運設施管理及行李處理

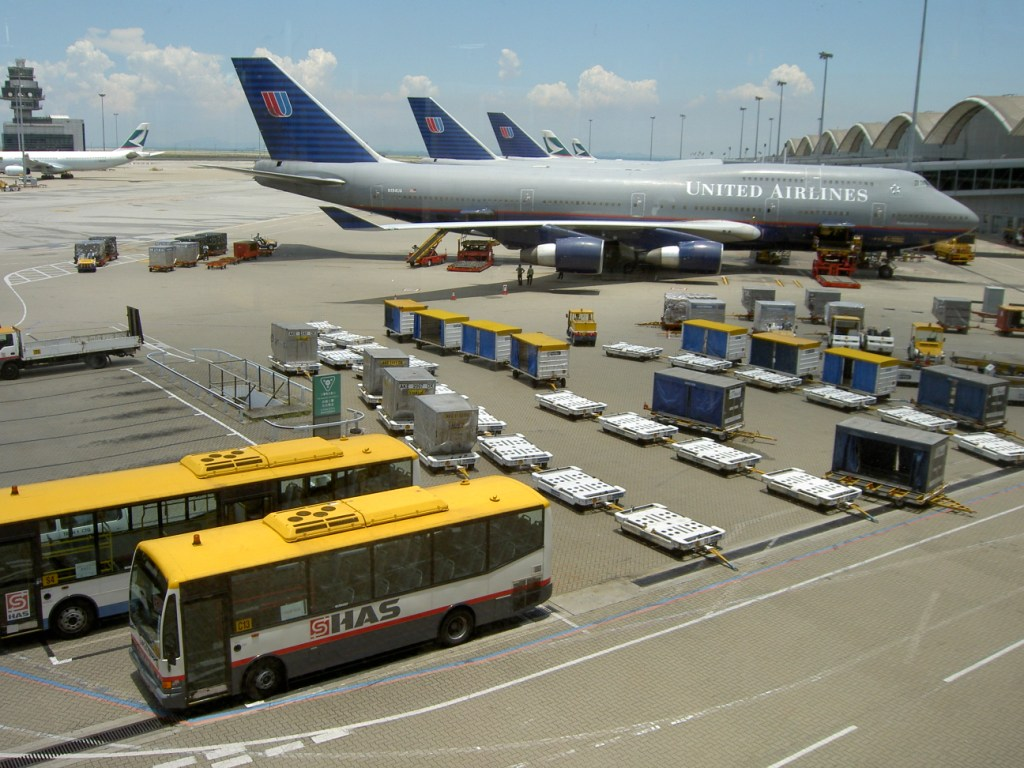
停機坪的地勤服務

香港國際機場的登機橋管理由香港機場地勤服務有限公司、中航明捷航空服務、香港航空地面服務有限公司及新翔集團有限公司提供。他們處理空運貨物、航空郵件、行李及登機橋、登機梯的操作。機場擁有先進的行李處理系統：其主要部份位於客運大樓的地庫一樓（L2/第二層），西端大堂擁有獨立的自動運輸設備去確保轉機行李的運輸。

### 航空管制

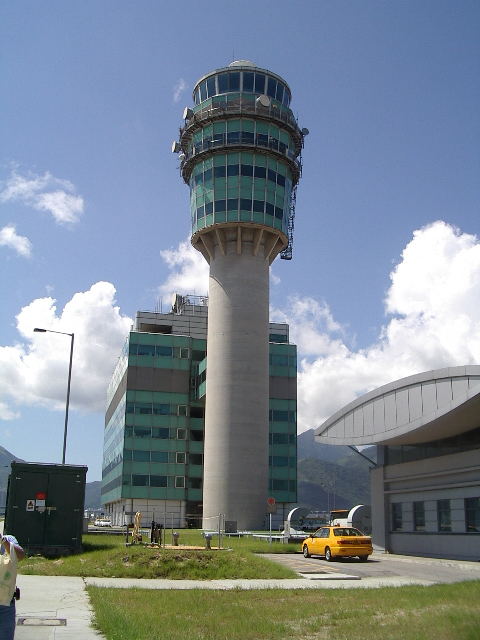
航空交通管制大樓及指揮塔

香港国际机场属于香港飞行情报区。香港的民航處負責提供香港机场及香港飞行情报区的航空交通管制服務，此外还為在香港註冊的飛機簽發證書、監管航空公司履行航空运输协定，以及管制在香港的一般民航活動。
香港國際機場的航空交通管制大樓（ATCX, ）及機場中央控制中心（IAC）位於機場的中心範圍，是整個航空交通管理的神經中樞。約370名航空管制員及支援人員24小時提供航空交通管制服務，以確保香港飛行情報區內的航班能有效率及安全地駛經。在航空控制搭中，航管員給予場內飛機提供24小時機場管制服務；而位於航空控制塔北方的是後備航空管制中心連控制塔、則是當航空交通管制大樓因意外無法運作時使用，也作為航管訓練的設施。
香港飞行情报区在香港国际机场周围空域设立香港终端管制（TMC），主要負責进出場航班的排序作業。
為了順從國際推行的計劃，民航處計劃引入衛星通訊、導航、監督/航空交通管理相關的系統和服務去提高飛行安全及效率，以及維持香港國際及地區航運中心的地位。由於此計劃需時15年及其複雜性、需要廣大的研究和試驗才能正式使用新科技。現在，一些新服務如電子自動航站情報系統（D-ATIS）、電子航空氣象資料（D-VOLMET）和使用資料連線傳送預備放行許可，已由香港國際機場提供，以提升機師及航管員工作效率。

### 飛機維修工程

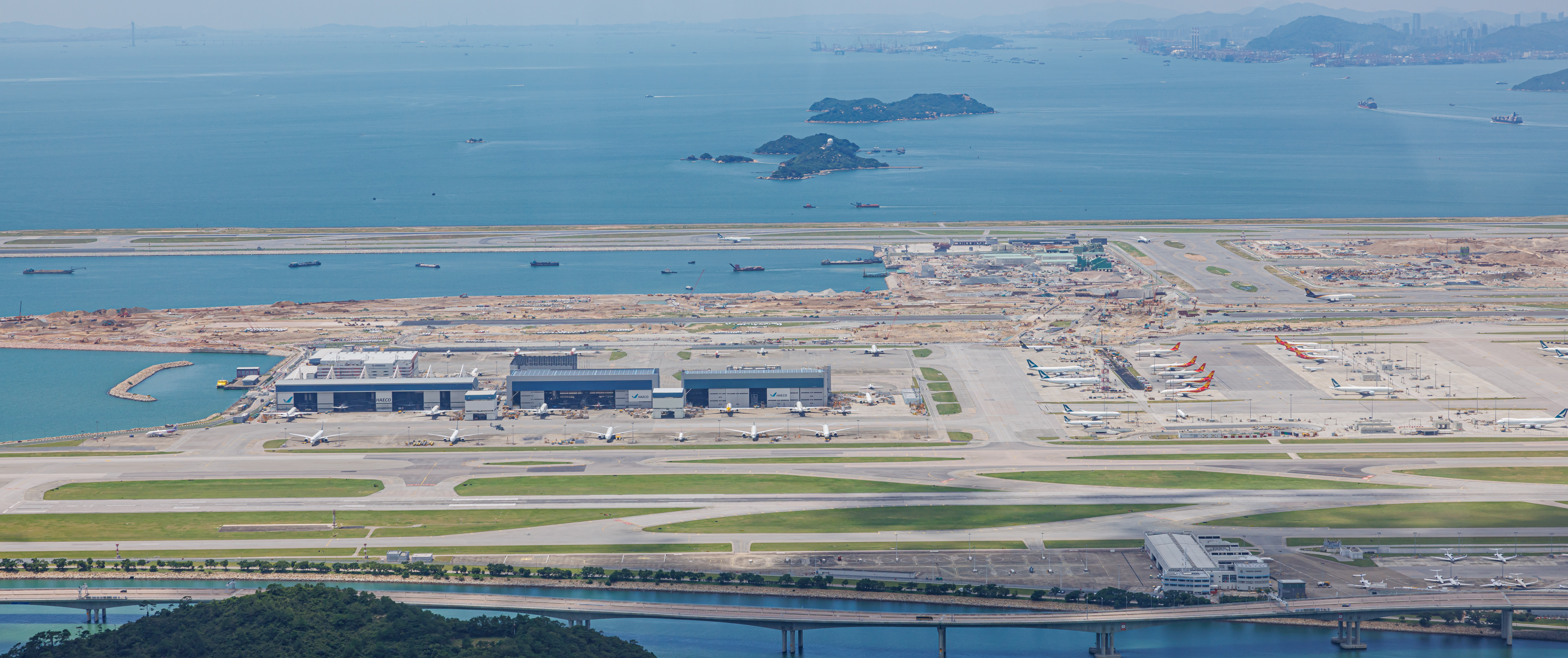
香港飛機工程有限公司的機庫

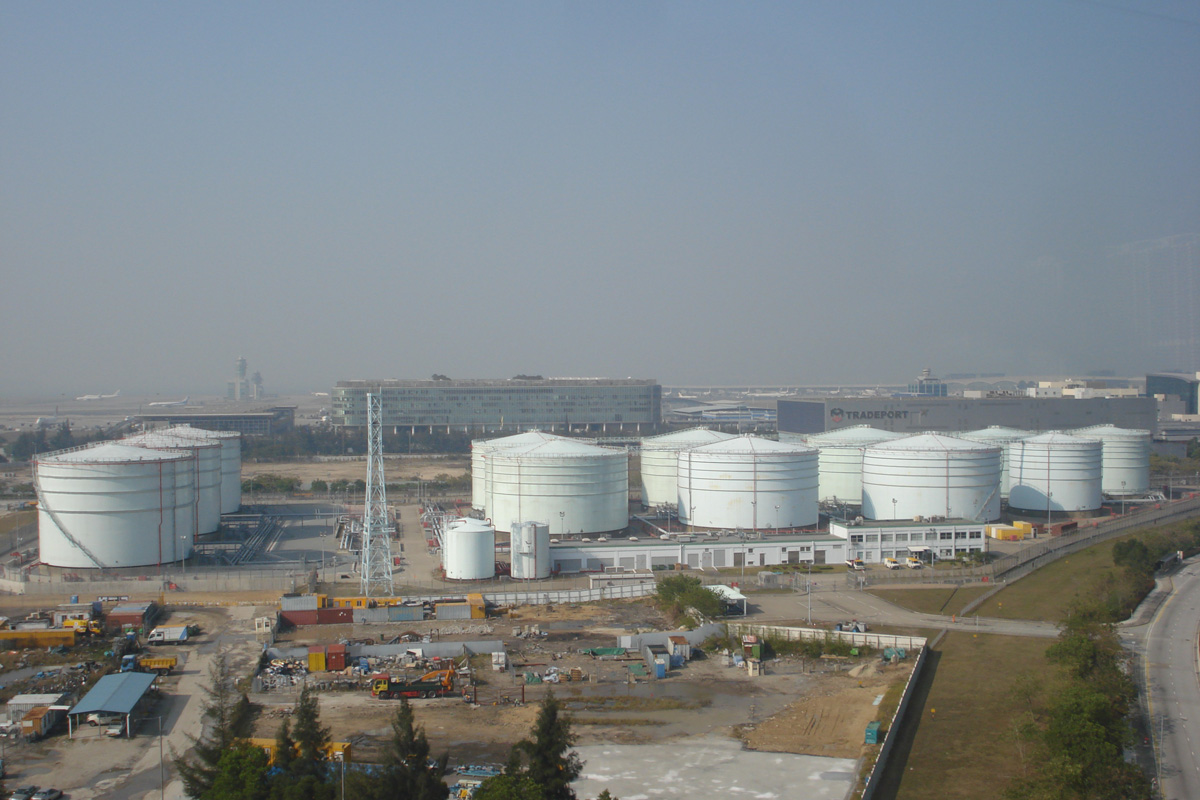
飛機燃料儲存庫

香港國際機場的線路或外勤和基礎維修保養工作由香港飛機工程（HAECO）及中國飛機服務有限公司（CASL）負責，另外泛亞太平洋航空服務公司（PAPAS）也提供線路或外勤維修服務。線路或外勤服務包括飛機於正常運行期間及臨時滯留期間的例行服務，香港飛機工程公司有3個機庫泊位，可以同時容納3架波音747及2架空中客车A380飛機，和一個在旁的支援工作室。該公司同時擁有世界上最大的流動機庫懸架，重量達400噸；它可以用於圍住半架廣體飛機，使懸架使用時、整個設施能圍着4部波音747客機。2006年底，兩個新機庫泊位已落成啟用。

### 氣象服務
香港天文台的機場氣象所負責提供天氣訊息予各航空機構。機場氣象所也定期發放特別氣象報告、提供定時機場天氣預報和起降預報給香港國際機場。氣象所亦負責在遇到惡劣天氣時，如狂風暴雨、雷暴、颱風、冰雹、风切变和其他會影響機場運作和航機安全的情況，發放惡劣天氣資訊和警報，以保護機場設施和保障飛行安全。為了提高香港國際機場航班起降的安全率，機場氣象所會於有湍流及風切變時發出警告。在傳送資料方面，香港天文台營運了一個網絡資訊服務，使航空公司能收到最新的氣象資料及航行文檔，包括出發地和目的地以及相關機場的天氣預報、航線途中的突變天氣、風及天氣的資料、以及天氣雷達和衛星圖片。

### 其他地勤服務
- 航空膳食營辦商有國泰航空飲食服務、德國漢莎航空膳食服務有限公司、佳美航空膳食香港有限公司。所有營辦商的廚房都位於機場南跑道北端附近的航膳區。
- 航空煤油服務設施由香港航煤供應營運有限公司負責運作。航空煤油的永久接收設施位於屯門環保園側（由煤氣公司子公司ECO經營），透過海底输油管經沙洲連接機場。而飛機燃料儲存庫則位於機場島上南端的觀景路，由9個儲存庫所組成，容量達18萬立方米。香港航空煤油供應加油有限公司（AFSC）及環美加油航務有限公司同時負責利用加油栓為飛機提供加油及放油服務，中国航空油料集团（CNAF）則只提供提供加油服務。而在屯門的永久儲存設施落成前，航空煤油的接收設施曾設於沙洲，現時已經停用，但仍保留作緊急用途。
- 氮氣充氣服務由香港氧氣有限公司負責。
- 為禁區車輛供應汽油及免稅柴油的是埃克森美孚香港有限公司。
- 為禁區車輛供應定位追蹤服務的是圓方電信科技有限公司。

### 機場稅項
香港國際機場目前向12至64歲而不在同一日乘坐飛機抵達香港及離開香港的旅客徵收港幣120元機場離境稅及港幣65元機場保安費（持有外交護照及指定人仕除外）。12歲以下旅客使用香港國際機場出入境或轉機，無須繳付機場離境稅，但仍須繳付港幣65元機場保安費，而65歲或以上人士無須繳付機場離境稅及機場保安費。
有關費用已包括在機票款項內，旅客有需要可憑退稅券或抵港航班的登機證及有效旅遊證件，到香港國際機場的指定櫃台辦理退稅手續。
| 機場保安費歷年收費（港幣） | 機場保安費歷年收費（港幣） | 機場保安費歷年收費（港幣） |
| 生效日期                   | 費用                       | 參考                       |
| -------------------------- | -------------------------- | -------------------------- |
| 2002年5月1日               | $33                        | [ 88 ]                     |
| 2014年6月1日               | $45                        | [ 89 ]                     |
| 2018年10月1日              | $50                        | [ 90 ]                     |
| 2021年10月1日              | $55                        | [ 90 ]                     |
| 2025年1月1日               | $65                        | [ 91 ]                     |
| 2027年（暫定）             | $75                        | [ 91 ]                     |

### 機場建設費
另外，為提供足夠資金興建第三條跑道，由2016年8月1日起發出的機票，由香港出發時都需要徵收機場建設費，收費按飛行距離、機票等級，以及旅客類別而定，由港幣70元至180元不等。截至2022年，由於受2019冠狀病毒病疫情影響，令機場建設費收入大減，相關徵費預計將收取至2033/2034年。
| 飛行距離 | 機票等級      | 機票等級          |
| 飛行距離 | 頭等/商務客位 | 經濟/優質經濟客位 |
| -------- | ------------- | ----------------- |
| 長途     | $180          | $160              |
| 短途     | $160          | $90               |

| 飛行距離 | 機票等級      | 機票等級          |
| 飛行距離 | 頭等/商務客位 | 經濟/優質經濟客位 |
| -------- | ------------- | ----------------- |
| 長途     | $180          | $160              |
| 短途     | $160          | $70               |

「長途」飛行距離為美洲、欧洲、中东、非洲、大洋洲及印度次大陸的目的地；而「短途」飛行距離則為長途目的地以外的所有目的地。

## 交通配套

### 公共交通服務

#### 地面運輸中心

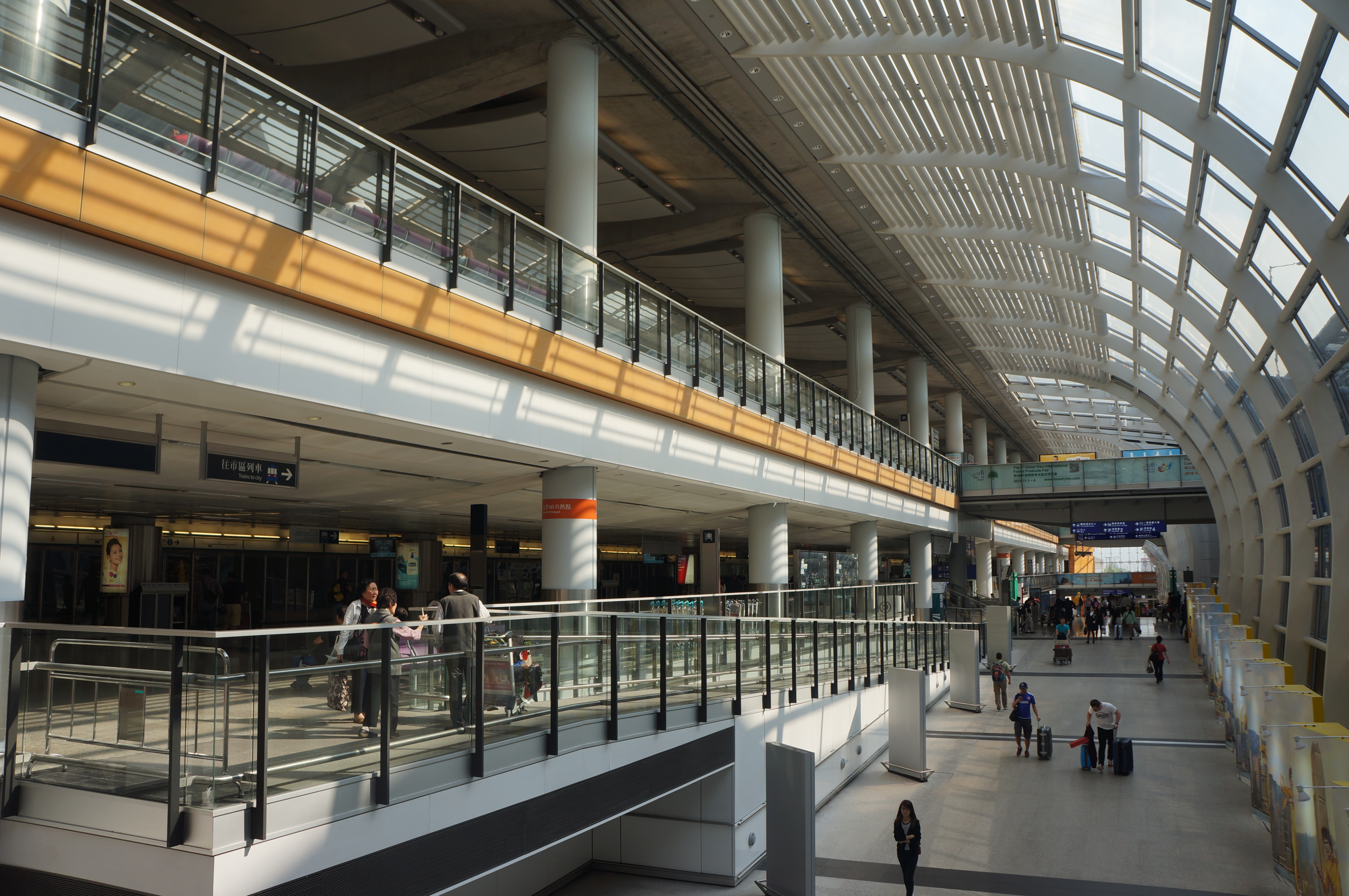
通往地面運輸中心的迴廊

香港國際機場內有一座樓高4層的大型綜合運輸中心於一號及二號客運大樓之間，運輸中心內有機場快綫月台及公共運輸交匯處（巴士總站、的士站、酒店接送車上下客站），方便旅客往返港九新界各地。

#### 鐵路系統

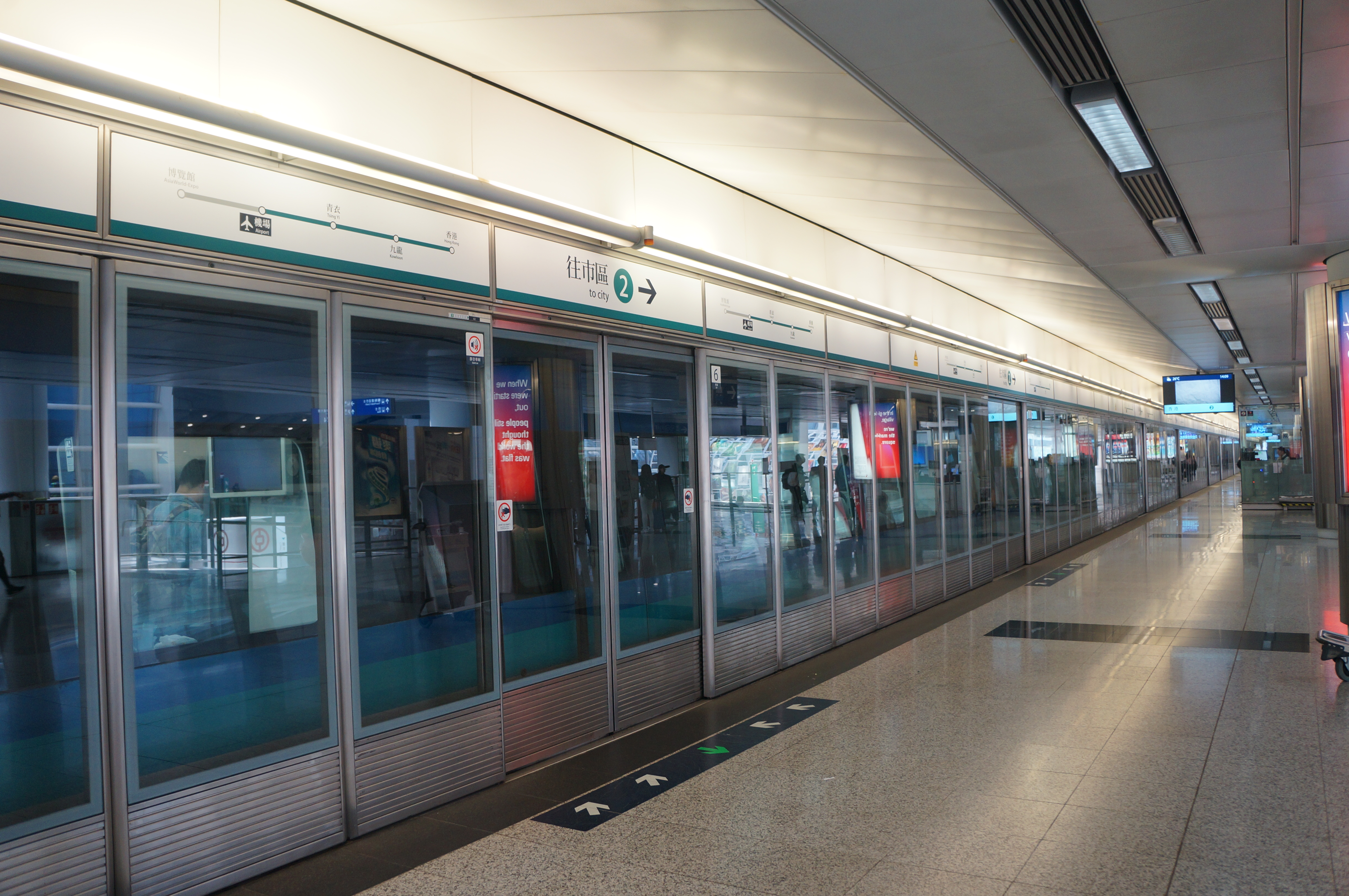
港鐵機場站2號月台（往市区方向）

旅客乘搭由港鐵公司營運的機場快綫，從香港國際機場前往位於香港島中環的香港站只需24分鐘。旅客可於出發前一天至航班起飛前約兩小時，於香港站或九龍站辦理登機手續，包括寄存行李及領取登機證（服務不涵括所有航空公司）。
旅客亦可於機場站乘搭機場快線往返位於亞洲國際博覽館的博覽館站。因機場站不設閘機，有乘客會以此逃票，但由於其他所有車站均有閘機，一般只能“游車河”後返回機場站。另外二號客運大樓仍在使用時，亦會有部分乘客為貪圖方便，趁往博覽館的列車停泊在1／3號月台時，經兩端月台及列車往返一／二號客運大樓離港大堂。

#### 巴士

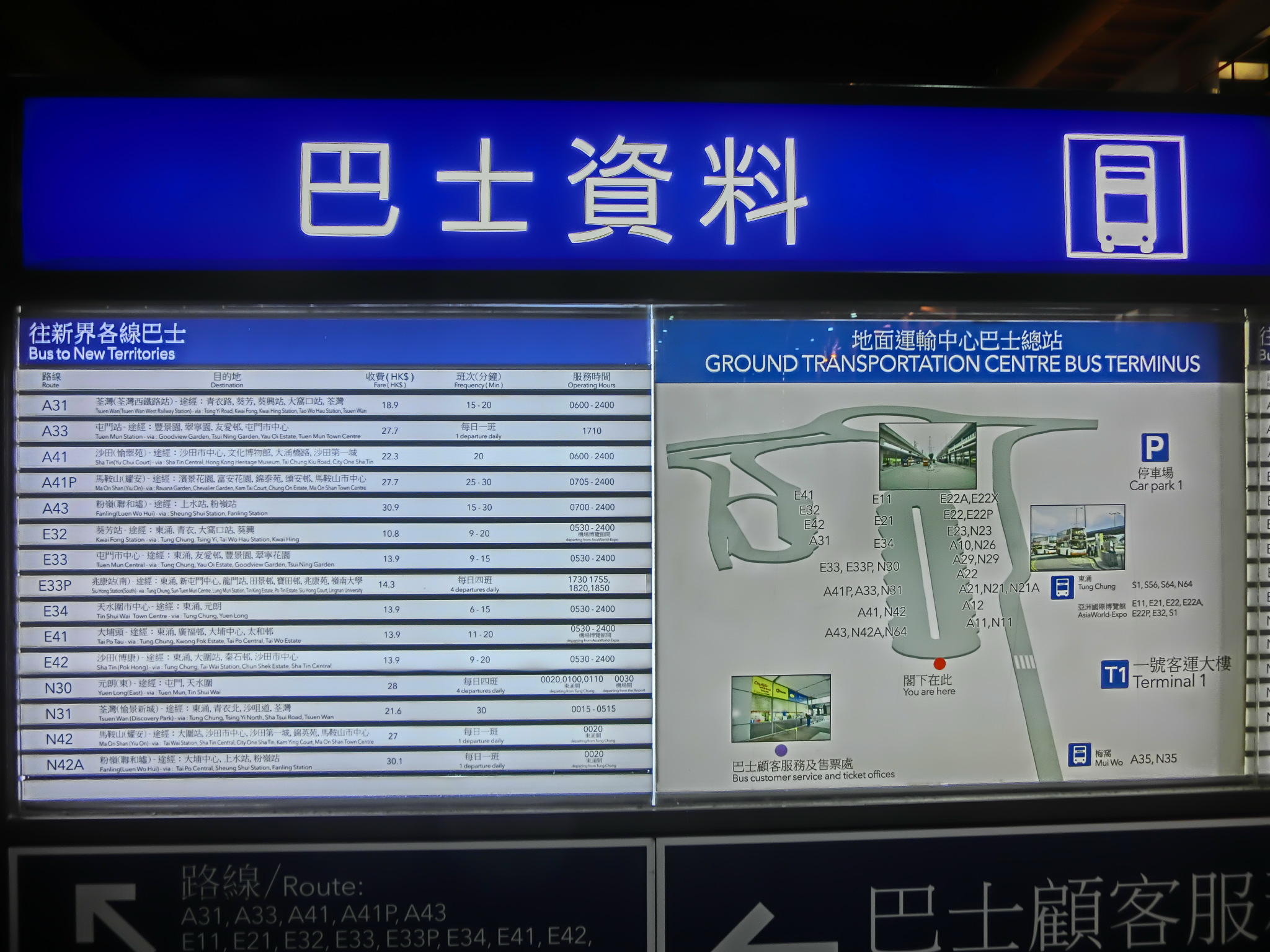
巴士站資料（部分）

現時，機場的巴士服務可分為五類。分別為機場巴士、對外巴士、通宵巴士、機場及東涌區內巴士服務，以及居民巴士。

### 公路
香港機場核心計劃规划建设北大嶼山快速公路、青衣至大嶼山幹線（含青馬大橋、馬灣高架道路及汲水門大橋）、3號幹線（葵涌段及青衣段）、西九龍快速公路（含西區海底隧道及西九龍填海計劃）连接九龙和香港岛，于1997年上半年相继开通。
港珠澳大橋興建期間，路政署亦同步展開屯門至赤鱲角連接路的建築工程，連接屯門新市鎮與機場所在的赤鱲角兩地，成為繼青馬大橋後機場的另一條對外連接道路。

#### 停車場
香港國際機場現共設有7座停車場，詳情如下：
| 停車場名稱                   | 位置                           | 附註                                         |
| ---------------------------- | ------------------------------ | -------------------------------------------- |
| 1號停車場                    | 一號客運大樓南面               | 露天停車場 只設時租 上落客區設於此           |
| 4號停車場                    | 一號客運大樓北面               | 多層停車場 設有電動車充電服務 上落客區設於此 |
| 5號停車場（第2代）           | 二號客運大樓東南面             | 露天停車場                                   |
| 航天城停車場                 | 航展道南面、鄰近亞洲國際博覽館 | 露天停車場                                   |
| 的士及輕型貨車（長期）停車場 | 1號停車場南面                  | 露天停車場 的士及長期停泊的輕型貨車停車位    |
| 輕型貨車（時租）停車場       | 機場世貿中心南面               | 露天停車場 輕型貨車時租停車位                |
| 南商用停車場                 | 航膳區航膳東路                 | 露天停車場                                   |

未來，香港國際機場將設有2座停車場，詳情如下：
| 停車場名稱         | 位置             | 附註       |
| ------------------ | ---------------- | ---------- |
| 2號停車場（第3代） | 二號客運大樓南面 | 多層停車場 |
| 3號停車場（第3代） | 二號客運大樓北面 | 多層停車場 |

香港國際機場曾設有多座停車場，詳情如下：
| 停車場名稱         | 當時位置           | 現址                 | 附註                                                                                           |
| ------------------ | ------------------ | -------------------- | ---------------------------------------------------------------------------------------------- |
| 2號停車場（第1代） | 一號客運大樓南面   | 一號客運大樓南面     | 露天停車場 已併入1號停車場                                                                     |
| 3號停車場（第1代） | 一號客運大樓北面   | 一號客運大樓附屬大楼 | 露天停車場 已停用                                                                              |
| 5號停車場（第1代） | 一號客運大樓東面   | 二號客運大樓內       | 露天停車場 已停用                                                                              |
| 2號停車場（第2代） | 原二號客運大樓東面 | 二號客運大樓擴建工地 | 露天停車場 東北面設有機場管理局及政府專用停車位（已停用） 已於2017年12月因配合三跑道系統而停用 |
| 3號停車場（第2代） | 原二號客運大樓東面 | 二號客運大樓擴建工地 | 露天停車場 市區的士及輕型貨車停車位 已於2019年11月29日因配合三跑道系統而停用                   |

### 跨境交通服務
現時，香港機場提供跨境渡輪、跨境轎車及旅遊車等海、陸兩方面的交通服務，並建有海天中轉大樓等設施，為珠三角沿岸城市的居民提供交通接駁。
整個海天中轉大樓均被視作香港境外，珠三角的旅客只需在抵達大堂辦理退稅、登機、行李托運及接受航空保安檢查，讓珠三角的旅客在不需進入香港境内的情況下，便能直接中轉飛機或轉乘跨境渡輪返回珠三角，部分船公司及航空公司更提供預辦登機及行李托運等服務。

#### 跨境渡輪服務

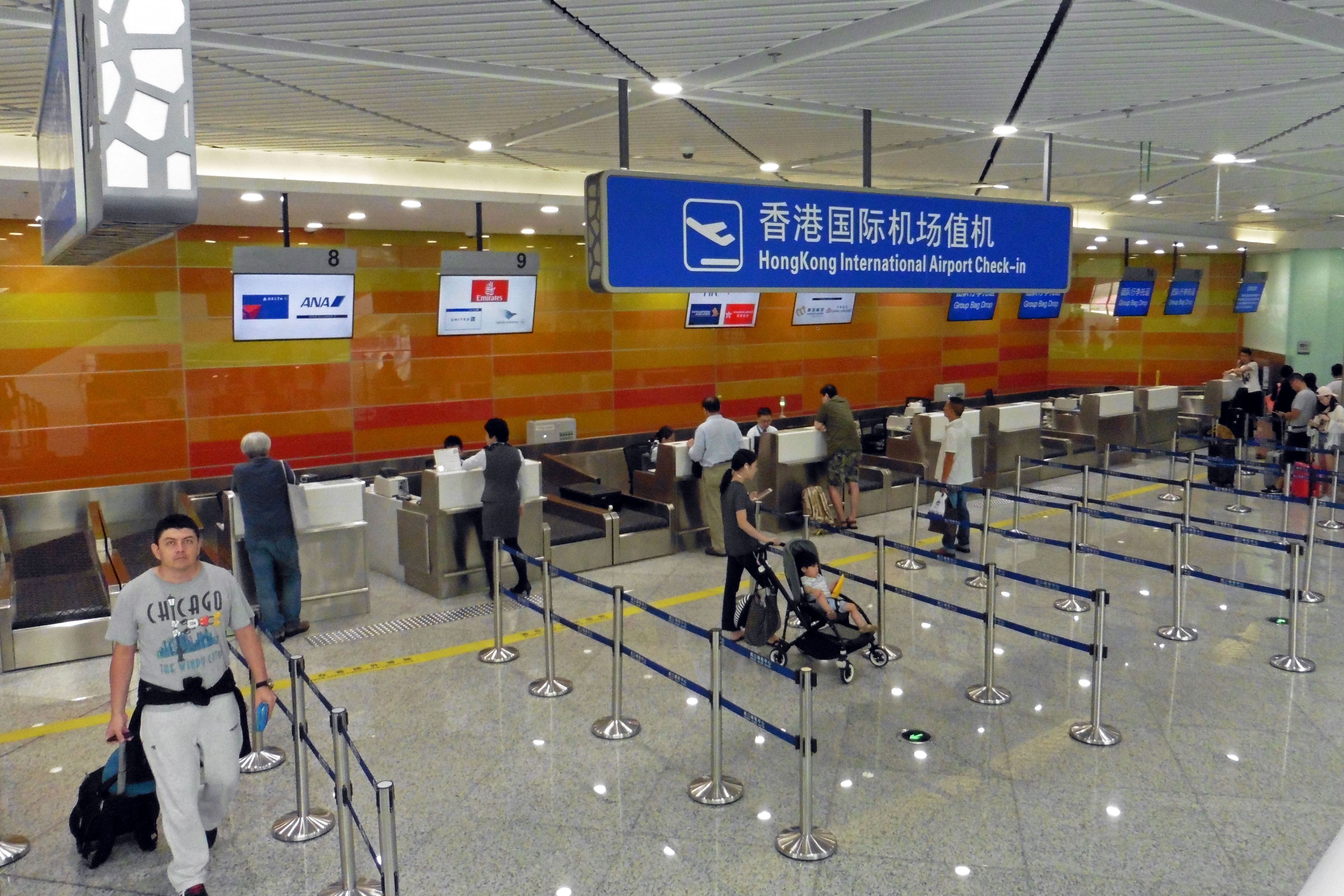
蛇口邮轮中心的預辦登機櫃台

跨境渡輪是香港機場為珠三角旅客提供的一項獨特創新服務，同時中轉渡輪也是珠三角沿岸城市旅客來往香港機場的主要途徑之一。2009年，機場的海天客運碼頭正式落成，取代舊有的臨時碼頭。
海天客運碼頭現時由珠江船務企業（集團）有限公司及信德中旅國際物流投資有限公司組成的香港國際機場碼頭服務有限公司營運，由珠江客運提供前往中山、深圳蛇口、東莞虎門（太平）、珠海九洲及由噴射飛航提供前往澳門及深圳福永的境外客輪服務。而於蛇口邮轮中心亦設有預辦登機的服務櫃台。

#### 港珠澳大橋相關工程
港珠澳大橋連接香港、澳門及珠海。而大橋主橋在到達香港邊界後，便會接駁香港連接路，穿越大嶼山北岸的海面到達位於香港國際機場東北部海域的香港口岸人工島。而為了減少對大嶼山北岸的影響，香港接線將從沙螺灣段開始依靠機場島的南面人工堤岸興建，再以隧道方式穿越觀景山，然後沿機場島的東面填海地帶直達香港口岸。整段香港接線雖然為香港境內，但屬於禁區範圍，旅客要先在香港口岸辦理出境檢查方能前往。
與此同時，港珠澳大橋香港口岸位處機場東北部海域，口岸设有禁区道路连接海天中轉大樓，直達机场客運廊。2019年12月16日，新增往返港珠澳大橋澳門口岸的跨境接駁巴士，由香港機場客運服務（澳門）股份有限公司營運；2020年2月受疫情影響停運，直至2023年3月20日起恢復服務；2023年12月12日起，「經珠港飛」政策正式實施，由珠海經港珠澳大橋前往香港機場的旅客，在完成內地邊檢部門查驗後，毋須再辦理香港入出境手續，便能直達機場。珠海公路口岸也將成為中国内地唯一與香港國際機場陸路直達的口岸。

#### 跨境轎車服務
環島旅運及永東直通巴士為機場跨境轎車服務認可營運商，提供前往珠江三角洲城市的跨境轎車服務。此外，尚有若干的營運商提供類似的服務。
跨境轎車的服務櫃檯設於一號客運大樓5樓抵港層禁區外，登車處設於4號停車場地下（G/F）。

#### 跨境旅遊車服務
跨境巴士服務在2003年開始運作，連接各珠三角城市。機場認可的營運商包括香港中旅汽車服務、永東直通巴士、環島大陸通、中港通及華通中港快線。
現時的旅遊車總站設於1號客運大樓3樓1號停車場側，在2019年11月28日下午十時前設於2號客運大樓3樓，設有一個集中了所有營辦商的旅遊車票務及服務中心。往中國大陸客車由機場定時開出，前往皇崗、深圳灣口岸、深圳、廣州、東莞、惠州、佛山、中山及福建廈門等目的地。

## 統計
香港國際機場在2012年1月20日創下單日航班升降數目新紀錄，共有1,057架次航機升降，刷新了於2011年4月23日所錄得的1,003架次升降的最高紀錄。12月22日，創下了單日航班升降數目新紀錄——1,081架次於2012年全年，香港國際機場處理了352,000架次飛機升降量、5,650萬人次旅客及400萬公噸貨物。2013年3月29日，香港國際機場創下單日航班升降數目新紀錄，共有1,172架次航機升降。

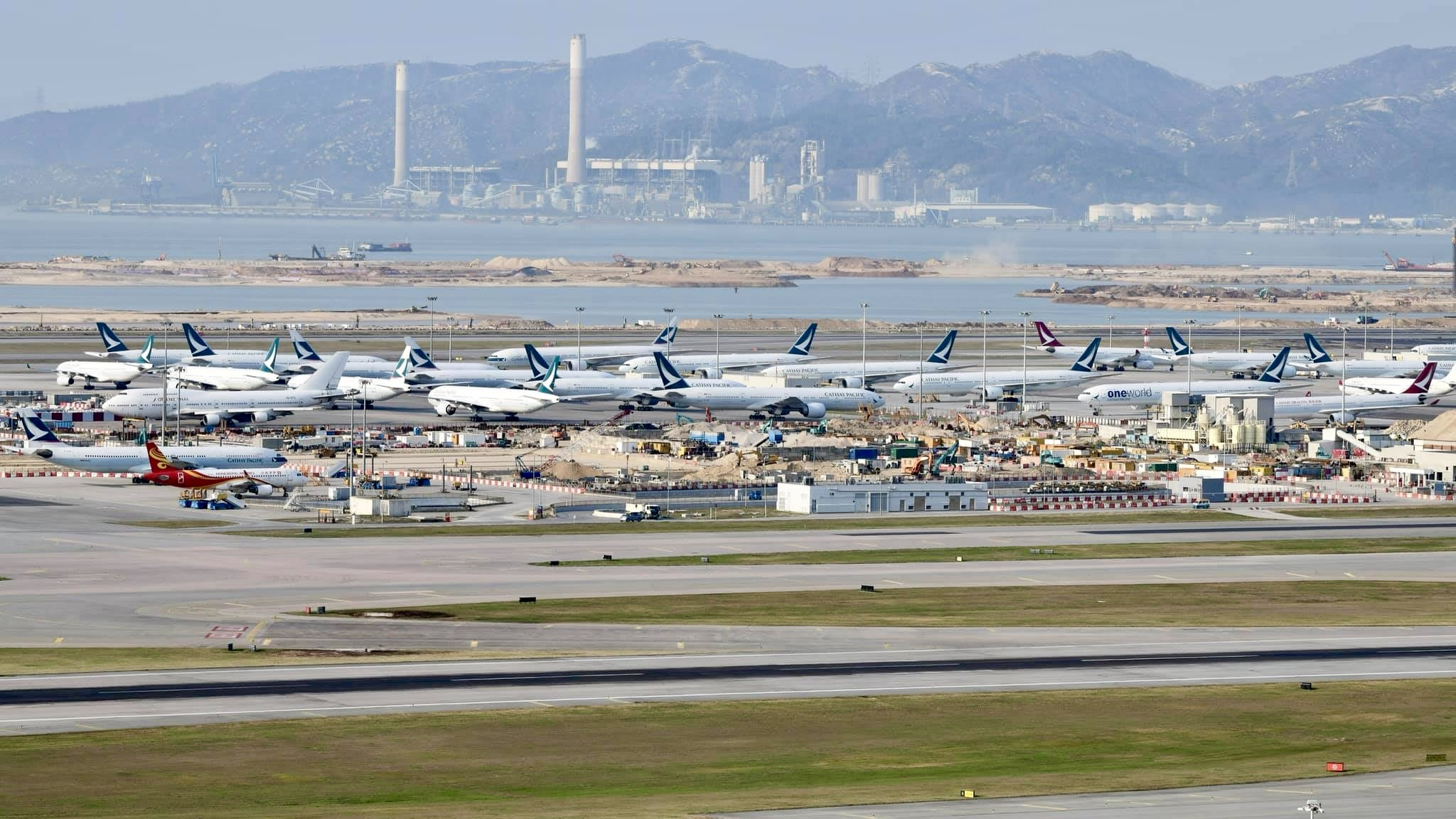
因新冠疫情而停泊在機場的客機

2020年初爆發2019冠狀病毒病疫情後，香港政府規定來港的旅客及香港居民都要強制隔離14至21天，又設立航班熔斷機制，更一度禁止部分國家的客機抵港。在嚴格的疫情管制措施下，2020年的年客運量及年飛機起降量分別為880萬人次及160,655架次，按年下跌87.7%及61.7%。然而，機場2020年的年貨運量相對保持平穩，同比減少7.0%至450萬公噸，處理貨運航班達68,660架次，與2019年相比躍升18.3%；2021年的客運量及飛機起降量分別為140萬人次及144,815架次，按年下跌84.7%及9.9%。同時，2021年的貨運量按年上升12.5%至500萬公噸，超越2019年疫情爆發前的480萬公噸。貨機起降量創下歷史新高，按年躍升19.8%至82,935架次。
隨著香港政府於2022年下半年放寬旅遊限制及入境旅客檢疫要求，2022年機場客運量共570萬人次，按年上升318.4%。貨運量及飛機起降量合共為420萬公噸及138,700架次，分別下跌16.4%及4.2%。
機場航空交通量於2023年持續復蘇，2023年客運量為4,000萬人次，飛機起降量為276,000架次，分別較2022年躍升約600%及100%。總貨運量按年增加3.2%至430萬公噸。於聖誕節旅遊高峰期間，單日客運量回復至疫情前水平的80%，並預期客運量在2024年年底前完全回復至疫情前水平。
機場客運量於2024年延續2023年復甦趨勢並蓬勃增長，全年總計客運量達5,310萬人次、飛機起降量達363,305架次，分別較2023年跳升約34.3%及31.6%。全年總貨運量按年增長14.0%至490萬公噸，出口貨運量增加20.2%，帶動全年貨運量增長，當中以往來歐洲、北美及中東等主要貿易地區錄得最明顯增長。
请参阅源Wikidata查询.
| 年份 | 客運量     | 按年變化 | 貨運量（噸） | 按年變化 | 航班起降量 | 按年變化 | 來源    |
| ---- | ---------- | -------- | ------------ | -------- | ---------- | -------- | ------- |
| 1998 | 28,631,000 | –        | 1,628,700    | –        | 163,200    | –        | [ 119 ] |
| 1999 | 30,394,000 | ▲06.16%  | 1,974,300    | ▲21.22%  | 167,400    | ▲02.57%  | [ 120 ] |
| 2000 | 33,374,000 | ▲09.80%  | 2,240,600    | ▲13.49%  | 181,900    | ▲08.66%  | [ 121 ] |
| 2001 | 33,065,000 | ▼00.93%  | 2,074,300    | ▼07.42%  | 196,800    | ▲08.19%  | [ 122 ] |
| 2002 | 34,313,000 | ▲03.77%  | 2,478,800    | ▲19.50%  | 206,700    | ▲05.03%  | [ 123 ] |
| 2003 | 27,433,000 | ▼20.05%  | 2,642,100    | ▲06.59%  | 187,500    | ▼09.29%  | [ 124 ] |
| 2004 | 37,142,000 | ▲35.39%  | 3,093,900    | ▲17.10%  | 237,300    | ▲26.56%  | [ 125 ] |
| 2005 | 40,740,000 | ▲06.69%  | 3,402,000    | ▲09.96%  | 263,500    | ▲11.04%  | [ 126 ] |
| 2006 | 44,443,000 | ▲09.09%  | 3,580,000    | ▲05.23%  | 280,000    | ▲06.26%  | [ 127 ] |
| 2007 | 47,783,000 | ▲07.52%  | 3,742,000    | ▲04.53%  | 295,000    | ▲05.36%  | [ 128 ] |
| 2008 | 48,585,000 | ▲01.67%  | 3,627,000    | ▼03.07%  | 301,000    | ▲02.03%  | [ 129 ] |
| 2009 | 46,167,000 | ▼06.35%  | 3,347,000    | ▼07.72%  | 279,000    | ▼07.31%  | [ 130 ] |
| 2010 | 50,923,000 | ▲10.79%  | 4,128,000    | ▲23.33%  | 307,000    | ▲00.04%  | [ 131 ] |
| 2011 | 53,904,000 | ▲06.94%  | 3,938,000    | ▼04.60%  | 334,000    | ▲08.79%  | [ 132 ] |
| 2012 | 56,467,000 | ▲03.99%  | 4,025,000    | ▲02.21%  | 352,000    | ▲05.39%  | [ 133 ] |
| 2013 | 59,903,000 | ▲06.88%  | 4,127,000    | ▲02.53%  | 372,000    | ▲05.68%  | [ 134 ] |
| 2014 | 63,343,000 | ▲05.77%  | 4,376,000    | ▲06.03%  | 391,000    | ▲05.11%  | [ 135 ] |
| 2015 | 68,496,000 | ▲08.08%  | 4,380,000    | ▲00.09%  | 406,000    | ▲03.84%  | [ 136 ] |
| 2016 | 70,513,000 | ▲02.94%  | 4,521,000    | ▲03.22%  | 412,000    | ▲01.48%  | [ 137 ] |
| 2017 | 72,866,000 | ▲03.36%  | 4,937,000    | ▲09.20%  | 421,000    | ▲02.18%  | [ 138 ] |
| 2018 | 74,672,000 | ▲02.50%  | 5,121,000    | ▲0 3.73% | 428,000    | ▲01.66%  | [ 139 ] |
| 2019 | 71,543,000 | ▼04.22%  | 4,809,000    | ▼06.09%  | 420,000    | ▼01.87%  | [ 140 ] |
| 2020 | 8,836,000  | ▼87.65%  | 4,468,000    | ▼07.09%  | 161,000    | ▼61.67%  | [ 141 ] |
| 2021 | 1,351,000  | ▼84.72%  | 5,025,000    | ▲12.47%  | 145,000    | ▼09.94%  | [ 142 ] |
| 2022 | 5,656,000  | ▲318.40% | 4,199,000    | ▼16.44%  | 139,000    | ▼04.14%  | [ 143 ] |
| 2023 | 39,491,000 | ▲598.74% | 4,330,000    | ▲03.12%  | 276,000    | ▲98.56%  | [ 144 ] |
| 2024 | 53,055,000 | ▲34.35%  | 4,938,000    | ▲14.04%  | 363,000    | ▲31.52%  | [ 3 ]   |

## 殊榮
香港國際機場曾經於2001年至2012年一直躋身Skytrax全球機場排名三甲，其中八度被評為「全球最佳機場」。2019年更拿下全球首個IATA CEIV Fresh認可合作夥伴機場，表示香港國際機場擁有嚴格的溫控貨運流程中提供高效的專業設施及服務，在運送及處理鮮活貨物方面達到國際認可標準的卓越能力。
直至在2020年初爆發2019冠狀病毒病疫情後，香港特區政府規定來港的旅客及香港居民都要強制隔離14至21天，又設立航班熔斷機制，更一度禁止部分國家的客機抵港。隨疫情在國際轉趨緩和，全球大部分國家及亞太大部分地區都在2022年初撤銷妨礙航班正常運作的政策，但香港政府持續實施多種限制，窒礙航班正常運作，導致香港空運成本無法降低並喪失競爭力。長時間的禁飛及嚴酷的隔離政策被指對香港的航空樞紐地位造成嚴重打擊，在2022年首季抵港的國際客運航班日均少於20班，國際航班數量比中非國家剛果的金沙薩機場更少。2022年6月公佈的Skytrax全球機場排名，曾經有多年位居前列的香港國際機場跌出全球十佳，跌至排第20名，於2023年更跌至第33名。
2024年4月公布的Skytrax排名則顯示，在所有疫情隔離措施解除後，香港國際機場的排名則由2023年的第33位，大幅回升至第11名，在2025年後更回復至第6名，重回全球十佳機場之一。

### 最佳機場榮譽列表
- 全球最佳機場——英國獨立航空調查機構－Skytrax（2001年至2005年、2007至2008年、2011年）
- Critics' Choice Award——美國旅遊雜誌《旅遊及怡閑》（Travel + Leisure）（1999年1月）
- 新聞從業員之選（Journalists' Choice）獎項——旅遊刊物出版商OAG Worldwide（1999年1月）
- 全球最佳機場之——英國旅遊雜誌《旅行者（英语：Condé Nast Traveller）》（1999年10月號刊載）
- 亞洲最佳機場——《亞洲新聞》（Asiaweek）（2000年）
- 亞太區最佳機場——牙買加蒙特哥貝第七屆世界旅遊獎（World Travel Awards）（2000年）
- 最傑出貨運機場——英國航空貨運雜誌《Air Cargo News》（2002年至2003年）
- 國際航空運輸協會金鷹獎——國際航空運輸協會（2002年）
- 全球最佳機場——國際著名旅遊業刊物出版機構－Travel Trade Gazette（2003至今）
  - 由於連續十年獲得同一獎項，香港國際機場於2013年獲得「旅遊名人堂」殊榮[150]。
- 全球最佳機場特別嘉許獎——國際航空運輸協會（2004年）（為表揚機場在2003年非典型肺炎爆發前後提供的卓越服務。）
- 全球最佳機場——國際航空運輸協會及國際機場協會舉辦的意見調查頒獎禮－AETRA（2004年）
- 最便捷貨運機場——亞太航空貨運協會（2005年）
- 全球最佳機場（年客運量逾4,000萬人次的機場類別）——國際機場協會（2007年）
- 亞太區機場效率昭著獎——航空運輸學會（2007年）
- 最佳國際機場——英國旅遊雜誌（2007年）
- 卓越機場名錄優異大獎——國際機場協會（2011年）
- 中國最佳機場——《商旅》（2011年）[151]
- 中國最佳機場——《商旅》（2018）
- 亞洲最佳機場——Monocle（2018）
- 年度最佳機場——International Airport Review（2018）
- 全球最佳機場餐飲服務——Skytrax（2019）
- 年度貨運航空公司大獎——《Air Cargo News》（2019）
- 亞洲最佳機場——世界旅遊獎（2023）[152]
- 中國最佳機場——世界旅遊獎（2023）[152]

### 建築獎項列表
- 二十世紀十大建築成就獎——美國1999建築博覽會（1999年）[153]
- 香港建築師學會銀牌獎——香港建築師學會（1998年）
- 倫敦1999年結構鋼材設計大獎——英國結構鋼材協會、鋼材建築研究所及英國鋼鐵公司
- 亞太區機場最具效率獎——2010航空運輸學會世界會議（2007至2010年）[154]
- 全球十大友善機場——旅遊網站阿瑪迪斯（Amadeus）[155][156]
- 「世界機場大獎」6000萬以上客運量分組第2名——Skytrax（2017年）
- 世界最整潔機場第7名——Skytrax（2017年）
- 最佳機場證照查驗第2名——Skytrax（2017年）

## 流行文化

### 電台節目
- 2023年：香港商業電台叱咤903節目《西加航空-候機直播室》

### 電視節目
- 無綫電視翡翠台：《衝上雲霄》（2003年）、《衝上雲霄II》（2013年）、《機場特警》（2019年）、《飛常日誌》（2024年）
- 港台電視31：《天空之城》（2004年）
- ViuTV：《膠戰S3》（2023年）
- 韓國Channel A：《搭飛機去》（2019年）

### 電影
- 《拆弹专家2》：2020年上映的香港電影，由邱禮濤執導，劉德華投資監製兼領銜主演。電影開頭以香港國際機場被炸毀來展示核彈「Davy Crockett」的威力。

### 動畫
- 《灼眼的夏娜Ⅲ》：2011年的日本动画，第16集的主要劇情在香港國際機場發生。該集相當準確地還原了一號客運大樓的内外，包括大樓的室内設計，“沙田精神號”，以及一幕機場夜景的空拍畫面。

### 郵票
- 1998年機場啟用時，香港郵政發行了一套以新機場為主題的纪念邮票，圖案包括機場内外設施及青馬大橋和機場鐵路。同時亦另外發行了一張啟德機場圖案的五元紀念郵票，以紀念舊機場的關閉[157]。
- 香港國際機場一號客運大樓部分外貌被用於1999年香港通用郵票面值50港元郵票及2025年香港通用郵票面值5.4港元郵票的圖案。
- 2017年，為紀念香港回歸20周年，中国邮政與香港郵政聯合發行一套紀念郵票[158]。當中1.5元（人民币）郵票的主題為“紫荊追夢”，圖案包含一號客運大樓在内的4個特色建築物[159]。

## 嚴重意外
- 1999年8月22日：一架麦道MD-11执飞中華航空642号班機时在受颱風森姆吹襲，天文台懸掛八號烈風或暴風信號之下降落南跑道（07R/25L）時翻側，機身仰臥在草坪，右機翼折斷並發生火警，事件造成3死210人受傷。民航處調查報告指出事件為正副機師操作失誤所造成。
- 2006年8月3日：颱風派比安吹襲。當日天文台無發出八號烈風或暴風信號，但由於機場上空陣風和風切變強勁，引致香港國際機場出現混亂。8月3日全日有超過620班航機受影響，包括158班航機延誤，303班航機取消及99班航機需轉飛其他地區，影響旅客達110,000人次。成為香港國際機場啟用以來影響最大的事故。至8月6日，機場運作才回復正常。
- 2006年10月10日：機場航空公司登機電腦系統在清晨5時發生故障，所有航班需改由人手辦理登機手續，而航班資料顯示屏幕亦未能顯示資料，令旅客需花更長時間辦理登機手續，機場快綫香港站及九龍站則全日停辦登機手續，受影響航班共有47班。
- 2008年6月7日：機場對外連接道路北大嶼山公路和翔東路，近東涌映灣園的一段由於暴雨引致山泥傾瀉和嚴重水浸而中斷達10小時，期間旅客只能乘坐機場快綫或乘搭接駁巴士經東涌轉乘東涌綫進出機場[160]。
- 2010年4月13日：型號為空中巴士A330-300的國泰航空780号班機由印尼泗水飛往香港途中因燃料受污染導致引擎故障，在下午1時45分於北面跑道（07L/25R）緊急降落時，6個輪胎爆裂並著火，8人受傷。
- 2013年4月7日：傍晚6時04分，國泰航空一班往日本名古屋的532号班机在停機坪上客後，橋上一名51歲操作員將登機橋離開航機機身以退後及縮回時，登機橋突然猛烈搖晃，繼而底部的零件突然鬆脫，兩秒後，其中一條登機橋突然倒塌向左翻側倒塌，並且撞向連接商務艙的登機橋及扯脫機門，兩道登機橋連帶操作員一同塌下，操作員意外墮地被困，機場特警人員率先到場，拯救出被登機橋壓倒被困的操作員[161]，並且即場為其急救[162][163][164][165]。是次為香港國際機場啟用以來首宗登機橋倒塌事故。到2017年，勞工處票控機場管理局及負責保養的怡和機器有限公司一項「沒有確保作業裝置安全」罪，兩名被告均否認控罪。經審訊後，機管局被裁定罪成並罰款12萬港元；怡和則脫罪。[166]
- 2017年5月24日：中国东方航空765號班機，一架空中客车A321在降落香港國際機場時滑出跑道，鏟入草坪，前輪及一後輪觸及草地，機場方面一度封閉北跑道，香港民航處列「嚴重事故」。[167][168][169]
- 2019年9月29日：香港航空707號班機，型號為空中巴士A330-200客機，雙液壓系統失效緊急折返，降落在南跑道上，第5號輪胎爆裂，南跑道隨後關閉約1小時45分鐘。[170]
- 2021年7月20日中午，一架型號為波音747-8F型貨機的聯合包裹服務航空（UPS）3號班機，起飛後折返。飛機着陸後，一號發動機起火，期間無人受傷。香港民航處列為「嚴重事故」。[171][172]
- 2023年9月4日晚上9時許，機場中場客運廊的登機橋懷疑因油壓系統問題傾倒，事件中無人受傷。[173]
- 2024年2月6日凌晨，香港國際機場发生一宗交通事故，导致一名34歲机场地勤當場死亡。消息指，当时该作業人員坐在拖車車尾跟车，拖車正在拖行大灣區航空一架飛機，但在途中疑似从拖车上跌落並被飛機輾過[174]。而駕駛車輛的60歲司機因涉嫌危險駕駛引致他人死亡被捕。[175]
- 2024年6月17日：亞特拉斯航空4304號班機，型號為波音747-400F型貨機，緊急折返降落時爆胎而停留於機場北跑道上，由於貨機的油壓系統故障，所以在跑道上處理時間較長。北跑道由上午7時12分起無法運作，直至下午3時45分重開，其間機場以單跑道運作。受事故影響，由上午7時至下午3時，186班航班延誤。[176]

## 爭議

### 環境影響
香港國際機場對民居的環境影響較搬遷前的啟德機場為低，現時的飛行航道經過青衣、荃灣、葵涌及沙田一帶，飛行高度較啟德機場時期為高。舊啟德機場飛機升降時亦會經過鰂魚涌上空，但通常只會在雲層較低時才會對該地造成聲音污染。2009年機場管理局與中國大陸部門改善了香港空域的專用航道，來自歐洲等西面的航班能縮短降落時間，航機會在近青衣上空轉向，減少了對荃灣、葵涌一帶噪音影響。
香港國際機場在興建時的大型填海造地工程亦有破壞原有的海洋生態，最為令人關注的是經常出沒於大嶼山北部海域的中華白海豚。而由於赤鱲角在工程中被夷為平地，島上的歷史文物及自然生態雖然經過搶救及遷移，但亦無法重建其原貌。為了補償所造成的破壞，機場管理局自1996年起一直資助沙洲及龍鼓洲海岸公園，並且於2006年在機場南端東岸路設立古窯公園，當中介紹古窯歷史和展示10多個當地出土的元代鑄爐。
機場的興建與使用亦造成北大嶼山的急速發展，威脅到該處原有的野生自然生態。

#### 政府後續動作
2012年5月，機場管理局宣佈希望將香港國際機場打造成為世界第一的環保機場。為了令到香港國際機場成為全球最環保的機場，機場管理局施展了5招節省用電方法，包括進行製冷系統提升工程、增加溫度及光度感應器、引入環境保護發光二極管照明系統，以及在數年前引進电动车等，至同年9月增加至37部，成為香港最大型的電動車車隊。
製冷系統提升工程
一號及二號客運大樓的耗電量中最高的項目是空氣調節系統，佔了總耗電量的52％。亦有旅客向機場管理局反映個別位置比較熱或者比較冷，故此機場管理局於2010年5月開始，為一號及二號客運大樓進行製冷系統提升工程，期望能夠減少冷氣每年所耗用的逾2億度電。工程為期1年7個月，耗資近2,000萬港元，工程主要是將二號客運大樓的製冷系統中的一台中型冷水機移動至一號客運大樓的製冷系統（調動冷水機工程為機場管理局自創），以及將一號及二號客運大樓的製冷系統與鄰近的寫字樓和機鐵站打通，使每年可以節省500萬度電，相等於逾1,100個4人家庭1年的耗電量。
溫度及光度感應器
機場管理局透過增加溫度及光線感應器的數目，加強有效率地控制室內的溫度和照明系統，希望能夠在有需要的地方加強冷風之餘，亦能夠盡量採用自然光。
更換燈膽為發光二極管
於2010年，機場管理局耗資1,000萬港元，將兩個客運大樓及地面運輸中心合共1.6萬個，佔總數約12%的電燈膽換成LED燈，於2013年度以前將幅度增至60%，屆時每年可以節省1,400萬度電，相當於7,600公噸的碳排放。至2014年年底前，將會完成更換逾10萬個照明裝置為發光二極管。
禁止使用輔助動力裝置
2012年5月，機場管理局承諾致力將香港國際機場建造成為全世界最為保護環境的飛機場，管理局主席張建東表示，於2014年將會禁止飛機在停泊期間使用輔助動力裝置，屆時所有飛機將會使用固定的地面供電系統和預調空氣系統。
電動車輛限制
2013年年中開始，機場禁區區內所有新增的車輛都必須是電動車；於2017年年底前，機場禁區內將會全面使用電動房車。機場管理局將會斥資4,000萬港元，分階段安裝及設備更多的充電站。
電動代步車
由於香港國際機場的樓面面積龐大，清潔工人每次需要花費至少45分鐘，才能夠完成一次繞場一周的基本清潔步驟。2011年底，機場管理局耗資30至40萬港元向中國生產商購買50部電動代步車，用以提升清潔職員的效率及減少疲勞問題。引入電動代步車後，清潔工人繞場一周的時間大大縮短至25分鐘，大大地提升了清潔效率。電動代步車於2012年2月投入服務。
每部電動代步車每充電4小時可以行駛3小時，為了配合於客運大樓內使用，車輛被改裝成為每小時限制速度至最高8公里，行駛期間會發出聲響以提示途人。員工在操作前必須接受相關的訓練及考核，包括筆試及路試，以保障員工及公眾的安全。機場管理局表示，會檢討視察成效。在2017年6月的下一階段計劃推廣至值勤主任使用。
廢物利用
機場管理局於2012年年內將廢水處理能力增加至每日6,000立方米，相等於7,000個4人家庭的每日平均用水淨化再用。此外，亦會加強飛行區域內的廢物處理站的廢物循環再造分類工作，並且與機場島上所有租戶合作，目標是於10年內，在合乎衛生的情況下，將機場內所有廢物循環再造，進行分類及回收。

### 機場商戶物價
2018年1月，商業電台及無綫新聞發現，自2004年雖機管局推出市區價格保障機制，保證機場貨價不高於該零售商的市區分店，不過大多遊客不知此條款。傳媒比較下發現，機場物價往往比市區分店貴數元至幾十元不等。機管局回覆指，會定期調查零售商戶及食肆價格，但歷年有多少商舖違規等資料則不便透露。消委會總幹事黃鳳嫺認為，機管局隱藏掩飾機制，未有告訴消費者不是一件好事，促商戶遵守市區價格保障條款，機管局亦要更頻密巡查。

### 反修例活動影響

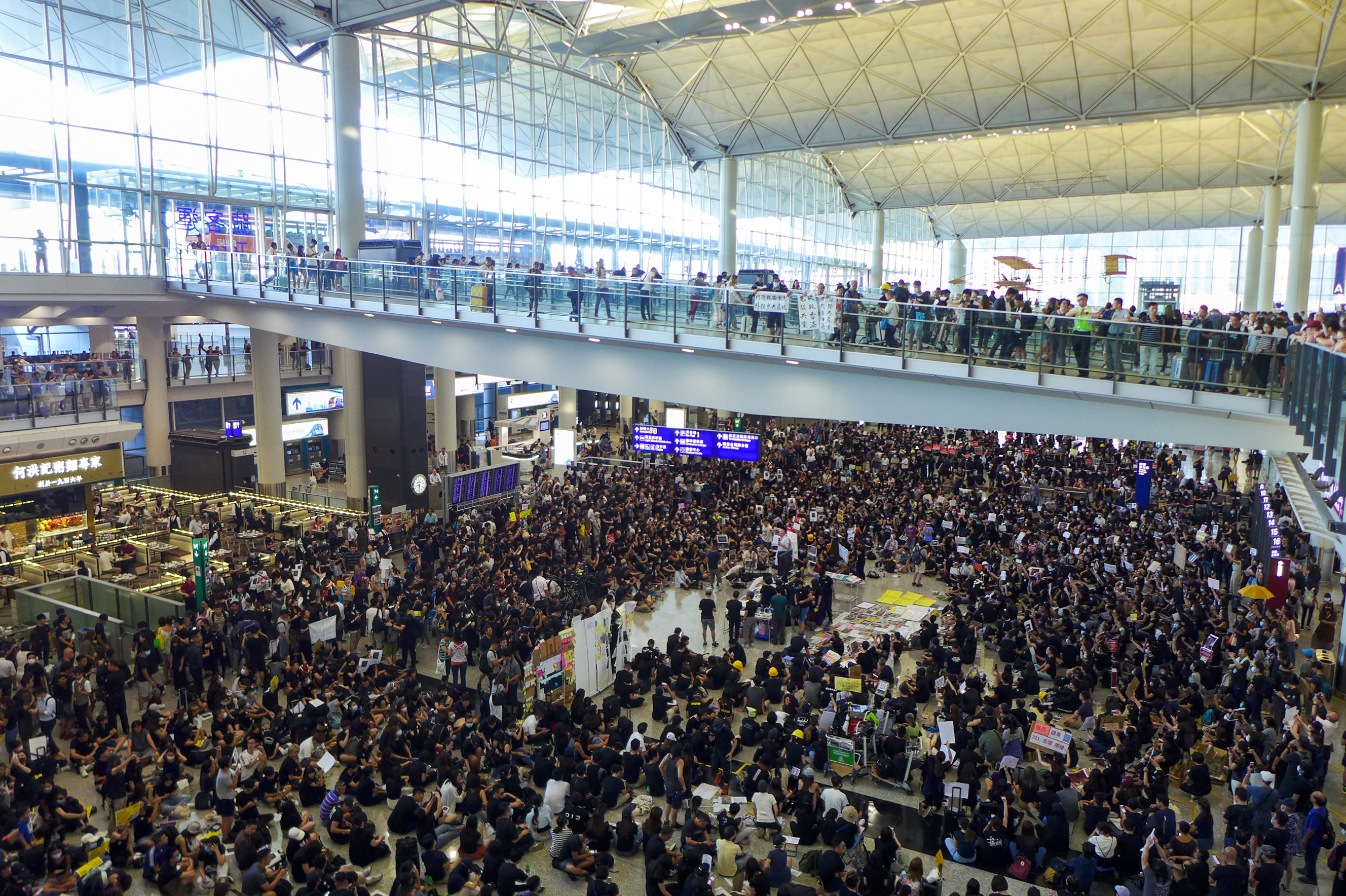
7月26日，一群「在機場任職的市民」發起在香港國際機場一號客運大樓接機大堂舉行「和你飛」集會，大堂接近坐滿

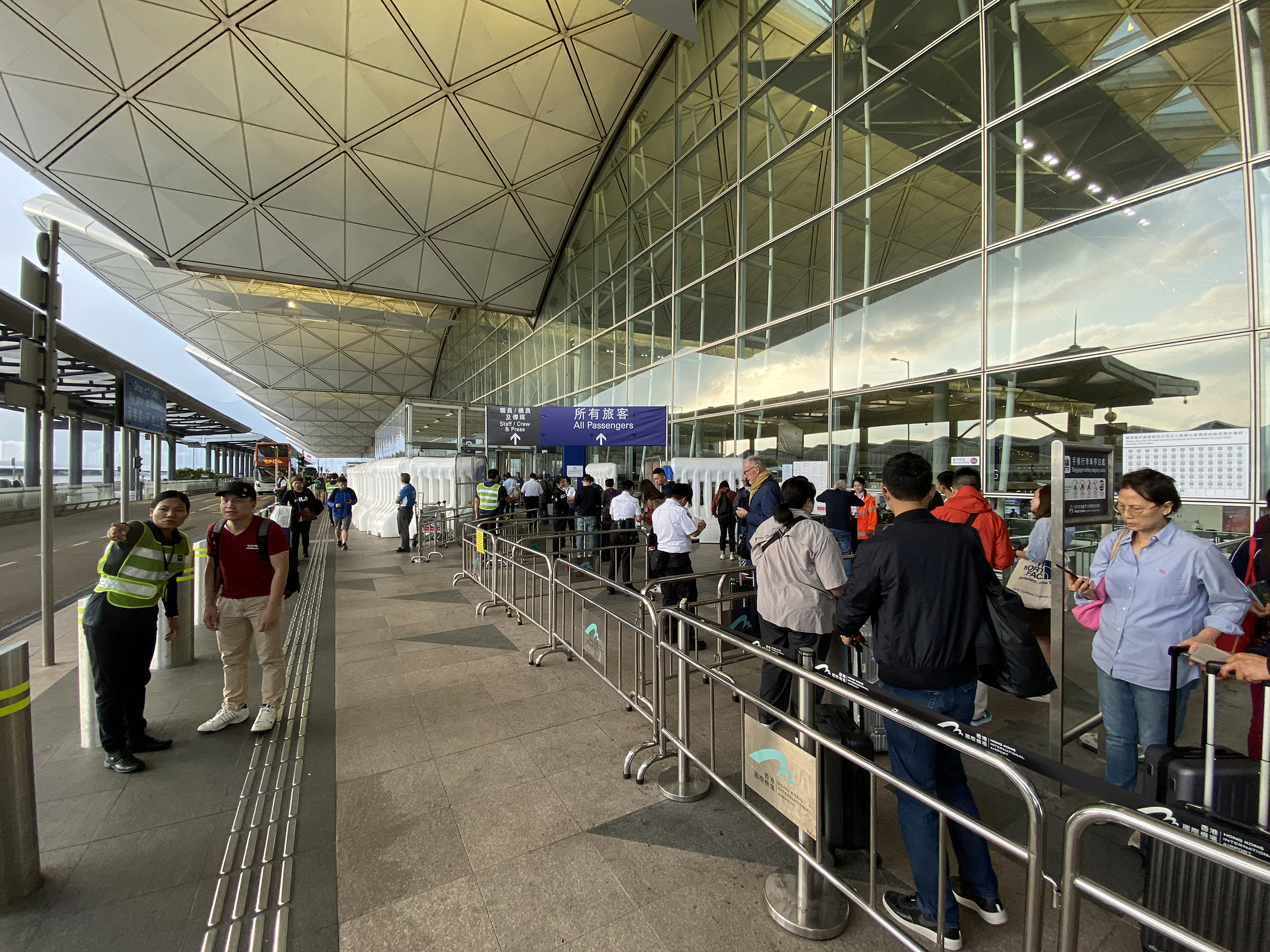
由2019年8月15日開始，機管局在主要出入口增設水馬，一號及四號停車場亦關閉。進入機場客運大樓的人士需要向保安出示護照、機票或登機證等文件

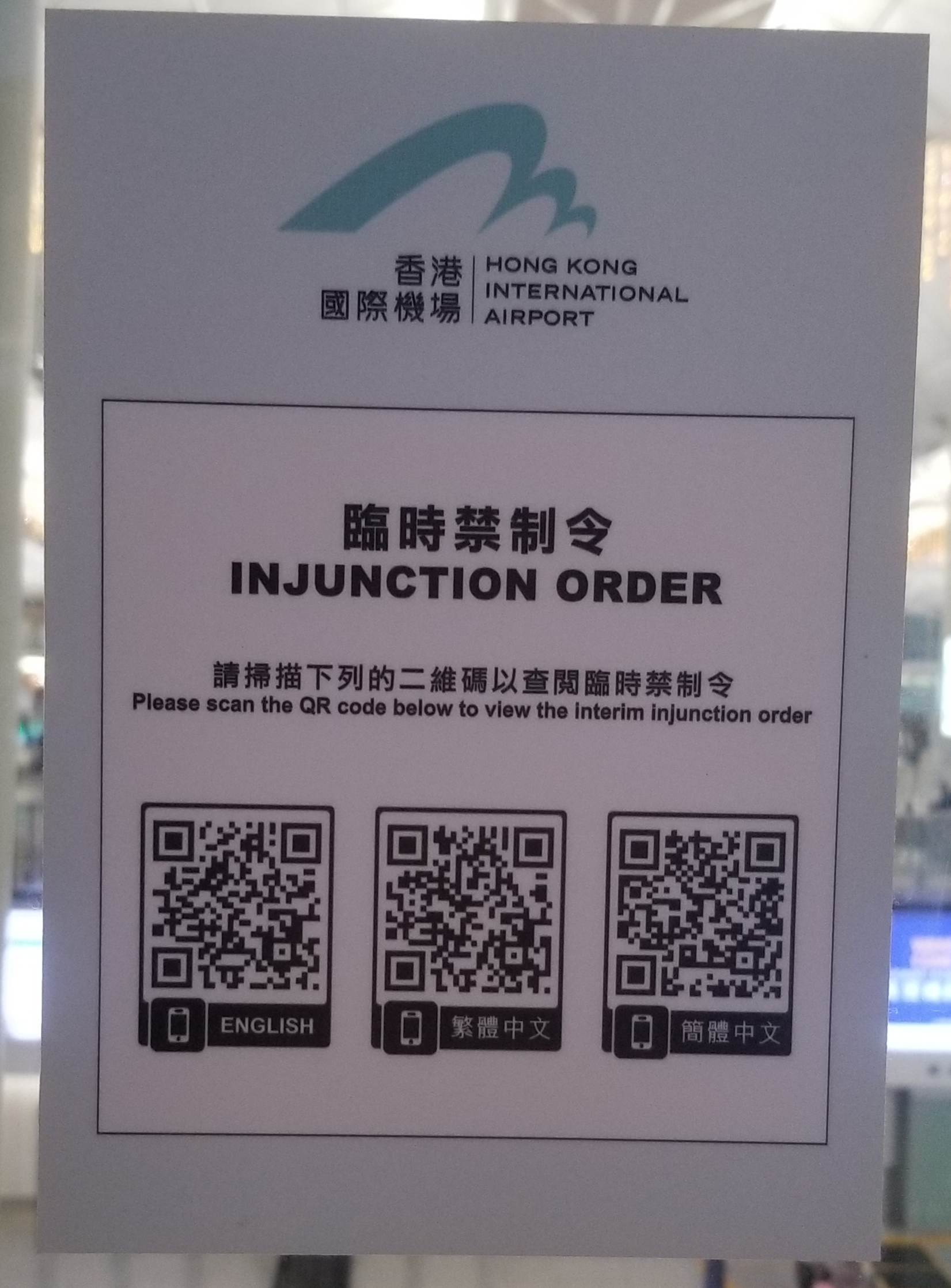
2024年，臨時禁制令已改為二維碼方式顯示，旅客可掃描二維碼以顯示對應語言的臨時禁制令

在2019年7月26日，少部分機場任職的人士和大量示威者在香港國際機場一號客運大樓舉行「和你飛」集會，抗議政府未有撤回《逃犯條例》修訂、不滿警方在7月21日反修例遊行的暴力清場手法，以及元朗暴力事件未有及時作出行動等訴求，呼籲國際社會關注事件。其後到8月5日全民罷工日最少有3000名機場工作人員響應，全日合共有最少200班機需要取消。
8月9日至8月11日，網民發起「萬人接機」行動，在機場透過靜坐和向旅客發放傳單等方式向旅客宣傳反修例。機管局罕有地針對集會時間實施管制，集會期間只准許持有登機證或機票旅客進出離境大堂的旅客登記行段。
在8月12日下午，近萬名示威者因爆眼少女案響應集會前往機場，接機和離港大堂未能承受人潮。往返機場交通不勝負荷，更一度完全癱瘓，部份示威者及旅客選擇徒步進入機場，至於限制進出離境大堂的措施則繼續生效。機管局稱運作嚴重受阻，下午3時半宣布晚上6時起限制飛機升降量。4時30分更宣布除已完成登機程序的離港航班及正前往香港的抵港航班外，當日其餘所有航班全部取消，是機場啟用21年來首次。在8月13日亦有不少示威者響應集會，到下午2時，部分激進示威者成功衝破機管局臨時封鎖線，前往離境大堂靜坐抗議，阻礙旅客進入禁區，旅客需職員協助才能進入。另有激進示威者到二號客運大樓利用行李車阻礙往離境禁區的通道，引起部分旅客鼓譟。在下午4時半，機管局宣稱客運大樓運作嚴重受阻，所有航班登機服務暫停；至5時15分宣布所有離港航班取消，促旅客盡快離開。有離港航班照常起飛。受連續兩天示威影響，機場兩日發生不同程度的停運，兩日合共有979班機取消。
機管局在8月13日晚上向法庭申請臨時禁制令，在8月14日得到法庭批准，下午2時開始執行，禁止任何人在整個機場範圍內非法阻礙或干擾機場運作，而市民只限制在接機大堂指定範圍內「合法和平集會」。但允許機管局可以重新編劃、取消或縮小相關的示威區域。而進入機場客運大樓的人士需要向保安出示護照、機票或登機證等文件。由8月15日開始，機管局在主要出入口增設水馬，一號及四號停車場亦關閉。機管局亦呼籲送機及接機人士勿前往機場。有在場市民對有關安排表示鼓譟，批評「為何香港市民不能自由進入機場」。而數十名示威者曾繼續留守機場內示威區，但最後亦被機管局職員以「涉遊蕩」、機場無劃出示威區和附例寫明「職員有權利阻止市民進入」為由，要求市民離開。此外，機管局也在所有港鐵東涌綫及機場快綫車站貼上客運大樓進出管制安排的告示。
2020年11月18日，機管局調整進出管制安排，恢復為市民可自由出入客運大樓，但仍禁止非正常使用機場之人士出入，而臨時禁制令亦仍生效。為配合最新的進出管制安排，機場主要出入口的水馬已經被移除，所有入口均裝有可伸縮的電閘，而出入口的保安人手亦已大幅減少，僅在有需要時才會要求出示護照、機票或登機證等文件。而現時機場出入口已沒有保安駐守，臨時禁制令也改為二維碼形式顯示。

#### 疑似便衣警察監視機場赴英旅客
香港立法會前議員梁頌恆稱到機場離境時發現自己被形跡可疑的人士跟蹤。2021年1月中，香港Youtuber「煮家男人」Bob叔發布於去年12月前往時英國在機場拍攝的短片，片段亦可見到數名可疑人士，兩手空空的疑似便衣警員於客運大樓出入口及在英國航班登機閘口等位置監視乘客。Bob叔形容「香港與平壤看齊」，而不少網民留言稱感到不安，表示近幾個月的機場閘口有大量警察聚集，擔心會對香港國際機場的聲譽有所影響。東區區議員李予信指《港區國安法》實施下，除了政治人物外，普通市民都會有被跟蹤或監視的風險，會對香港形構成負面影響。自由亚洲电台曾經就此向香港警務處查詢，香港警方回應稱不評論行動部署細節。

### 2019冠狀病毒病影響

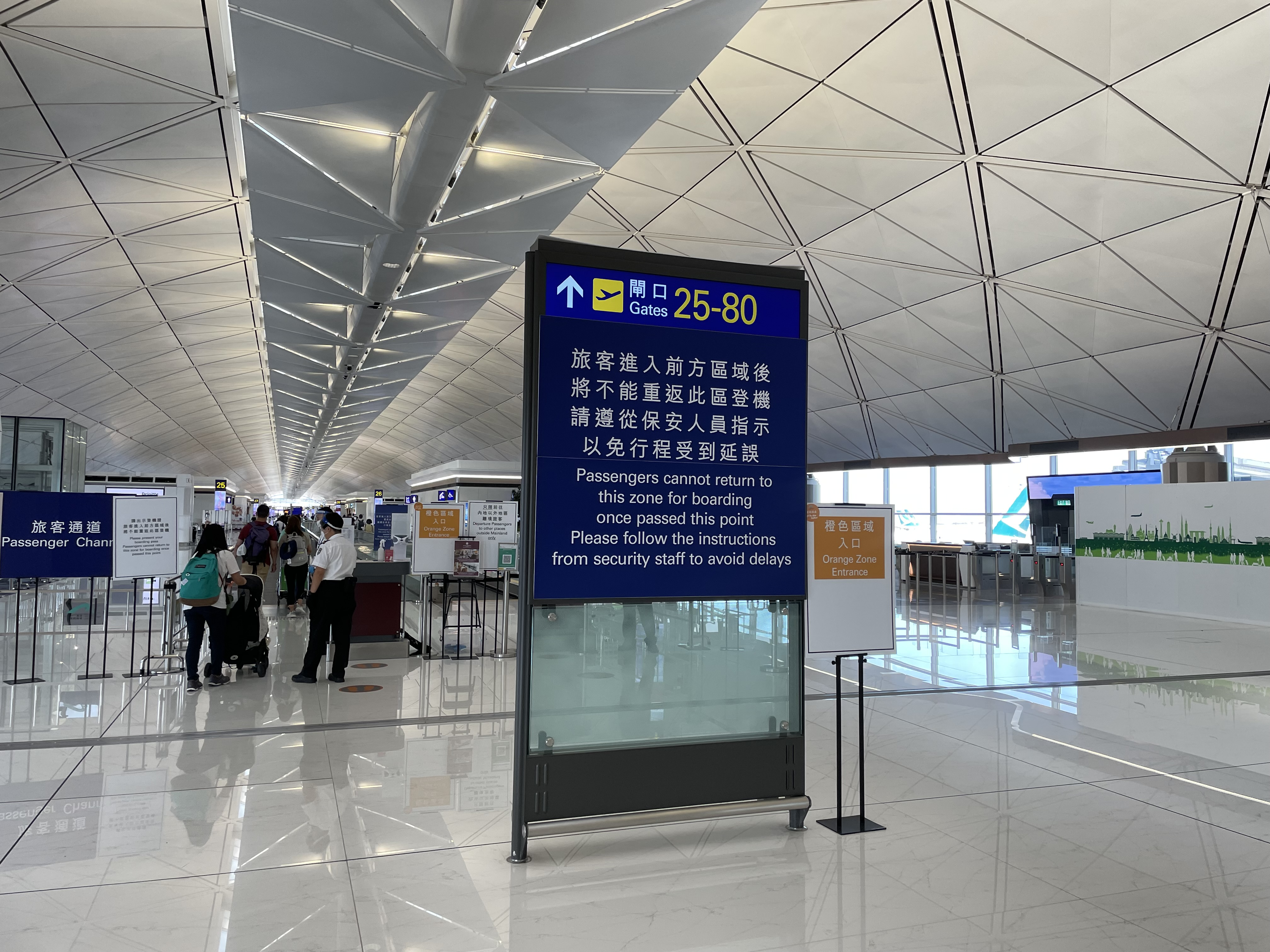
2021年11月15日至2023年1月7日間，一號客運大樓將處理內地航班的區域劃為綠區，其餘航班則為橙區，從而分隔有關職員及旅客

香港特區政府跟隨中國大陸進行動態清零，不但未能控制疫情，卻導致來往香港的國際航班近乎「清零」。
2020年6月，正值新冠肺炎疫情，一名到英國探親後由英國來港、欲回珠海的劉姓內地老婦滯留香港機場，15天來只可睡在地上，靠陌生人買飯給她充飢。她持有中国身份证及中國護照，是中國公民，欲回去內地，卻被三方所拒，多路不通：簽證到期無法飛回英國；本港不准非居民入境；無法轉機到內地。她的簽證只有7天，無法在港強制隔離14天。她被要求返回英國，但其英國簽證已經到期，身上的錢亦不多。據了解，她堅持要轉機回內地。劉在微信帖文說：「我要求香港機場把我『押送』回珠港澳大巴上也不行，我要求轉一個航班飛往內地任何一個機場也不行。」她稱曾向中聯辦求助，但亦不得要領，「他們的回答是：一国两制，港人治港，我們不好插手。」
香港醫學會傳染病顧問委員會主席梁子超醫生批評當局處理方式增加機場內的交叉感染風險，建議政府重新檢討轉機的政策，呼籲政府考慮限制高風險地區人士在港轉機，若未能解決現行轉機問題，應暫停所有轉機服務。
獨立股評人大衛·韋伯的統計顯示香港國際機場在2022年年初不足100班客機抵港，2月香港第五波疫情大爆發后減至一天30至50班機。港府在2022年4月1日撤銷對歐美及澳洲的禁飛令，並把來港人士的隔離檢疫期由14天縮短至7天，卻未能扭轉來往香港航班持續下跌的頹勢，出現一天只有14班客機抵港，而且全部是東南亞及中國大陸的短途航班，更有部分日子沒有任何來自歐美及澳洲等地的航班，長途航班達致「清零」狀態。國際航空運輸協會（IATA）總幹事Willie Walsh在2022年4月初指出香港已喪失國際航空樞紐地位，形同在地圖上消失，他表示全球大部分地區的客運及貨運已經復甦，但香港的嚴苛防疫政策嚴重阻礙香港航班的復常，例如抵港強制隔離7天已令到有意訪港的旅客卻步，而航班熔斷機制嚴重干擾航空公司的航班運作，許多航空公司寧願取消來往香港的航班；因為世界上大部分地區都已撤銷各種阻礙航班正常運作的政策，所以很多航空公司索性不復飛來往香港的航班或撤出香港航點；他還指出如果某個地方仍然試圖阻擋病毒入境，而不是管理疫情，將會錯過國際航空業復甦所帶來的巨大經濟及社會益處。香港中文大學航空政策研究中心高級顧問羅祥國表示，香港防疫措施仍相對其他地方嚴厲，不會有商務人士接受強制隔離7天來香港開會，寧願改在不需隔離及沒有航班熔斷機制的新加坡開會，現時來港的商務客及消閒旅客已接近消失，而且航空公司一旦撤出香港或將航班改到其他地區運作，日後香港即使撤銷限制也不會輕易返回香港或在香港重設航點，呼籲香港特區政府不要「自己呃自己」，盡快修訂政策和國際接軌，可是儘管政府自己委任的疫控專家顧問均表示香港已在疫情中建立起社區免疫屏障，香港具備取消熔斷機制及大幅放寬隔離政策的國際通關條件，但政府在6月仍拒絕聽從專家顧問的建議撤銷阻礙航班正常運作的措施，不但導致香港航空業失去跟隨全球航空業復甦的機會，連帶與航空關係密切的旅遊、會展及物流等本地行業亦未能得到提振。
對於有人宣稱香港一旦恢復國際通關，航空樞紐的地位及排名便會回來，中大商學院講師李兆波在6月30日稱不要以為這是必然的。李表示旅客因為香港的防疫政策造成諸多不便而去了其他機場，當選擇多了，便不一定要選擇香港，旅客也可能去過其他機場後感到更難以忘懷，再者香港因為封控政策而失去的聯繫，不一定可在短時間內再建立，有些聯繫甚至一去不返，而香港機場的聯繫多寡又與接駁及開拓新城市的航線相關，當聯繫減少了也會影響到香港機場的接駁功能，所以持續的強制隔離及熔斷措施顯然會導致香港失去聯繫能力及影響長遠競爭力。

### 引用
1. ↑  .   [2015-05-10]. （原始内容存档于2015-05-12）. （页面存档备份，存于）
2. ↑   (PDF). 航空情報管理中心: 15. 2025-08-07 （英语）.
3. 1 2   (PDF). 香港國際機場.   [2025-04-10] （英语）.
4. ↑  鍾雅宜. . 太陽報. 2014-03-17  [2025-04-15]. （原始内容存档于2015-04-02） （中文（香港））.
5. ↑  . 香港國際機場.   [2023-08-05]. （原始内容存档于2023-08-05） （中文（香港））.
6. ↑   (PDF). Port Authority of New York and New Jersey. 2017-04-28  [2017-12-14]. （原始内容 (PDF)存档于2021-05-05） （英语）.
7. ↑  . Skytrax.   [2025-04-15]. （原始内容存档于2020-07-27） （英国英语）.
8. ↑  . 星島日報. 2012-10-07  [2020-06-25]. （原始内容存档于2019-12-14） （中文（香港））.
9. ↑  . 明報. 2012-10-07  [2017-06-08]. （原始内容存档于2013-03-14） （中文（香港））.
10. ↑  . 中評社. 2010-11-18  [2010-11-23]. （原始内容存档于2010-11-22） （中文（繁體））.
11. ↑  . 東方日報. 2022-01-27  [2023-04-18]. （原始内容存档于2023-04-26） （中文（香港））.
12. 1 2  . 明報新聞網. 2023-03-17  [2023-04-18]. （原始内容存档于2023-04-26） （中文（香港））.
13. ↑  . am730. 2023-03-16  [2023-04-18]. （原始内容存档于2023-04-26） （中文（香港））.
14. 1 2  . Yahoo News. 2024-04-18  [2024-04-19]. （原始内容存档于2024-05-02） （中文（香港））.
15. 1 2  Marcus, Lilit. . CNN. 2024-04-18  [2024-04-18]. （原始内容存档于2024-05-03） （英语）.
16. ↑  「新機場核心計劃」《香港年報1995》，頁249
17. ↑  . 香港經濟日報. 2018-12-10  [2025-04-18]. （原始内容存档于2022-07-20） （中文（香港））.
18. ↑  . 大公報. 1990-05-13: 8  [2025-04-18] （中文（香港））.
19. ↑  . 橙新聞. 2022-10-26  [2025-01-06].
20. ↑  李慧菊. . 遠見. 1994-02-15  [2023-10-31]. （原始内容存档于2023-10-31） （中文（繁體））.
21. ↑  . 華僑日報. 1991-07-05: 1  [2025-04-28] （中文（香港））.
22. ↑  . 大公報. 1991-07-05: 1  [2025-04-18].
23. 1 2  . 香港機場核心計劃網頁.   [2024-05-07]. （原始内容存档于2024-12-24） （中文（香港））.
24. ↑  . 政府飛行服務隊.   [2024-05-07]. （原始内容存档于2024-05-07） （中文（香港））.
25. ↑  . 香港國際機場. （原始内容存档于2018-05-15） （中文（香港））.
26. ↑  . 大公文匯. 2022-06-02  [2024-05-07]. （原始内容存档于2023-12-27） （中文（香港））.
27. ↑  . 中華電視. 1998-05-03  [2024-05-07] （中文（臺灣））.
28. ↑  . 香港機場核心計劃.   [2007-09-15]. （原始内容存档于2007-08-24） （中文（香港））.
29. ↑  林錦源.  (PDF). 當代史學. 1999-10, 2 (4): 5-10  [2025-04-18].
30. ↑  . 香港地方志中心.   [2024-05-07]. （原始内容存档于2024-05-08） （中文（香港））.
31. 1 2 3 4 5   (新闻稿). 香港政府新聞公報. 1998-07-02  [2024-05-07] （中文（香港））.
32. ↑  . 中国网. 1998-07-03. （原始内容存档于2009-05-18） （中文（中国大陆））.
33. 1 2  . 港識多史. 2023-07-23  [2024-05-07]. （原始内容存档于2024-09-08） （中文（香港））.
34. 1 2  Heard, Phil. . 國泰航空. 2017-07-28  [2024-05-07]. （原始内容存档于2024-06-20） （中文（香港））.
35. 1 2   (PDF). 民航處. 1999  [2024-05-06]. （原始内容存档 (PDF)于2024-06-11）.
36. ↑  . Flight Global. 1998-06-10  [2019-09-11]. （原始内容存档于2019-09-11） （英语）.
37. 1 2  Smith, Alison; Clarke, Rachel. . 南華早報. 1998-07-07  [2019-04-23]. （原始内容存档于2019-04-23） （英语）.
38. ↑  . Flight Global. 1998-07-15  [2019-09-11]. （原始内容存档于2019-09-11） （英语）.
39. ↑  . 國泰航空.   [2024-05-07]. （原始内容存档于2024-05-29） （中文（香港））.
40. ↑  Parwani, Audrey. . South China Morning Post. 1998-07-07  [2024-05-07]. （原始内容存档于2024-11-30） （英语）.
41. ↑  刘炳权. . 中国民用航空. 1998.
42. ↑  程延文. . 空中交通管理. 1998.
43. ↑   (PDF). 香港特別行政區政府. 1999-01 （中文（香港））.
44. ↑  . 立法會.   [2025-04-18]. （原始内容存档于2008-03-23） （中文（香港））.
45. ↑  . 香港申訴專員公署. 1999-01. （原始内容存档于2011-05-22） （中文（香港））.
46. ↑   (新闻稿). 香港政府新聞公報. 1999-05-26  [2025-04-18] （中文（香港））.
47. ↑   (新闻稿). 香港機場管理局. 2006-01-26  [2025-04-18] （中文（香港））.
48. ↑  「研究分析顯示，客運大樓的吞吐能力足以應付每年6,100萬人次的旅客量，但是客運大樓必須分階段進行所需的改善工程去配合需求。需要改善的工程包括離港旅客使用的設施（例如登記櫃位）、供抵港旅客使用的設施（例如電動扶梯），以及供公共交通和私家車輛使用的設施（例如公共汽車、跨境旅遊車及旅遊車輛的停車位及停候區。）」摘自《香港國際機場發展藍圖2020》
49. ↑  . 東方日報. 2012-02-04  [2025-04-18] （中文（香港））.
50. ↑  國泰獲新空運貨站專營權[]
51. ↑  . 星島日報. 2006-07-06  [2006-07-08]. （原始内容存档于2006-07-08） （中文（香港））.
52. ↑  . 香港電台. 2012-04-21  [2020-06-25]. （原始内容存档于2013-03-14） （中文（香港））.
53. ↑  . 星島日報. 2011-08-03  [2020-06-25]. （原始内容存档于2019-12-11） （中文（香港））.
54. ↑   http://hk.news.yahoo.com/article/080831/3/7zci.html. 缺少或|title=为空 (帮助)[永久]
55. ↑   (新闻稿). 香港機場管理局. 2011-06-02  [2011-07-17] （中文（香港））.
56. ↑  . 明報. 2015-11-27  [2025-04-18] （中文（香港））.
57. ↑   (新闻稿). 香港政府新聞公報. 2022-11-25  [2025-04-18] （中文（香港））.
58. ↑  . on.cc東網. 2019-11-21  [2019-11-21]. （原始内容存档于2020-02-05） （中文（香港））.
59. ↑   (新闻稿). 香港機場管理局. 2007-01-26  [2017-02-17] （中文（香港））.
60. ↑  . on.cc東網. 2022-11-01  [2022-11-01]. （原始内容存档于2022-11-01） （中文（香港））.
61. ↑  香港郵政（1998）《香港郵政－空郵服務邁向新紀元》
62. ↑  . 星島日報. 2016-08-02  [2018-12-26]. （原始内容存档于2016-08-04） （中文（香港））.
63. ↑  黃偉倫. . 香港01. 2018-12-25  [2018-12-26]. （原始内容存档于2018-12-27） （中文（香港））.
64. ↑  . on.cc東網. 2018-12-25  [2018-12-26]. （原始内容存档于2018-12-27） （中文（香港））.
65. ↑  何瑞芬. . 香港01. 2022-07-16  [2025-04-21]. （原始内容存档于2022-07-16） （中文（香港））.
66. ↑  . 民航處. 2023-05-05  [2024-04-30]. （原始内容存档于2018-10-09） （中文（香港））.
67. ↑  . 無綫新聞. 2022-07-08  [2025-04-21]. （原始内容存档于2024-06-17） （中文（香港））.
68. ↑   (PDF). HKATC. 2010-07-30  [2019-09-28]. （原始内容 (PDF)存档于2019-09-28） （英语）.
69. ↑  . 香港经济日报. 2022-02-21. （原始内容存档于20220-22-11） （中文（香港））.
70. ↑   (PDF). 空運牌照局. 2023-04-04.
71. ↑   (PDF). 空運牌照局. 2023-12-12.
72. ↑   (PDF). 空運牌照局. 2022-11-22.
73. ↑  . 空運牌照局. 2024-09-19.
74. ↑  . 香港01. 2024-11-28  [2025-04-21]. （原始内容存档于2024-11-29） （中文（香港））.
75. ↑  盧華安; 余坤東; 許書耕; 賴威伸; 符玉梅.  (PDF). 航運季刊. 2018, 27 (2): 47-71.
76. ↑  . 港生活.[永久]
77. ↑  . 香港經濟日報. 2022-12-01  [2022-12-18]. （原始内容存档于2022-12-18） （中文（香港））.
78. ↑  聶曉輝. . 香港文匯報. 2007-10-19  [2011-04-09]. （原始内容存档于2011-10-12） （中文（香港））.
79. ↑  . 入境事務處.   [2019-06-07]. （原始内容存档于2019-07-22） （中文（香港））.
80. ↑  . 入境事務處.   [2020-02-14]. （原始内容存档于2020-04-17） （中文（香港））.
81. ↑  . 香港海關.   [2019-07-22]. （原始内容存档于2019-05-20）.
82. 1 2   (PDF). 交通部民用航空局飛航服務總臺. 2016-08-29  [2024-04-30]. （原始内容存档 (PDF)于2024-04-30） （中文（臺灣））.
83. ↑  . 香港天文台.   [2025-04-21]. （原始内容存档于2020-04-24） （中文（香港））.
84. ↑  . 香港天文台.   [2025-04-21] （中文（香港））.
85. ↑  . 民航處. 2024-07-25  [2025-04-21]. （原始内容存档于2024-12-15） （中文（香港））.
86. ↑  . 民航處. 2023-08-31  [2025-04-21]. （原始内容存档于2024-06-05） （中文（香港））.
87. ↑   (新闻稿). 香港機場管理局. 2002-03-22  [2022-07-13] （中文（香港））.
88. ↑   (新闻稿). 香港機場管理局. 2014-04-17  [2022-07-13] （中文（香港））.
89. ↑   (新闻稿). 香港機場管理局. 2018-07-16  [2022-07-13] （中文（香港））.
90. ↑   (新闻稿). 香港機場管理局. 2024-05-14  [2024-11-26] （中文（香港））.
91. ↑  . 晴報. 2022-05-24  [2022-06-30] （中文（香港））.
92. ↑  . 香港國際機場.   [2025-04-21]. （原始内容存档于2018-03-27） （中文（香港））.
93. ↑  . 香港討論區. 2009-04-18  [2009-04-19]. （原始内容存档于2019-06-21） （中文（香港））.
94. ↑  麥志榮. . 蘋果日報. 2006-11-19  [2025-05-04]. （原始内容存档于2021-06-21） （中文（香港））.
95. ↑  . 香港國際機場.   [2018-12-13]. （原始内容存档于2018-12-16） （中文（香港））.
96. 1 2 3  Lam, Eunice. . 港生活. 2019-11-22  [2021-12-29]. （原始内容存档于2021-05-15） （中文（香港））.
97. ↑  . 香港國際機場.   [2025-04-21]. （原始内容存档于2020-02-05） （英语）.圖中在新二號客運大樓南面及北面均設一個停車場
98. ↑  . 蘋果日報. （原始内容存档于2019-05-28）.圖為2006年1月的停車場
99. ↑  潘嘉寶. . 香港01. 2017-12-11  [2021-12-29]. （原始内容存档于2021-05-15） （中文（香港））.
100. ↑  吳泳欣. . 力報. 2019-11-21  [2023-02-07]. （原始内容存档于2022-12-28） （中文（澳門））.
101. ↑  . 港珠澳大橋交通資訊. 交通事務局.   [2021-12-11]. （原始内容存档于2020-02-14） （中文（澳門））.
102. ↑  . 力報. 2023-03-18  [2023-03-18]. （原始内容存档于2023-03-29） （中文（澳門））.
103. ↑  黃偉倫. . 香港01. 2023-12-10  [2023-12-10].
104. ↑  . 香港國際機場.   [2019-11-28]. （原始内容存档于2019-11-28） （中文（香港））.
105. ↑  . 明報. 2012-01-22  [2012-01-25]. （原始内容存档于2012-07-16） （中文（香港））.
106. ↑  . 星島日報. 2012-12-24  [2025-04-15]. （原始内容存档于2013-03-14） （中文（香港））.
107. ↑  . 東方日報. 2012-12-25  [2025-04-15]. （原始内容存档于2016-03-04） （中文（香港））.
108. ↑  . 星島日報. 2013-01-13  [2025-04-15]. （原始内容存档于2019-12-08） （中文（香港））.
109. ↑  . 香港電台. 2013-01-13  [2020-06-25]. （原始内容存档于2013-03-14） （中文（香港））.
110. ↑  . 香港電台. 2013-03-30  [2020-06-25]. （原始内容存档于2016-03-16） （中文（香港））.
111. ↑  . 星島日報. 2013-03-30  [2025-04-15]. （原始内容存档于2016-03-16） （中文（香港））.
112. ↑  . 星島日報. 2013-03-30  [2025-04-15]. （原始内容存档于2020-10-30） （中文（香港））.
113. ↑   (新闻稿). 香港機場管理局. 2021-01-15  [2024-05-15] （中文（香港））.
114. ↑   (新闻稿). 香港機場管理局. 2022-01-25  [2024-05-15] （中文（香港））.
115. ↑   (新闻稿). 香港機場管理局. 2023-01-16  [2024-05-15] （中文（香港））.
116. ↑   (新闻稿). 香港機場管理局. 2024-01-22  [2024-05-15] （中文（香港））.
117. ↑  . 星島網. 2025-01-21  [2025-01-23].
118. ↑   (PDF). 香港國際機場.   [2025-04-10] （英语）.
119. ↑   (PDF). 香港國際機場.   [2025-04-10] （英语）.
120. ↑   (PDF). 香港國際機場.   [2025-04-10] （英语）.
121. ↑   (PDF). 香港國際機場.   [2025-04-10] （英语）.
122. ↑   (PDF). 香港國際機場.   [2025-04-10] （英语）.
123. ↑   (PDF). 香港國際機場.   [2025-04-10] （英语）.
124. ↑   (PDF). 香港國際機場.   [2025-04-10] （英语）.
125. ↑   (PDF). 香港國際機場.   [2025-04-10] （英语）.
126. ↑   (PDF). 香港國際機場.   [2025-04-10] （英语）.
127. ↑   (PDF). 香港國際機場.   [2025-04-10] （英语）.
128. ↑   (PDF). 香港國際機場.   [2025-04-10] （英语）.
129. ↑   (PDF). 香港國際機場.   [2025-04-10] （英语）.
130. ↑   (PDF). 香港國際機場.   [2025-04-10] （英语）.
131. ↑   (PDF). 香港國際機場.   [2025-04-10] （英语）.
132. ↑   (PDF). 香港國際機場.   [2025-04-10] （英语）.
133. ↑   (PDF). 香港國際機場.   [2025-04-10] （英语）.
134. ↑   (PDF). 香港國際機場.   [2025-04-10] （英语）.
135. ↑   (PDF). 香港國際機場.   [2025-04-10] （英语）.
136. ↑   (PDF). 香港國際機場.   [2025-04-10] （英语）.
137. ↑   (PDF). 香港國際機場.   [2025-04-10] （英语）.
138. ↑   (PDF). 香港國際機場.   [2025-04-10] （英语）.
139. ↑   (PDF). 香港國際機場.   [2025-04-10] （英语）.
140. ↑   (PDF). 香港國際機場.   [2025-04-10] （英语）.
141. ↑   (PDF). 香港國際機場.   [2025-04-10] （英语）.
142. ↑   (PDF). 香港國際機場.   [2025-04-10] （英语）.
143. ↑   (PDF). 香港國際機場.   [2025-04-10] （英语）.
144. ↑  . 明報. 2022-05-01  [2022-05-09]. （原始内容存档于2022-05-09）.
145. ↑  李兆波. . 香港經濟日報. 2022-04-27  [2022-05-09]. （原始内容存档于2022-07-11） （中文（香港））.
146. ↑  . RFA. 2022-05-02  [2022-05-09]. （原始内容存档于2022-07-11）.
147. ↑  . 明報. 2022-04-27  [2022-05-09]. （原始内容存档于2022-05-03）.
148. ↑  . Skytrax. 2025-04-27  [2025-0-09].
149. ↑  . 東方日報. 2013-10-05  [2025-04-21]. （原始内容存档于2013-10-06） （中文（香港））.
150. ↑  . 星島日報. 2011-11-04  [2025-04-21]. （原始内容存档于2019-12-14） （中文（香港））.
151. 1 2  星島日報. . 星島日報. 2023-09-25  [2024-04-19]. （原始内容存档于2024-04-19） （中文（香港））.
152. ↑  . 中國共產黨新聞網.   [2018-03-29]. （原始内容存档于2018-03-30） （中文（繁體））.
153. ↑  . 星島日報. 2010-07-08  [2010-07-11]. （原始内容存档于2010-07-12） （中文（香港））.
154. ↑  . 明報. 2013-01-05  [2025-04-21]. （原始内容存档于2013-01-05） （中文（香港））.
155. ↑  . 星島日報. 2012-10-10  [2025-04-21]. （原始内容存档于2019-12-16） （中文（香港））.
156. ↑   (新闻稿). 香港政府新聞公報. 1998-05-27  [2024-11-12] （中文（香港））.
157. ↑   (新闻稿). 香港政府新聞公報. 2017-06-15  [2024-11-14] （中文（香港））.
158. ↑  郭若溪. . 文汇报. 2017-06-25  [2024-11-14]. （原始内容存档于2018-11-03） （中文）.
159. ↑  . 明報. 2008-06-08  [2025-04-21]. （原始内容存档于2008-06-11） （中文（香港））.
160. ↑  . 晴報. 2013-04-08  [2025-04-10] （中文（香港））.
161. ↑  . 主場新聞. 2013-04-08  [2025-04-21]. （原始内容存档于2014-06-06） （中文（香港））.
162. ↑  . 蘋果日報. 2013-04-08  [2025-04-21]. （原始内容存档于2022-09-30） （中文（香港））.
163. ↑  . 星島日報. 2013-04-08  [2025-04-21]. （原始内容存档于2013-05-01） （中文（香港））.
164. ↑  . 香港文匯報. 2013-04-08  [2025-04-21]. （原始内容存档于2013-04-12） （中文（香港））.
165. ↑  . on.cc. 2017-04-20  [2023-09-05]. （原始内容存档于2023-09-05） （中文（香港））.
166. ↑  . 頭條日報. 2017-05-24  [2017-05-24] （中文（香港））.
167. ↑  . on.cc東網. 2017-05-24  [2017-05-24]. （原始内容存档于2017-06-03） （中文（香港））.
168. ↑  Lo, Clifford; Cheung, Tony. . South China Morning Post.   [2017-05-24]. （原始内容存档于2017-05-24） （英语）.
169. ↑  . 星島頭條. 2020-06-15  [2025-07-30].
170. ↑  Transport and Logistics Bureau, Hong Kong SAR.  (PDF). 2022  [2025-07-30].
171. ↑  . 東方日報.   [2025-07-31] （中文（香港））.
172. ↑  . 星島日報. 2023-09-04  [2023-09-05]. （原始内容存档于2023-09-24） （中文（香港））.
173. ↑  凌逸德. . 香港01. 2024-02-06  [2024-02-07] （中文（香港））.
174. ↑  . 大公文匯網. 2024-02-06  [2024-02-07]. （原始内容存档于2024-02-07） （中文（香港））.
175. ↑  Ming Pao. . 2024-06-17.
176. ↑  . 香港電台. 2012-05-17  [2020-06-25]. （原始内容存档于2013-03-14） （中文（香港））.
177. ↑  . 東方日報. 2012-09-17  [2025-04-21]. （原始内容存档于2012-09-21） （中文（香港））.
178. ↑  . 明報. 2010-11-09  [2010年11月9日]. （原始内容存档于2010年11月12日） （中文（香港））.
179. ↑  . 明報. 2012-09-17  [2025-04-21]. （原始内容存档于2013-01-05） （中文（香港））.
180. ↑  . 星島日報. 2012-01-25  [2025-04-21]. （原始内容存档于2019-12-13） （中文（香港））.
181. ↑  . 星島日報. 2012-05-08  [2025-04-21]. （原始内容存档于2019-12-18） （中文（香港））.
182. ↑  . 蘋果日報. 2018-01-21  [2018-01-21]. （原始内容存档于2018-01-21） （中文（香港））.
183. ↑  . 都市日報. 2019-07-25  [2019-08-05]. （原始内容存档于2019-07-25） （中文（香港））.
184. ↑  . 中央社. 2019-08-05  [2019-08-05]. （原始内容存档于2019-08-05） （中文（臺灣））.
185. ↑  . 東網. 2019-08-10  [2019-08-13]. （原始内容存档于2019-08-13） （中文（香港））.
186. ↑  . 明報. 2019-08-09  [2019-08-14]. （原始内容存档于2019-08-09） （中文（香港））.
187. ↑  . 香港01. 2019-08-12  [2019-08-13]. （原始内容存档于2019-08-13） （中文（香港））.
188. ↑  . 晴報. 2019-08-14  [2019-08-14]. （原始内容存档于2019-08-14） （中文（香港））.
189. ↑  McGrath, Rachel. . HuffPost UK. 2019-08-13  [2019-08-14] （英语）.
190. ↑  Chan, Kelvin. . AP News. 2019-08-13  [2025-04-21] （英语）.
191. ↑  張嘉敏. . 香港01. 2019-08-14  [2019-08-14]. （原始内容存档于2019-08-14） （中文（香港））.
192. ↑  . 立場新聞. 2019-08-14  [2019-08-14]. （原始内容存档于2019-08-14） （中文（香港））.
193. ↑  陳芷昕; 勞敏儀. . 香港01. 2019-08-14  [2019-08-19]. （原始内容存档于2019-08-19） （中文（香港））.
194. ↑  翟睿敏. . 香港01. 2020-12-12  [2021-02-19]. （原始内容存档于2021-03-10） （中文（香港））.
195. ↑  . 自由亞洲電台. 2021-01-20  [2021-01-20]. （原始内容存档于2021-01-28） （中文（香港））.
196. ↑  Flynn, David. . Executive Traveller. 2023-01-07  [2023-07-15] （英语）.
197. ↑  黃偉倫. . 香港01. 2021-11-11  [2023-07-15] （中文（香港））.
198. 1 2 3  鍾妍. . 香港01. 2022-04-08  [2022-04-15]. （原始内容存档于2022-07-11） （中文（香港））.
199. ↑  鄭翠碧. . 香港01. 2020-06-28  [2021-04-27]. （原始内容存档于2021-04-29） （中文（香港））.
200. ↑  黃金棋; 鄭翠碧. . 香港01. 2020-07-06  [2022-09-23]. （原始内容存档于2022-09-27） （中文（香港））.
201. ↑  陳芷昕. . 香港01. 2022-04-11  [2022-04-15]. （原始内容存档于2022-07-12） （中文（香港））.
202. ↑  . 東方日報. 2022-04-09  [2022-04-15]. （原始内容存档于2022-06-06） （中文（香港））.
203. ↑  . 明報. 2022-05-20  [2022-06-11]. （原始内容存档于2022-05-20） （中文（香港））.
204. ↑  . AM730. 2022-06-11  [2022-06-11]. （原始内容存档于2022-07-12） （中文（香港））.
205. ↑  . 東方日報. 2022-05-15  [2022-06-11]. （原始内容存档于2022-07-12） （中文（香港））.
206. ↑  . 東周刊. 2022-05-08  [2022-06-11]. （原始内容存档于2022-07-13） （中文（香港））.
207. ↑  李兆波. . 香港經濟日報. 2022-06-30  [2022-07-06]. （原始内容存档于2022-07-06） （中文（香港））.

### 來源
- 宋軒麟. . 三聯書店. 2003. ISBN 962-04-2188-4.
- 吳詹仕. . 經濟日報出版社. 2007. ISBN 978-962-678-456-3.
- 吳邦謀. . 共和媒體. 2009. ISBN 978-988-17500-4-4.
- Kevin Tse. . 共和媒體. 2006. ISBN 962-86997-9-2.
- 劉智鵬; 黃君健; 錢浩賢. . 三聯書店. 2014. ISBN 9789620435492.
- . 民航處. （原始内容存档于2006-10-13） （中文（香港））.
- (PDF). 香港政府新聞處. 2005-10. （原始内容 (PDF)存档于2006-10-25） （中文（香港））.
- . 星島日報. 2006-08-05. （原始内容存档于2007-05-17） （中文（香港））.
- . 東方日報. 2006-08-05  [2025-04-21] （中文（香港））.
- . 明報. 2006-10-11.[永久]
- . 星島日報. 2006-10-13.[永久]
- . Hong Kong Air Traffic Control. （原始内容存档于2007-11-23） （英语）.

### 備註
1. ↑  第一期包括：香港國際機場二號客運大樓（包括翔天廊）、機場行政大樓、機場世貿中心、亞洲國際博覽館、海天客運碼頭、第二座機場酒店及航天城高爾夫球場
2. ↑  這不構成逃票行為。
3. ↑  含啟德機場數據

## 外部連結
- 官方网站（繁體中文）（简体中文）（英文）
- 航拍1994年機場核心工程紀錄. hkmapping（地政總署）於Instagram.

2024-11-18  （繁體中文）.
- 香港機場核心計劃（页面存档备份，存于）
- (PDF). 民航處.   [2020-11-17]. （原始内容存档 (PDF)于2020-11-22） （英语）.
- (PDF). AIR TRAFFIC MANAGEMENT DIVISION, CIVIL AVIATION DEPARTMENT. 2009  [2020-11-17]. （原始内容存档 (PDF)于2020-12-27） （英语）.
- 香港國際機場2030規劃大綱
- 香港國際機場三跑道系統
- . 西松建設.   [2019-10-11] （日语）.
- OpenStreetMap上有關香港國際機場的地理